# Polyphonic Music of the Fourteenth Century
Polyphonic Music of the Fourteenth Century (Música Polifónica del siglo XIV), a veces abreviado como PMFC, es una obra que consta de 24 volúmenes, publicados entre 1956 y 1991 por L'Oiseau-Lyre, que presenta en notación musical moderna el repertorio completo de la música polifónica del siglo XIV, es decir, más de 2000 piezas. Con la notable excepción del Manuscrito de Chipre publicado en 1960 en el Corpus Mensurabilis Musicae. Este manuscrito data de principios del siglo XV, pero cabe señalar que muchas piezas de la colección del PMFC traspasan la frontera del siglo XV, en particular buena parte del Manuscrito de Módena.

## Presentación
Fruto de un trabajo de 35 años, la obra es publicada por la editorial L'Oiseau-Lyre, destinada a académicos, bibliotecas y estudiantes, luego a partir de 2013 es el Conservatorio de Música de Melbourne quien proporciona su distribución. La colección fue lanzada por Leo Schrade, autor de los primeros cuatro volúmenes, a su muerte su trabajo fue continuado por Frank Ll. Harrison, W. Thomas Marrocco, Kurt von Fischer, Ernest H. Sanders, Gordon Greene, entre otros.

## Contenido de los volúmenes
Los contenidos son los siguientes:

### vol. I - ed. Leo Schrade:Roman de Fauvel; Obras dePhilippe de Vitry; Ciclos franceses delOrdinarium Missae. 1956

#### Roman de Fauvel
1. Favellandi vicium / Tenor
2. Mundus a mundicia / Tenor
3. Quare fremuerunt / Tenor

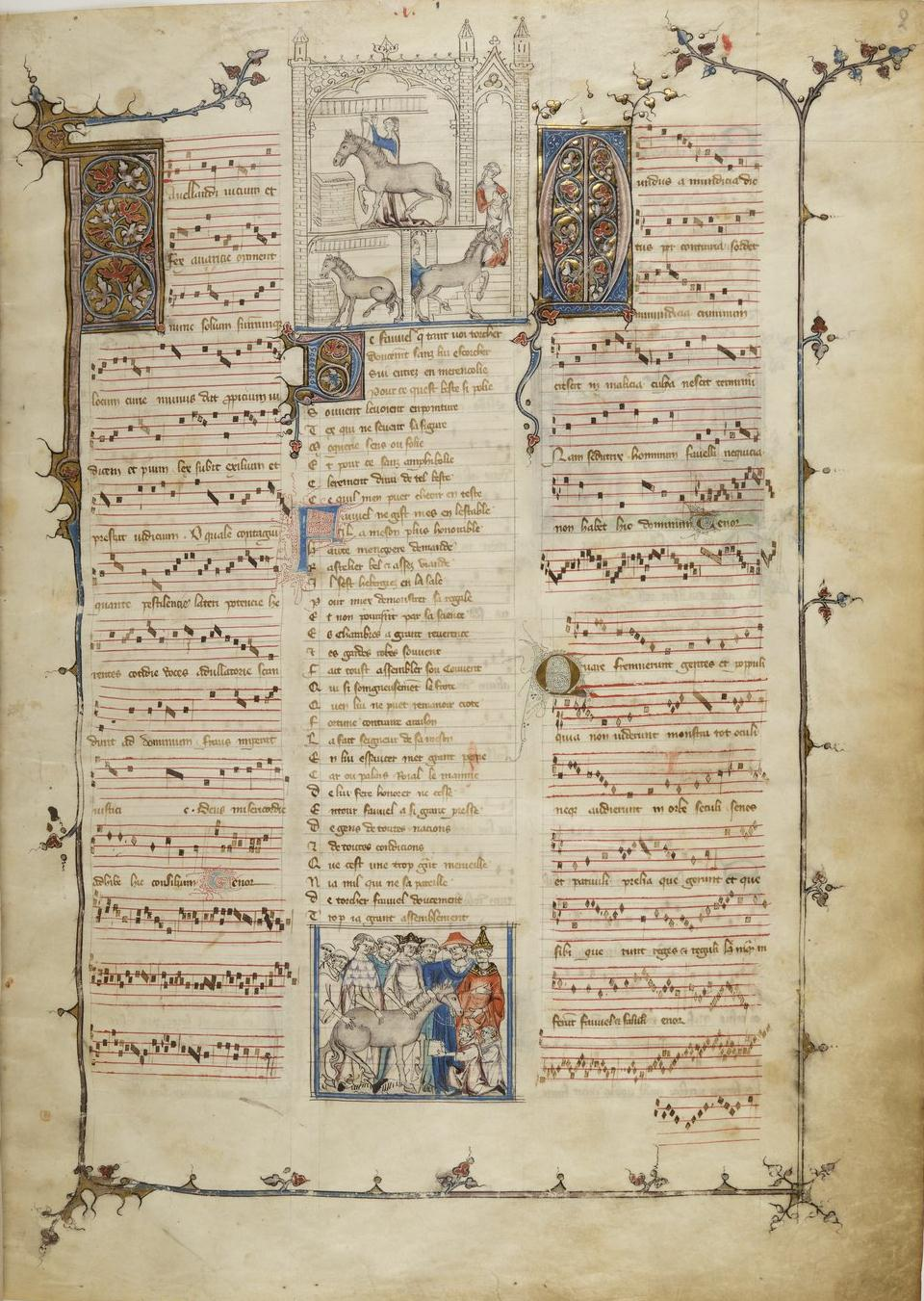
Folio 1 del Roman de Fauvel, motete Favellandi vicium, París, BnF 146.

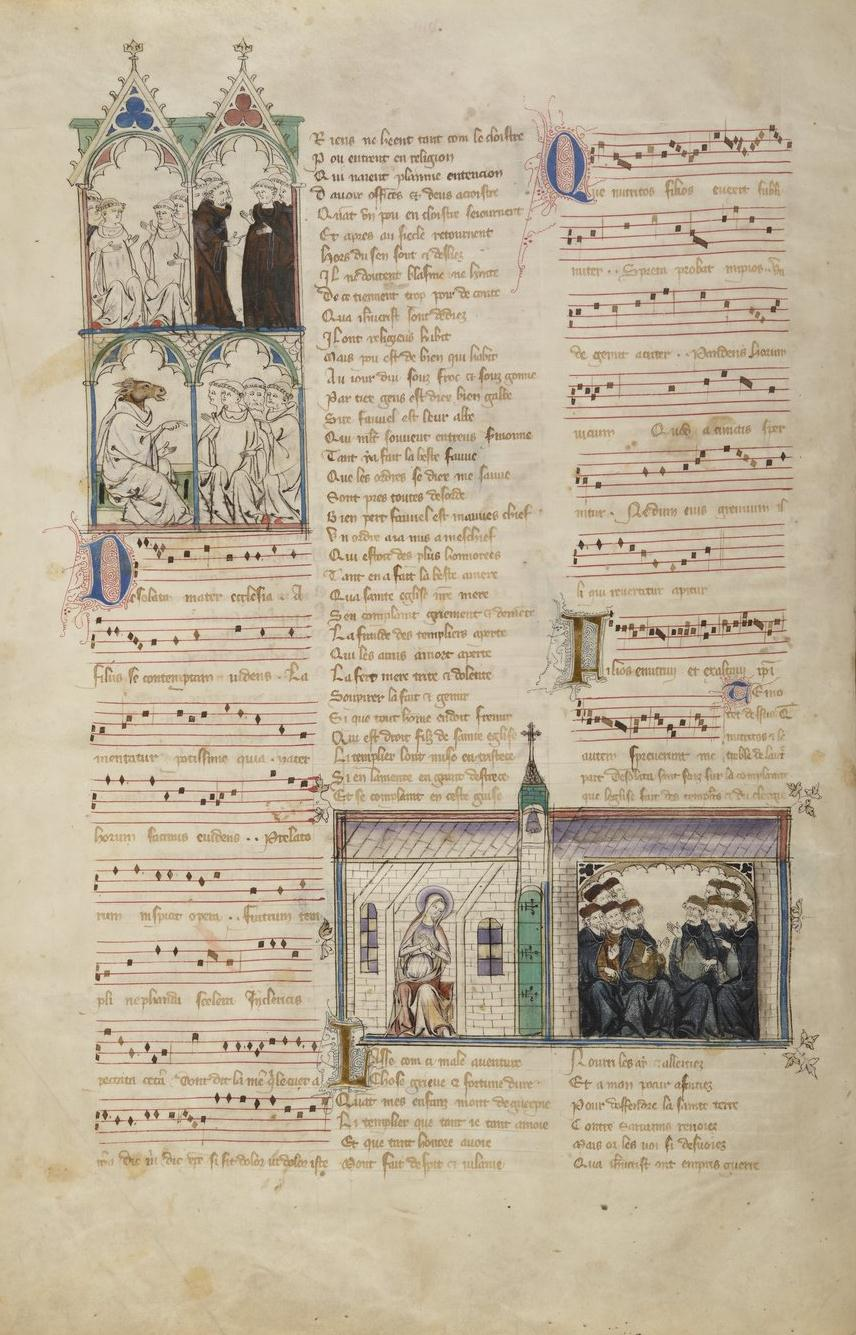
Motete anónimo Desolata mater ecclesia, BnF 146, folio 8v.

4. Presidentes in thronis / Super cathedram / Ruina
5. Jure quod in opere / Scariotis geniture / Superne matris gaudia
6. In mari miserie / [Manere]
7. Ad solitum vomitum / [Regnat]
8. Plange, nostra regio / Nulla pestis est gravior / Vergente
9. Qui secuntur / Detractor est nequissima vulpis / Verbum iniquum et dolosum
10. In principibus perpera / Ex corruptis arboribus / Neuma de alleluya
11. Ve, qui gregi deficiunt / Quasi non ministerium / Trahunt in precipicia / Displicebat
12. Vos pastores adulteri / Orbis orbatus / Fur non venit (Philippe de Vitry)
13. Que nutritos filios / Desolata mater ecclesia / Filios enutrivi et axaltavi
14. Fauvel nous a fait present / Je voi douleur avenir / Fauvel : autant m'est si poise
15. Rex beatus, Confessor Domini / Se cuers ioians / ave
16. O Philippe, prelustris Francorum / Servant regem misericordiae / Rex regum
17. O Nacio nephandi / Condicio nature / [M]ane prima sabbati
18. Alieni boni invidia / Facilius / Imperfecte canite
19. Veritas arpie / Johanne
20. Ade costa dormientis / Tenor
21. J'ai fait nouveletement / La mesnie fauveline / Grant despit ai ie
22. Inter amenitatis tripudia / Revertenti
23. Sicut de ligno parvulus / Inflammatus invidia / Tenor
24. Se me desirs / Bonne est amours / [A]
25. Heu, Fortuna subdula / Aman novi probatur exitu / Heu me, tristis est anima mea (Philippe de Vitry)
26. Quomodo cantabimus / Thalamus puerpere / Tenor
27. Quoniam secta latronum / Tribum, que non abhorruit / Merito hec patimur (Philippe de Vitry)
28. Maria, virgo virginum / Celi domina / Porchier mieuz estre ameroie
29. Omnipotens domine / Flagellaverunt Galliam
30. Adesto, sancta trinitas / Firmissime fidem teneamus / Alleluya, Benedictus (Philippe de Vitry)
31. Scrutator alme cordium / Tenor
32. Ihesu, tu dator venie / Zelus familie / Tenor
33. In nova fert / Garrit Gallus / N[euma] (Philippe de Vitry)
34. Bon vin doit / Quant ie le voi / Cis chans veult boire

#### Obras de Philippe de Vitry

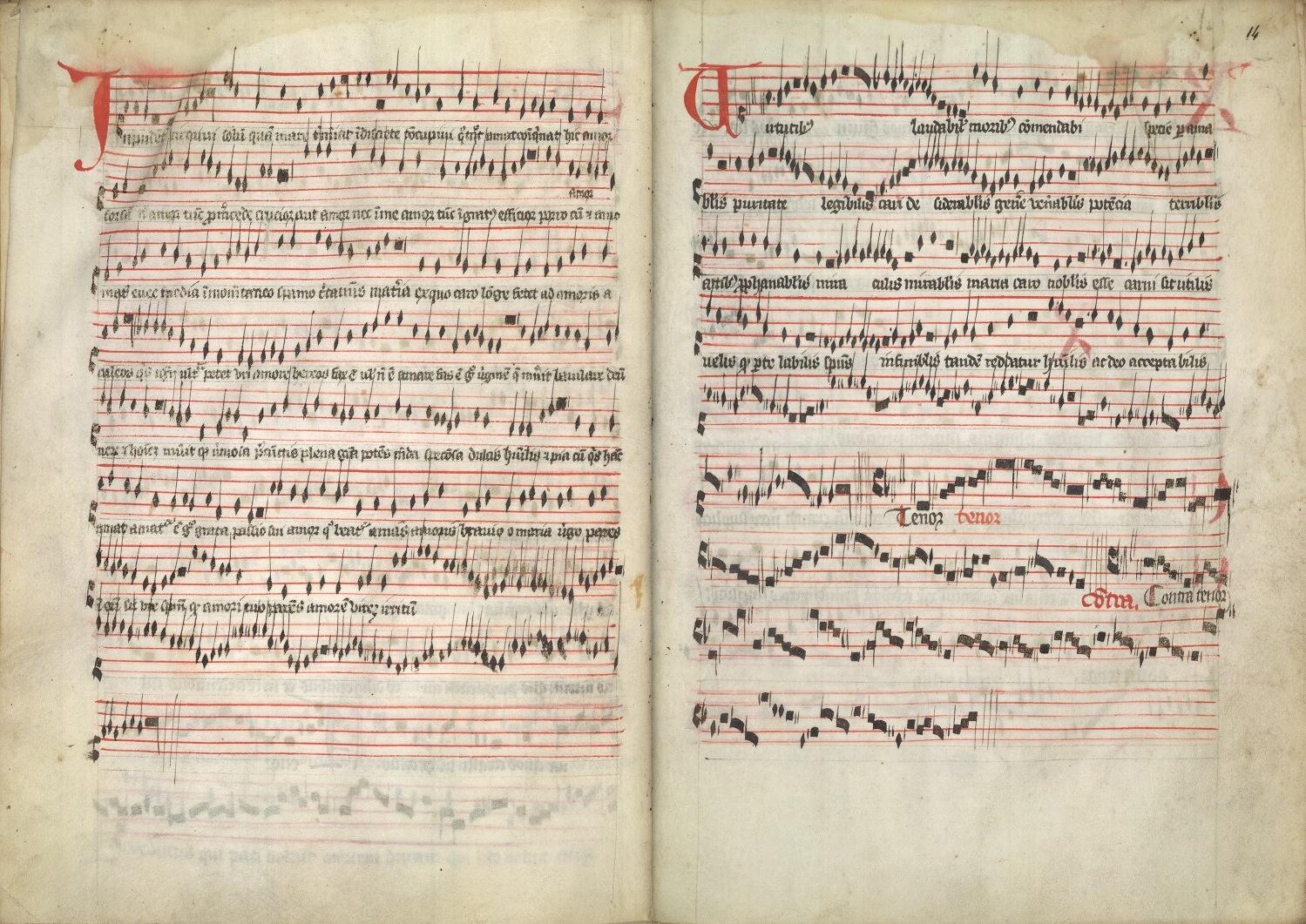
Motete de Philippe de Vitry Impudenter circumivi / Virtutibus laudabilis / Alma redemptoris, Apt, Trésor de la Cathédrale, Ms 16bis.

1. Garison selon nature / Douce playsence / neuma quinti toni
2. Gratissima virginis species / Vos qui admiramini / Gaude gloriosa / Contratenor / Tenor solus / Tenor solus "Vivat iste"
3. Hugo, Hugo, princeps invidie / Cum statua Nabucodonasor / Cum statua (Ms. Ivrea) - Magister invidie (Ms. Cambrai)
4. Bona condit / Colla jugo subdere / Libera me, Domine
5. In arboris / Tuba sacre fidei / Virgo sum
6. Virtutibus laudabilis / Impudenter circumvivi / Tenor / Contratenor / Tenor solus
7. Lugentium siccentur / Petre Clemens / Tenor
8. Quid scire proderit / Dantur officia / Tenor (Philippe de Vitry?)
9. Rex quem metrorum / O canenda vulgo / Rex regum / Contratenor

#### Ciclos franceses del Ordinarium Missae

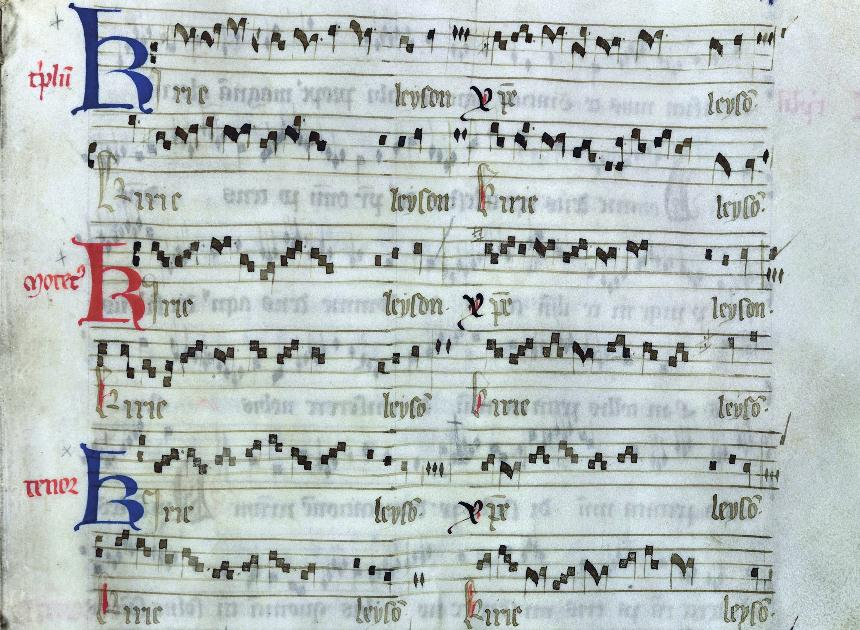
Misa de Tournai, Kyrie, B-Tc 476.

##### Misa de Tournai
1. Kyrie
2. Gloria
3. Credo
4. Sanctus
5. Agnus Dei
6. Ite missa est : Cume venerit / Se grace / Ite missa est

##### Misa de Toulouse
1. Kyrie
2. Sanctus
3. Agnus Dei - Rex immense pietatis

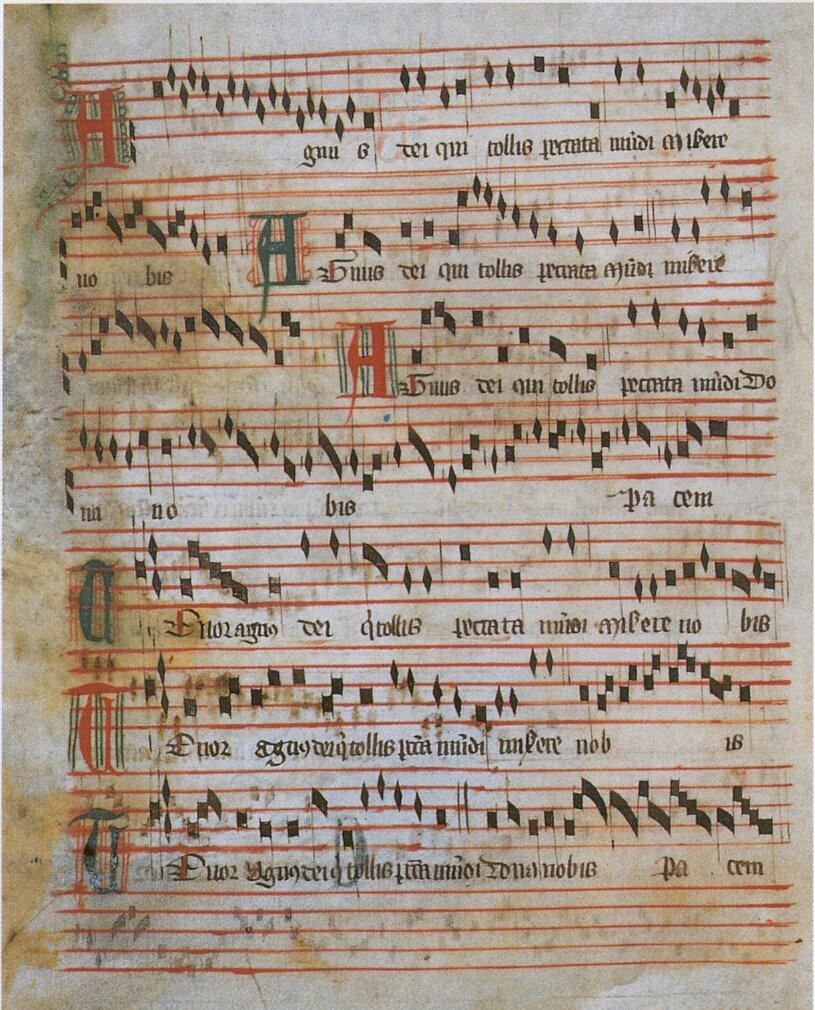
Misa de Barcelona, Agnus dei, Biblioteca de Cataluña, Ms 971.

4. Motetus super Ite, missa est: Laudemus Jhesum Christum

##### Misa de Barcelona
1. Kyrie
2. Gloria - Splendor patris
3. Credo: De rege (Sortes)
4. Sanctus: Sacro sanctus pater - Sanctus miro gaudio
5. Agnus Dei

### vol. II - ed. Leo Schrade: Obras completas deGuillaume de Machaut, Parte 1. 1956

#### Lais
1. Loyaute, que point ne delay
2. J'aim la flour de valour
3. pour ce qu'on puist
4. Nuls ne doit avoir
5. Par trois raisons
6. Amours doucement
7. Le lay des dames
8. Le lay mortel
9. Le lay de l'ymage
10. Le lay de Nostre-Dame
11. Le lay de la fonteinne
12. Le lay de confort
13. Le lay de bonne esperance
14. Le lay de plour
15. Le lay de la rose
16. Le lay de plour
17. Un lay de consolation
18. En demantant

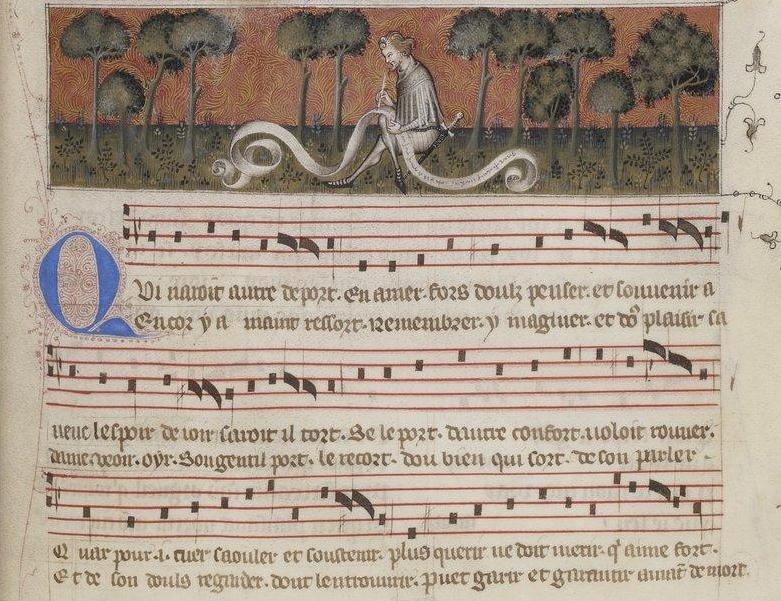
Lai de Guillaume de Machaut Qui n'aroit autre deport, Le Remede de Fortune, BnF 1586.

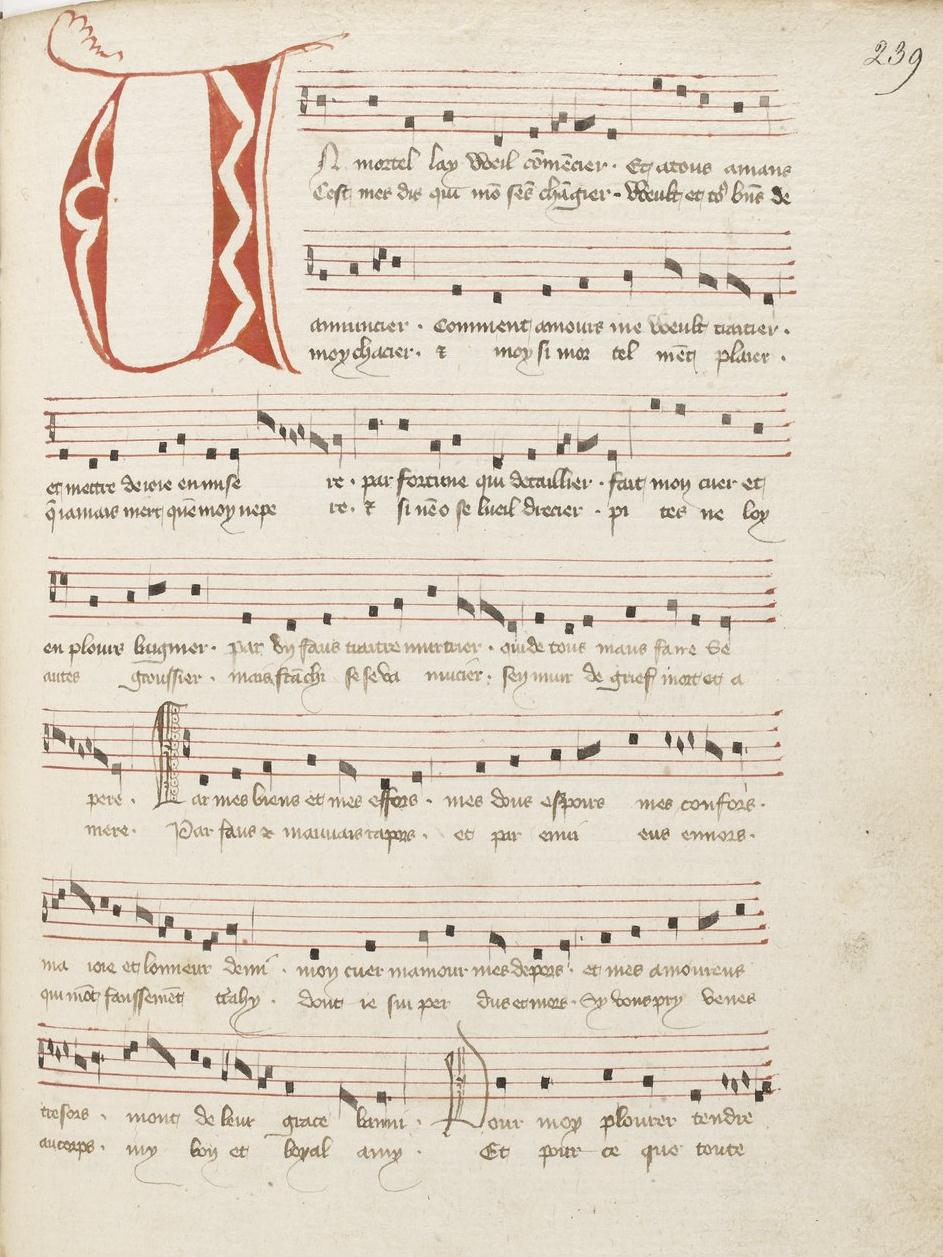
Le lay mortel de Guillaume de Machaut, BnF 1585.

19. Qui n'aroit autre deport (Remede de Fortune)

#### Complainte
1. Tels rit au main (Remede de Fortune)

#### Chanson royale
1. Joie, plaisence (Remede de fortune)

#### Motetes(1-16)

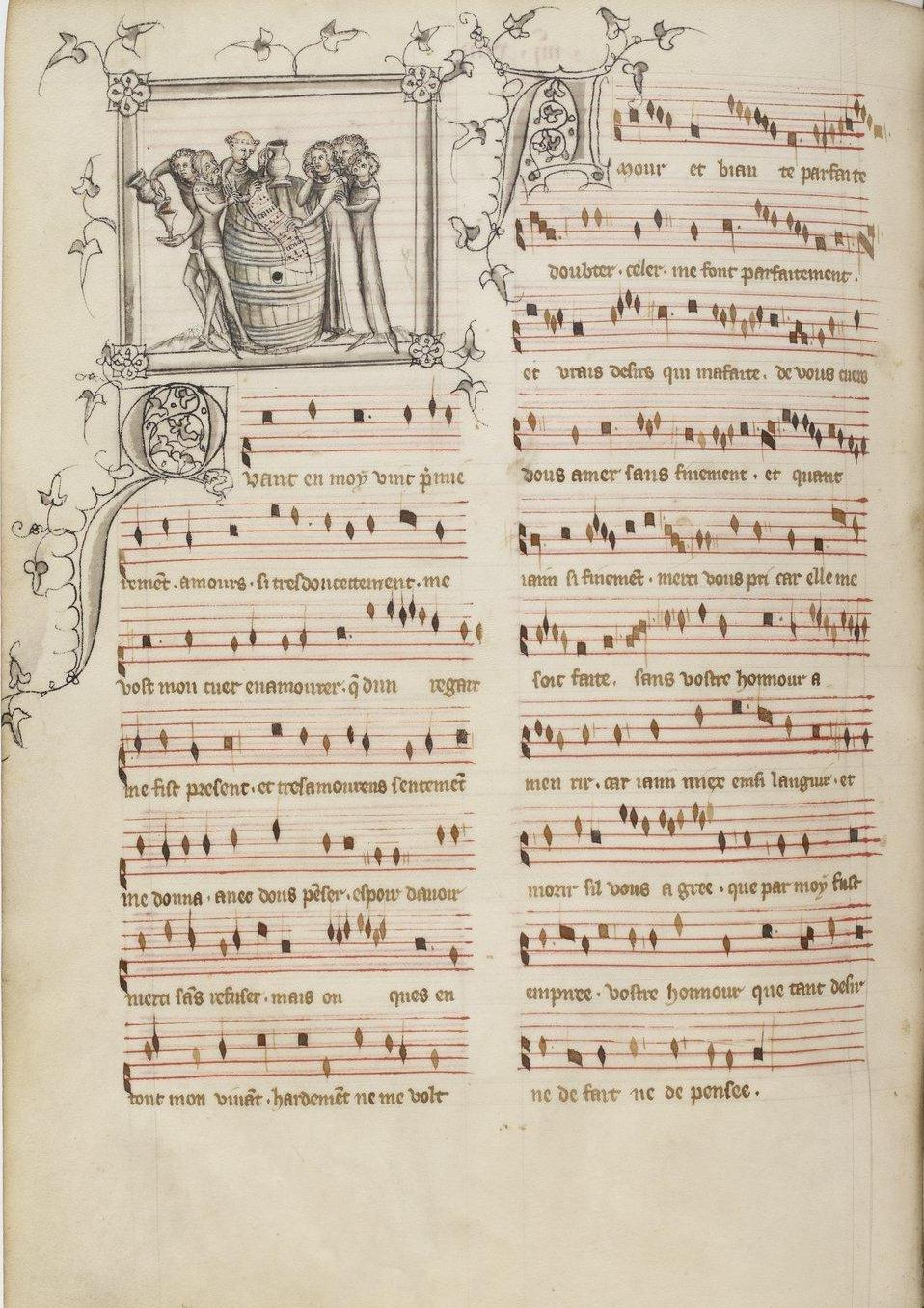
Motete n. 1 de Guillaume de Machaut Quant en moy, BnF 1584.

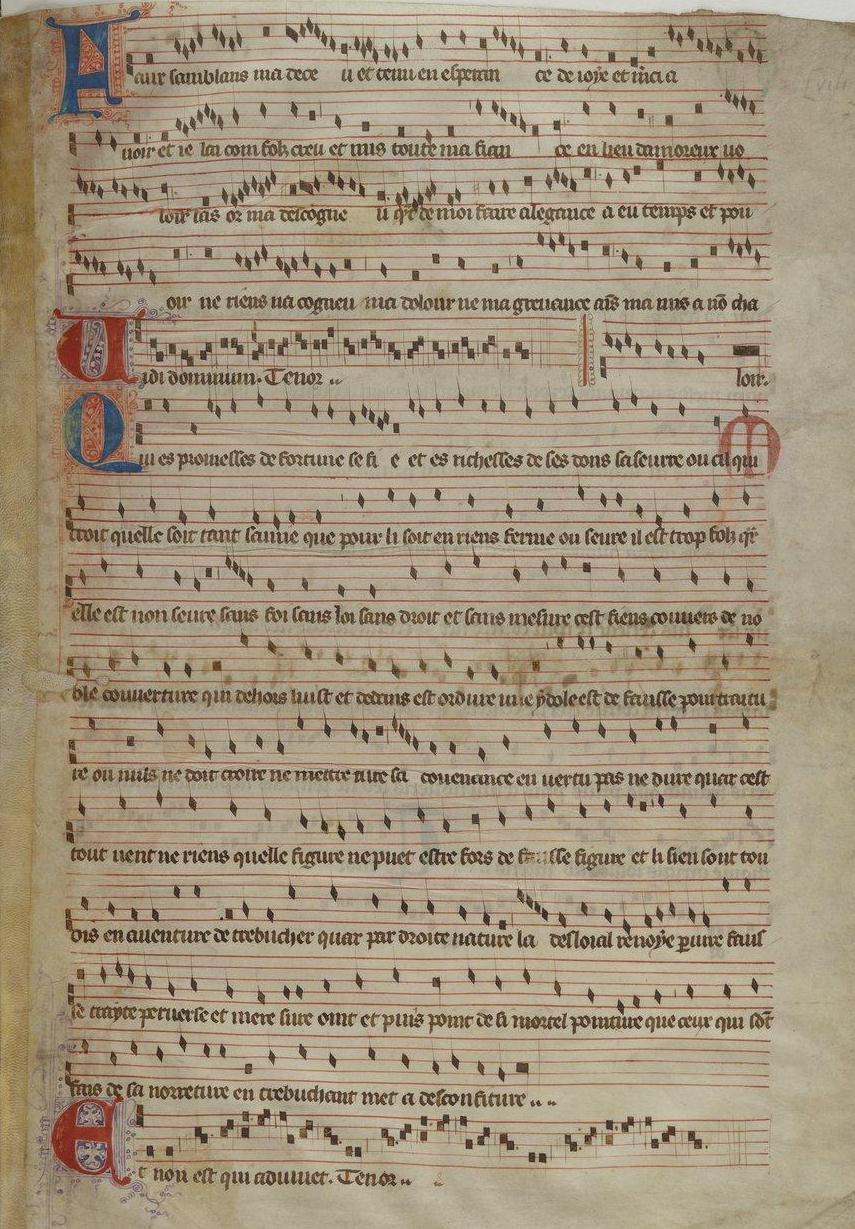
Motetes n. 15 & 8 de Guillaume de Machaut, BnF 23190.

1. Amour et biaute / Quant en moy vint / Amara valde
2. De souspirant / Tous corps qui de bien amer / Suspiro
3. Fine Amour / He ! Mors com tu es haie / Quare non sum mortuus
4. Puisuqe la douce rousee / De Bon Espoir / Speravi
5. Qui plus aimme / Aucune gent m'ont demandé / Fiat volunta tua
6. S'amours tous amans joir / S'il estoit nulz qui pleindre / Et gaudebit cor vestrum
7. Lasse ! je sui en aventure / J'ay tant mon cuer / Ego moriar pro te
8. Ha ! Fortune / Qui es promesses de Fortune / Et non est qui adjuvet
9. O livoris ferita / Fons totius superbie / Fera pessima
10. Hela ! ou sera pris confors / Hareu ! hareu ! le feu / Obediens usque ad mortem
11. Fins cuers doulz / Dame, je sui cilz / "Fins cuers doulz"
12. Corde mesto cantando / Helas ! pour quoy virent / Libera me
13. Eins que ma dame / Tant doucement m'ont attrait / Ruina
14. De ma dolour / Maugre mon cuer / Quia amore langueo
15. Faus Samblant m'a deseu / Amours qui ha le pouir / Vidi Dominum
16. Se j'aim mon loyal ami / Lasse ! comment oublieray / Pour quoy me bat mes maris ?

### vol. III - ed. Leo Schrade: Obras completas de Guillaume de Machaut, Parte 2. 1957

#### Motetes (17-[24])
1. O series summe rata / Quant vraie amour enflamee / Super omnes speciosa
2. Bone pastor, qui pastores / Bone pastor, Guillerme / "Bone pastor"
3. Diligenter inquiramus / Martyrum gemma latria / A Christo honoratus
4. Biaute paree de valour / trop plus est bele / Je ne sui mie certeins
5. Veni creator spiritus / Christe, qui lux es / Tribulatio proxima est et non est qui adjuvet
6. Plange, regni respublica / Tu qui gregem tuum ducis / Apprehende arma et scutum et exurge
7. Inviolata genitrix / Felix virgo / Ad te suspiramus gementes et flentes
8. De touz les biens / Li enseignement / Ecce tu pulchra es amica me (Guillaume de Machaut?)

#### Messe de Nostre Dame

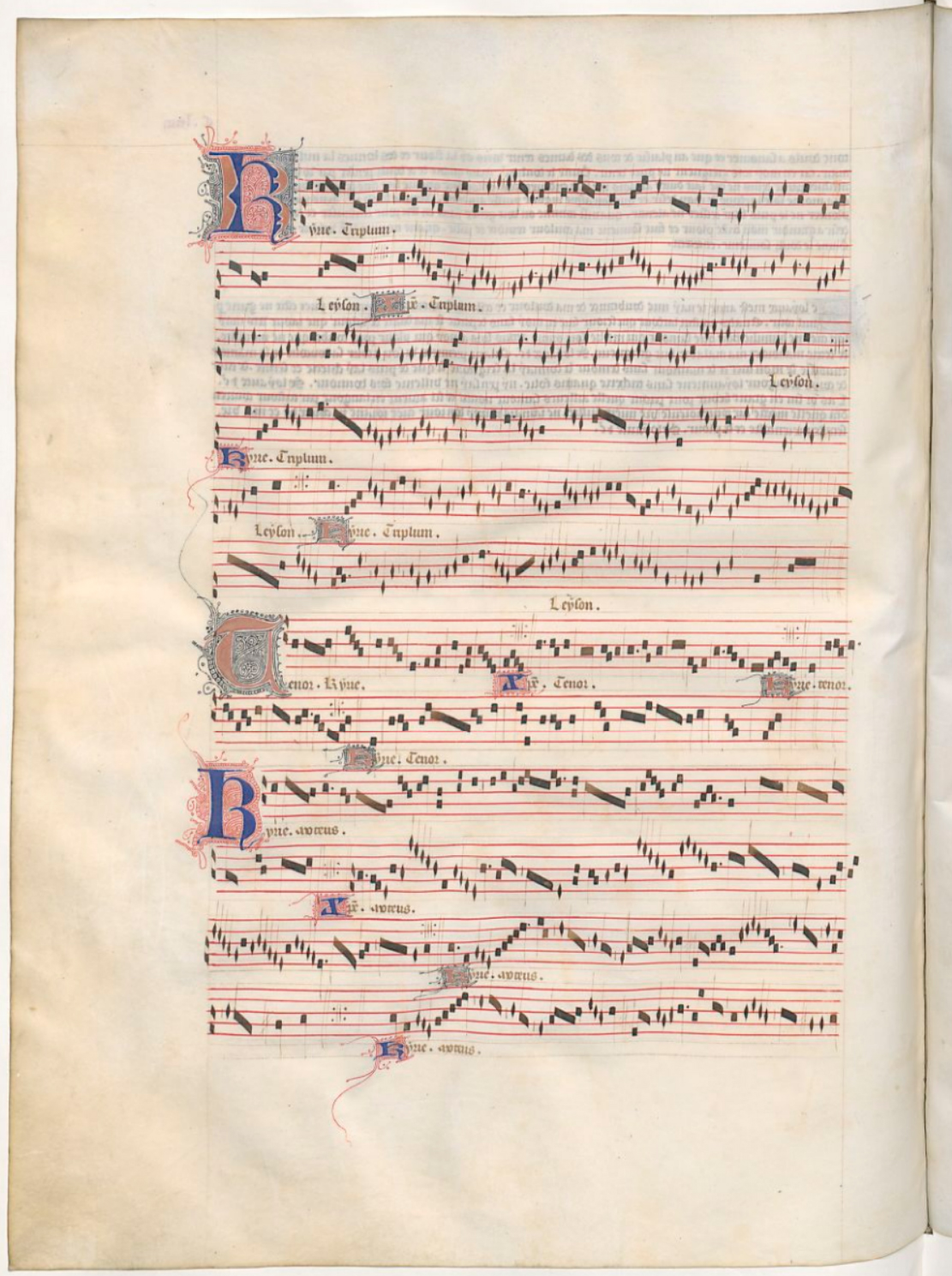
Kyrie de la Messe de Nostre Dame de Machaut, BnF 9221.

1. Kyrie
2. Gloria
3. Credo
4. Sanctus
5. Agnus Dei
6. Ite missa est

#### DobleHoquetus
1. David Hoquetus

#### Ballades
1. S'Amours ne fait
2. Helas ! tant ay dolour
3. On ne porroit penser
4. Biaute qui toutes autres pere
5. Riches d'amour et mendians
6. Doulz amis
7. J'aim mieus languir
8. De desconfort
9. dame, ne regardes pas
10. Ne pense pas
11. N'en fait n'en dit
12. Pour ce que tous mes chans
13. Esperance qui m'asseure
14. Je ne cuit pas
15. Se je me pleing
16. Dame, comment qu'amez

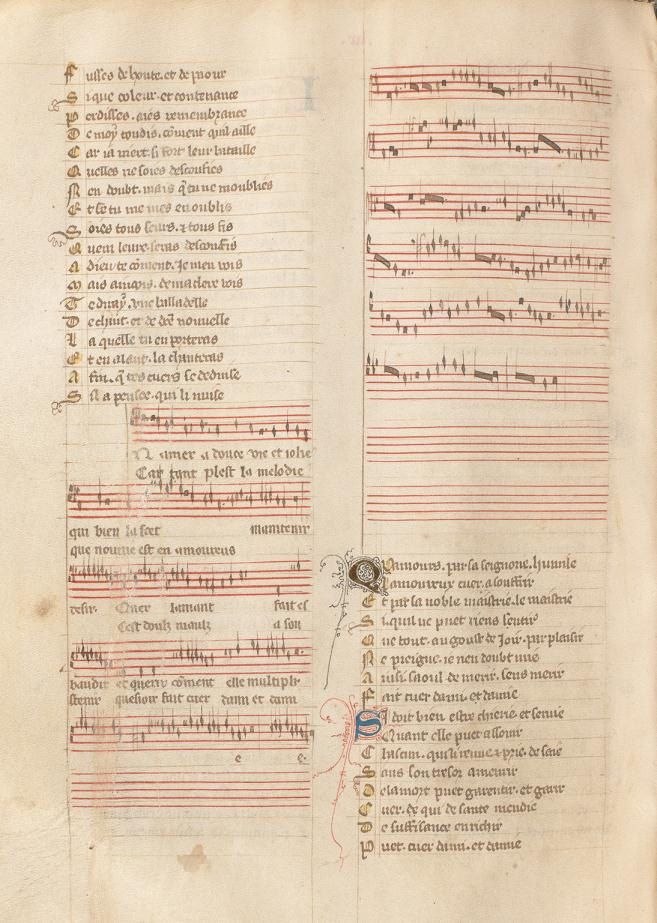
Ballades de Machaut En amer a douce vie, Le Remede de Fortune, Berna, Burgerbibliothek, Codex 218, folio 41v.

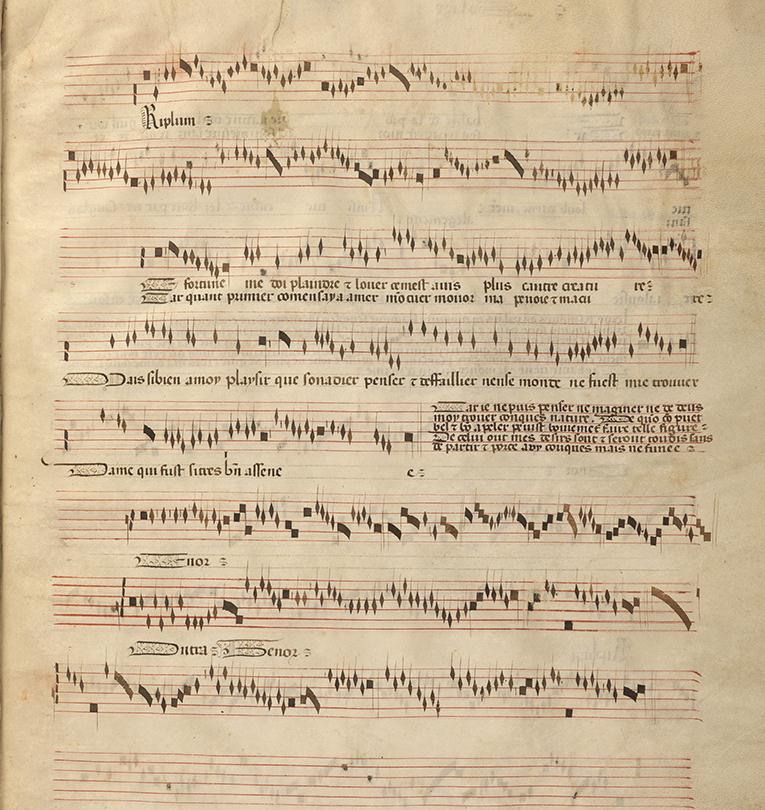
Ballade de Guillaume de Machaut, De Fortune me doit pleindre, Codex Chantilly.

Ballade de Guillaume de Machaut, Gais et jolis, lies, chantans et joieus, Manuscrito de Módena, BE α. 5,24.

17. Sanz cuer m'en vois - Amis, dolens - Dame, par vous
18. De petit po
19. Amours me fait desirer
20. Je sui aussi com cilz
21. Se quanque amours
22. Il m'est avis
23. De Fortune me doy pleindre
24. Tres douce dame
25. Honte, paour, doubtance
26. Donnez, signeurs
27. une vipere en cuer
28. Je puis trop bien
29. De triste cuer - Quant vrais amans - Certes je di
30. Pas de tor
31. De toutes flours
32. Ploures, dames
33. Nes que on porroit
34. Quant Theseus - Ne quie veoir
35. Gais et jolis
36. Se pour ce muir
37. Dame, se vous m'estes
38. Phyton, le mervilleus serpent
39. Mes esperis
40. Ma chiere dame
41. En amer a douce vie (Remede de Fortune)
42. Dame, de qui toute ma joie (Remede de Fortune)

#### Rondeaux
1. Doulz viaire gracieus
2. Helas ! pour quoy
3. Merci vous pri
4. Sans cuer, dolens
5. Quant j'ay l'espart
6. Cinc, un, treze
7. Se vous n'estes
8. Vos doulz resgars
9. Tant doucement
10. Rose, liz, printemps
11. Comment puet on mieus
12. Ce qui soustient
13. Dame, se vous n'avez aperceu
14. Ma fin est mon commencement
15. Certes, mon oueil
16. Dame, qui weult (solo el texto)
17. Dix et sept, cinc, trese
18. Puis qu'en oubli
19. Quant ma dame les maus
20. Douce dame
21. Quant je ne voy

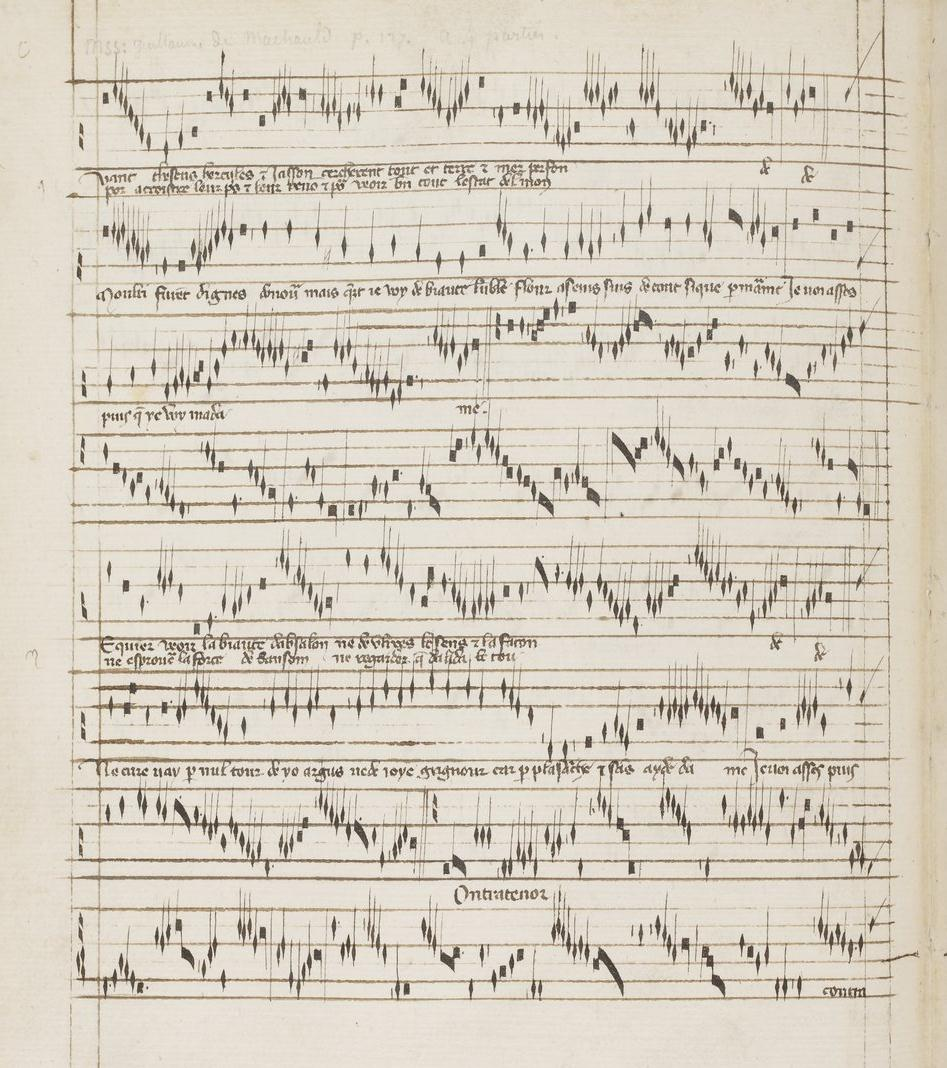
Ballade dobre de Machaut Quant Theseus / Ne quier veoir, Codex Reina.

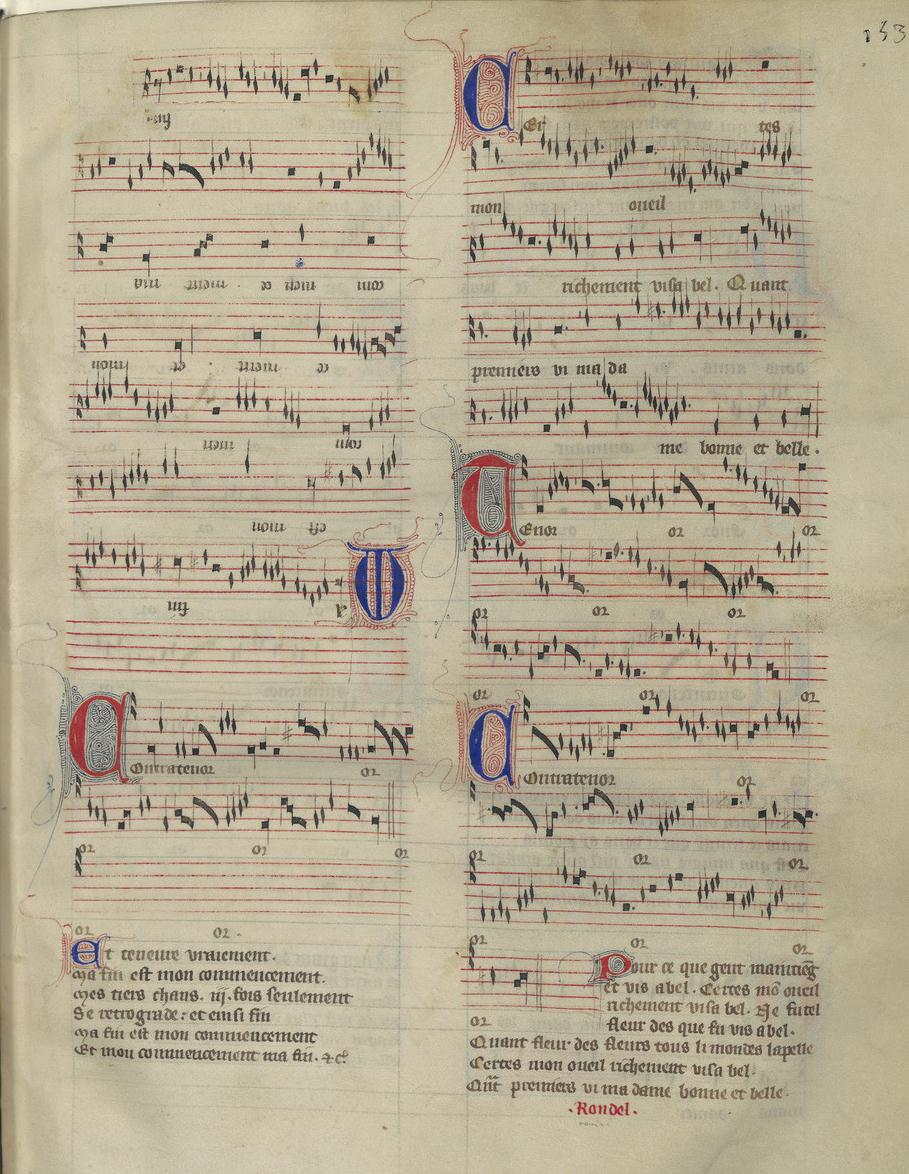
Rondeaux de Machaut Ma fin est mon commencement & Certes mon oeuil, BnF 22546.

22. Dame, mon cuer (Remede de Fortune)

#### Virelais

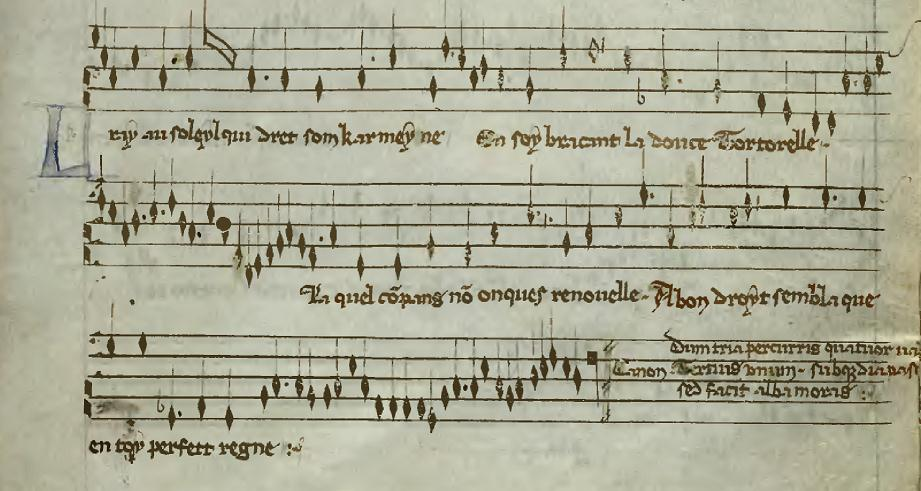
Canon Le ray au soleyl de Johannes Ciconia, Codex Mancini, Perugia, Ms. 3065.

1. He ! dame de vaillance
2. Loyaute weil tous jours
3. Ay mi ! dame de valour
4. Douce dame jolie
5. Comment qu'a moy
6. Se ma dame
7. Puis que ma dolour
8. Dou mal qui m'a longuement
9. Dame, je weil endurer
10. De bonte, de valour
11. He ! dame de valour
12. Dame, a qui m'ottri
13. Quant je sui mis
14. J'aim sans penser
15. Se mesdisans
16. C'est force, faire le weil
17. Dame, vostre doulz viaire
18. Helas ! et comment
19. Dieus, Biaute, Douceur
20. Se d'amer
21. Je vivroie liement
22. Foy porter, honneur garder
23. Tres bonne et belle
24. En mon cuer
25. Tuit mi penser
26. Mors sui, se je ne vous voy
27. Liement me deport
28. Plus dure que un dyamant
29. Dame, mon cuer emportes
30. Se je souspir
31. Moult sui de bonne heure nee
32. De tout sui si confortee

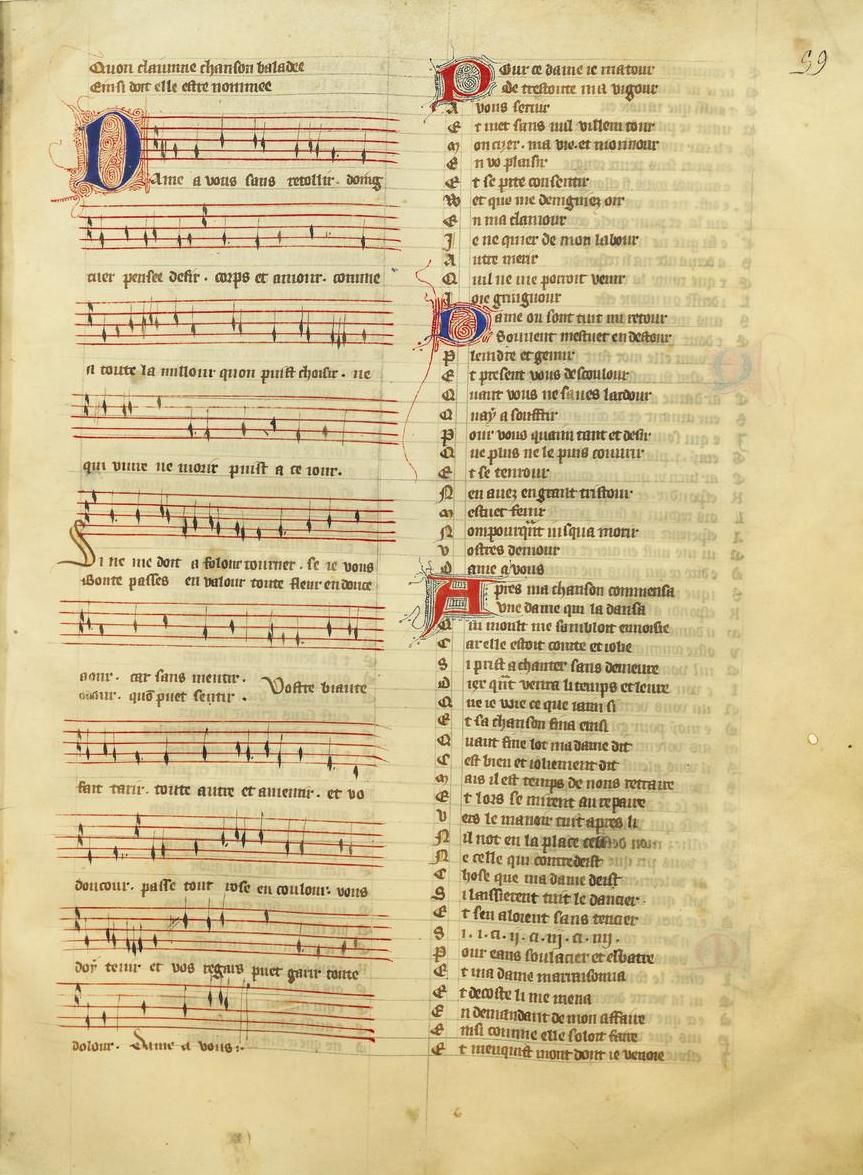
Virelai de Machaut Dame, a vous sans retollir, Le Remede de Fortune, BnF 22545.

33. Dame, a vous sans retollir (Remede de Fortune)

### vol. IV - ed. Leo Schrade: Obras completas deFrancesco Landini. 1958
(Ballate, a menos que se indique lo contrario)
1. Abbonda di virtù
2. Adiu, adiu, dous dame (virelai)
3. A le' s'andrà lo spirto
4. Altera luc'ed angelic' aspetto
5. Altri n'arà la pena
6. Ama, donna
7. Amar sì gli alti
8. Amor c'al tuo sugetto
9. Amor con fede
10. Amor in huom gentil
11. Amor, in te spera'
12. Angelica biltà
13. Ara' tu pietà
14. Benchè crudele siate
15. Benchè la bionda treça
16. Bench'ora piova
17. Cara mie donna
18. C(h)aro signor, palesa
19. Che cosa è quest'amor
20. Che fai ? che pensi ?
21. Che pena è quest' al cor
22. Chi più le vuol sapere
23. Chi pregio vuol
24. Chosi (Cosi) pensoso (caccia)
25. Com' a(l) seguir
26. Con gli occhi assai
27. Contemplar le gran cose
28. Conviens' a fede
29. Cosa nulla più fe'
30. D'amor mi biasmo
31. Da poi che va mie donna
32. Da poi che vedi'l mie fedel
33. Dappo' c'a te rinasce
34. Debba l'anim'altero
35. De' ! che mi giova
36. De ! dinmi tu (madrigal / caccia)
37. De (Die) ! non fugir
38. Dè ! pon quest' amor
39. De sospirar sovente
40. Dè ! volgi gli occhi
41. Divennon gli ochi
42. Dolcie signiore
43. Donna, che d'amor senta
44. Donna, con vo'rimane
45. Donna, i' prego
46. Donna, la mente mia
47. Donna, la mie partença
48. Donna, languir mi fay
49. Donna, l'animo tuo
50. Donna 'l tuo partimento
51. Donna, perchè mi spregi
52. Donna, per farmi guerra
53. Donna, se'l cor
54. Donna, s'i' t'o fallito
55. Donna, tu prendi sdegno
56. Duolsi la vita
57. Echo (Ecco) la primavera
58. El gran disio
59. El mie dolce sospir
60. Fa metter bando (madrigal)
61. Fatto m'a' serv' amore
62. Fior di dolceça
63. Fortuna ria
64. Già d'amore sperança
65. Già ebbi libertate
66. Già non biasim' amor
67. Già perch'i' penso
68. Gientil aspetto
69. Giovine donna vidi star
70. Giovine vagha, i' non sentí
71. Giunt avaga biltà
72. Gli occhi, che in prima
73. Gram piant' agli ochi
74. Guard'una volta
75. I' fu tuo servo amore
76. Il suo bel viso
77. I' non ardischo
78. In somm'alteça
79. I' piango, lasso !
80. I' priego amor
81. I' vegio ch'a natura
82. La bionda treçça
83. La dolce vista che dagli ochi
84. L'alma leggiardra
85. L'alma mie piange
86. La mala lingua
87. La mente mi riprende
88. L'antica fiamma
89. L'aspecto è qui
90. Lasso ! di donna
91. Lasso ! per mie fortuna
92. L'onesta tuo biltà
93. Lucea nel prato (madrigal)
94. Ma' non s'andra
95. Mostrommi amor (madrigal)
96. Muort' oramai

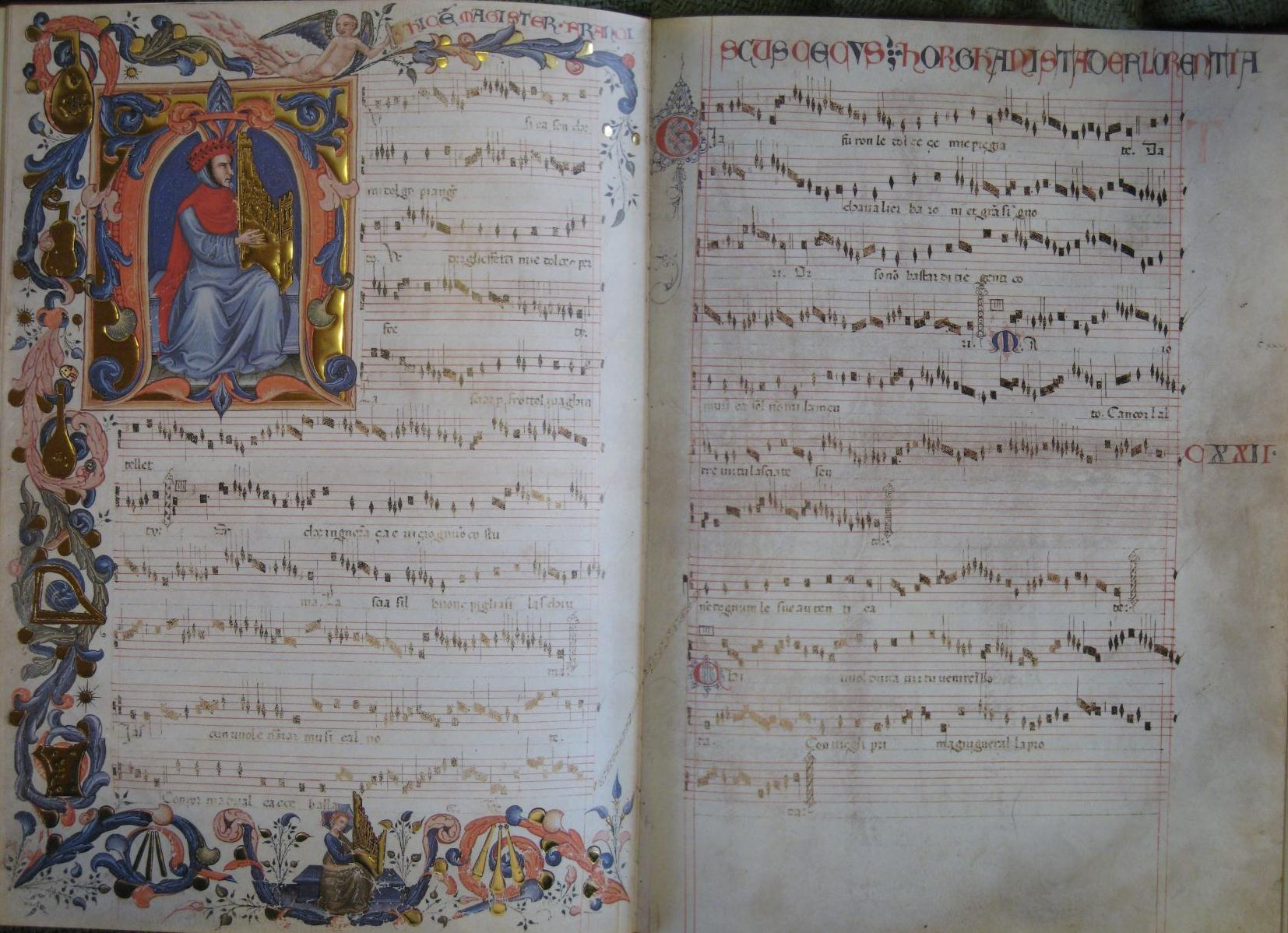
Retrato de Francesco Landini Magister Franciscus Cecus Horghanista de Florentia, seguido del madrigal Musica son - Già furon - Ciascun vuoli, Codex Squarcialupi.

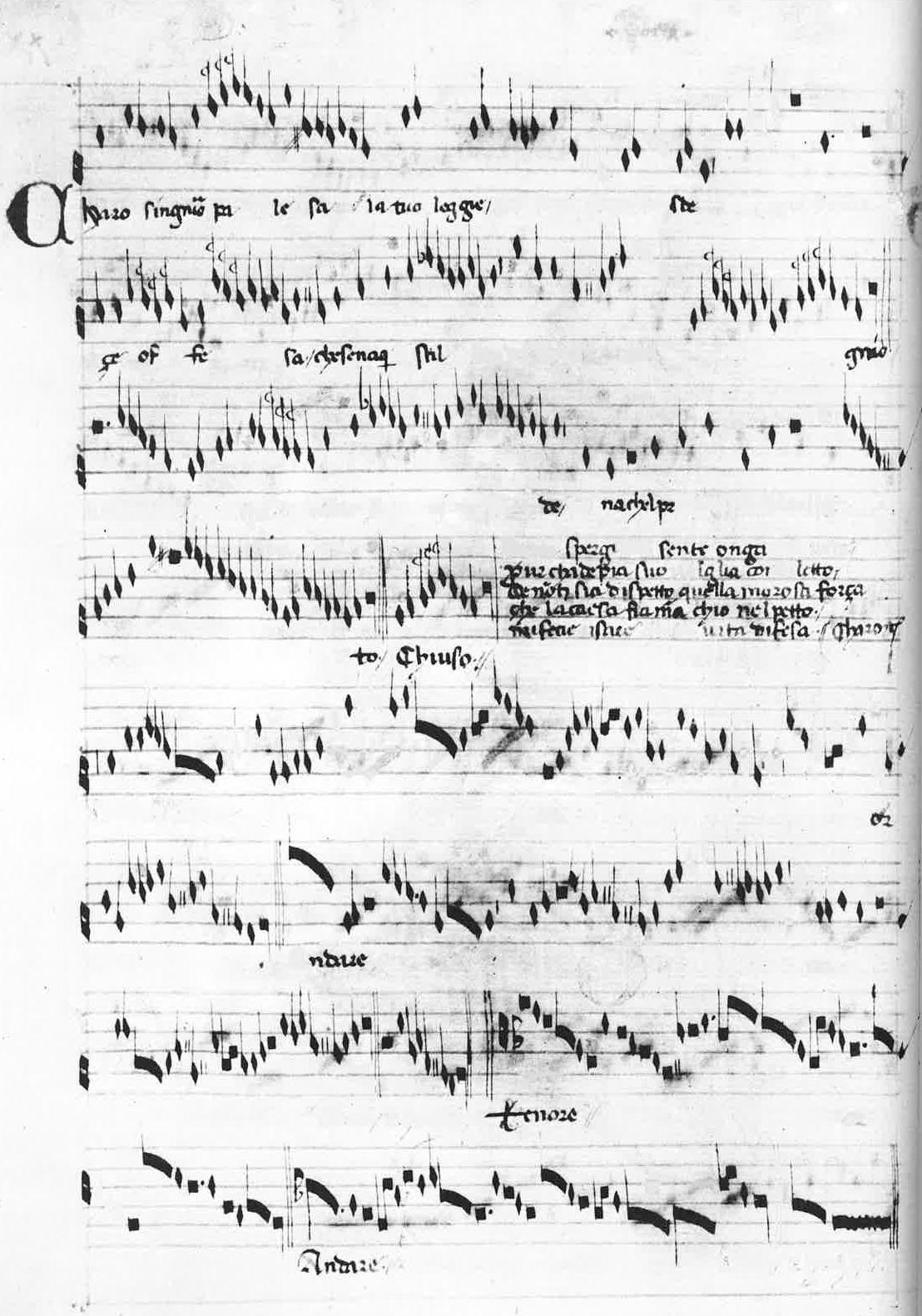
Ballata de Francesco Landini Charo signor, palesa, Florencia, Biblioteca Nazionale Centrale, Panciatichiano 26.

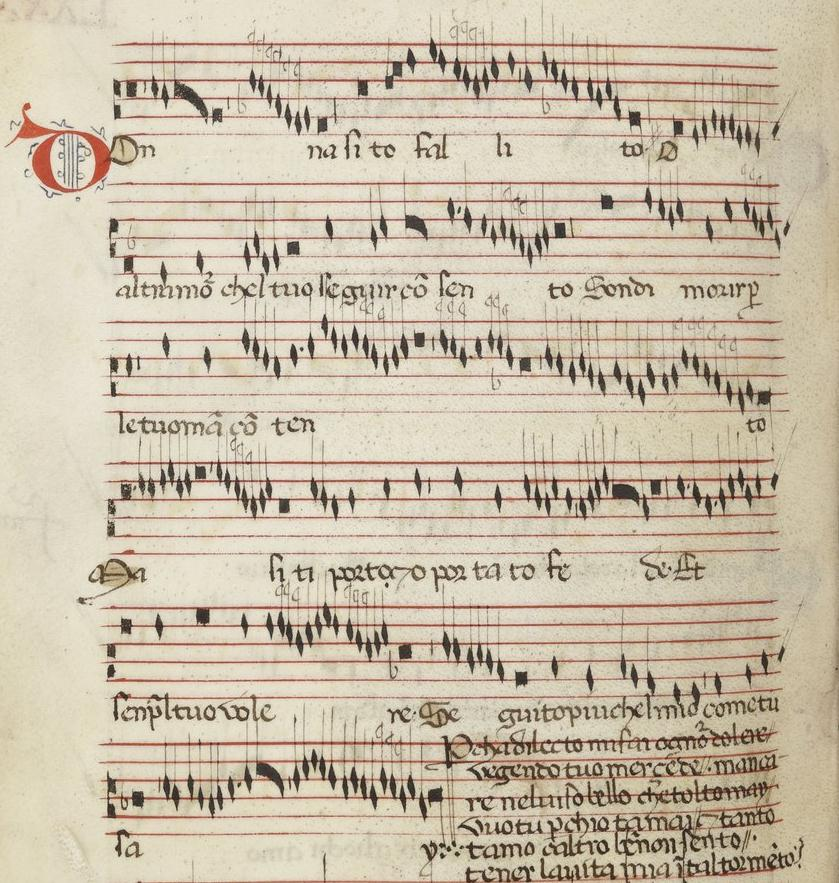
Ballata de Francesco Landini Donna, s'i' t'o fallito, París, BnF 568.

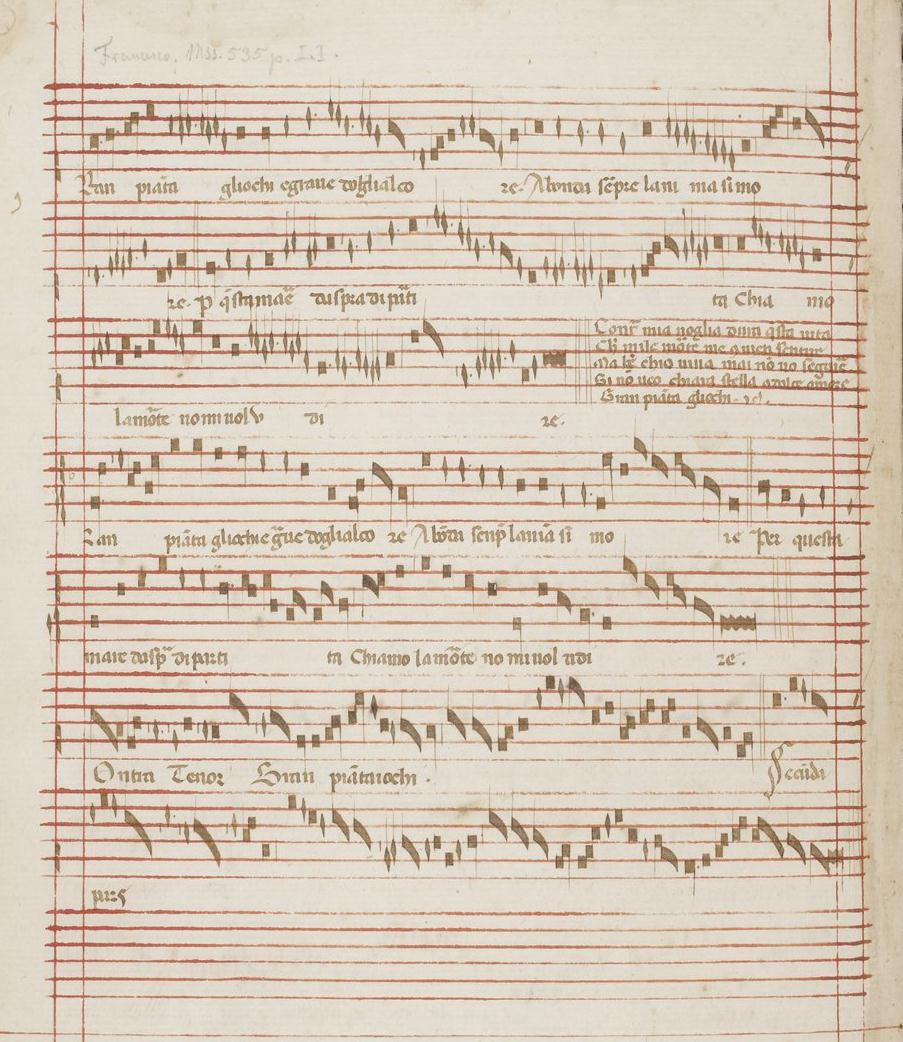
Ballata de Francesco Landini, Gram piant' agli occhi, Codex Reina.

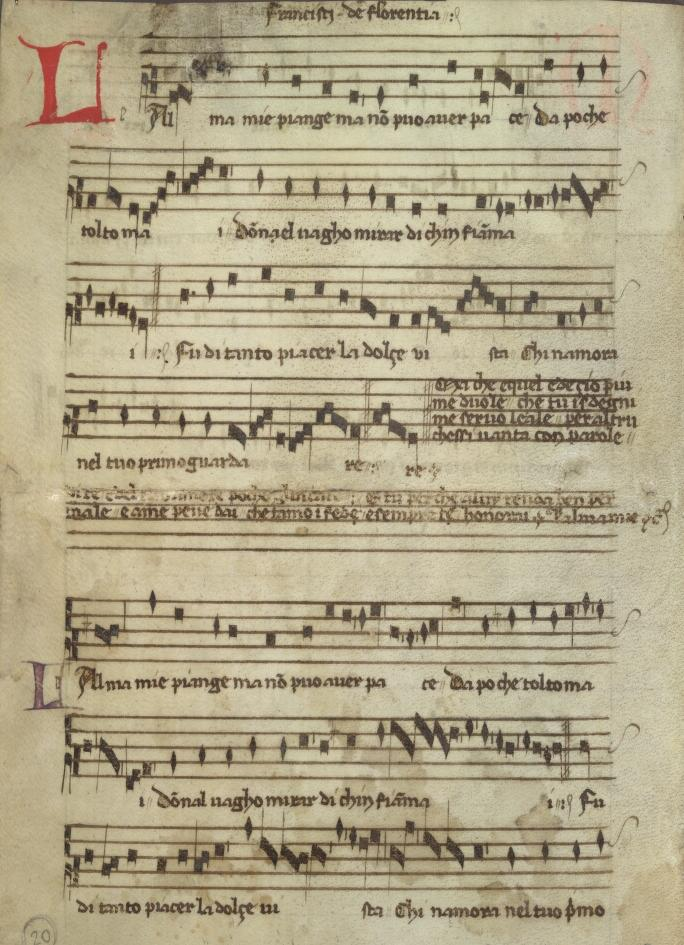
Ballata de Francesco Landini L'alma mie piange, Codex Mancini, Lucca, Ms 184.

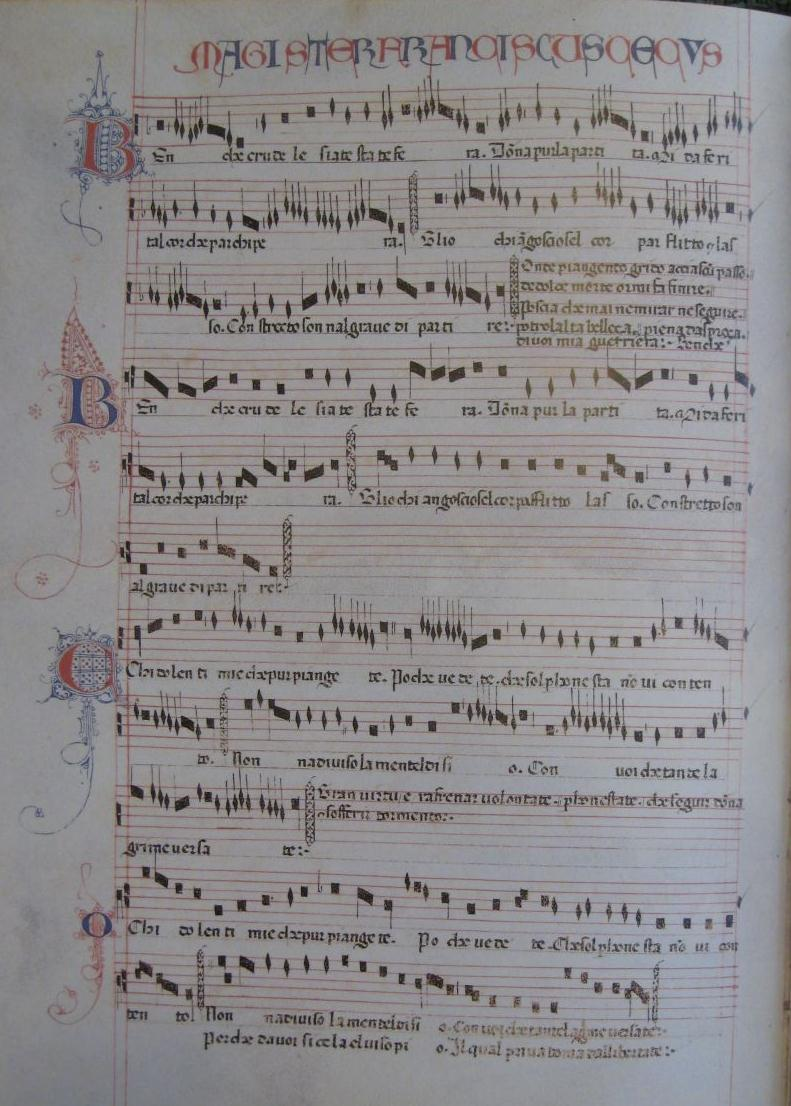
Ballate de Francesco Landini Benché crudele siate & Ochi dolenti mie, Codex Squarcialupi.

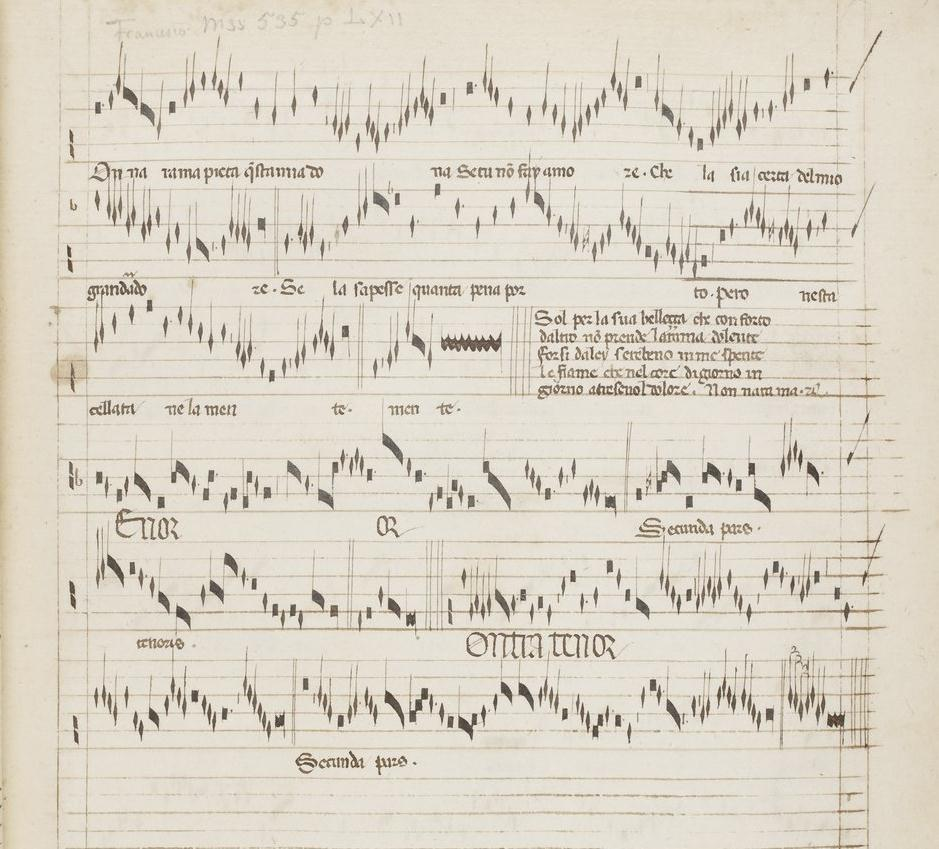
Ballata de Francesco Landini Non avrà ma'pietà, Codex Reina.

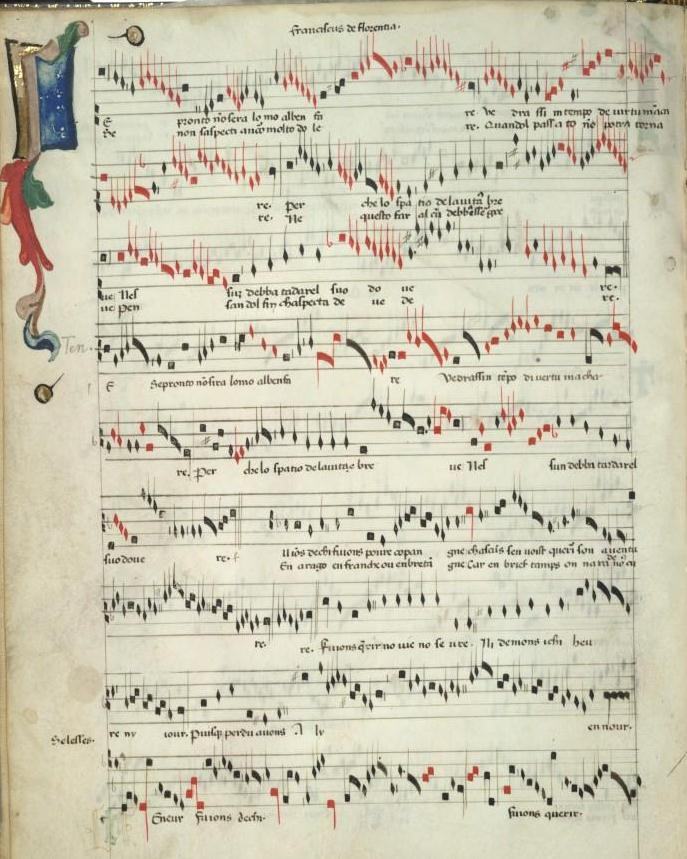
Ballata de Francesco Landini Se pronto non sarà l'uom, Manuscrito de Módena.

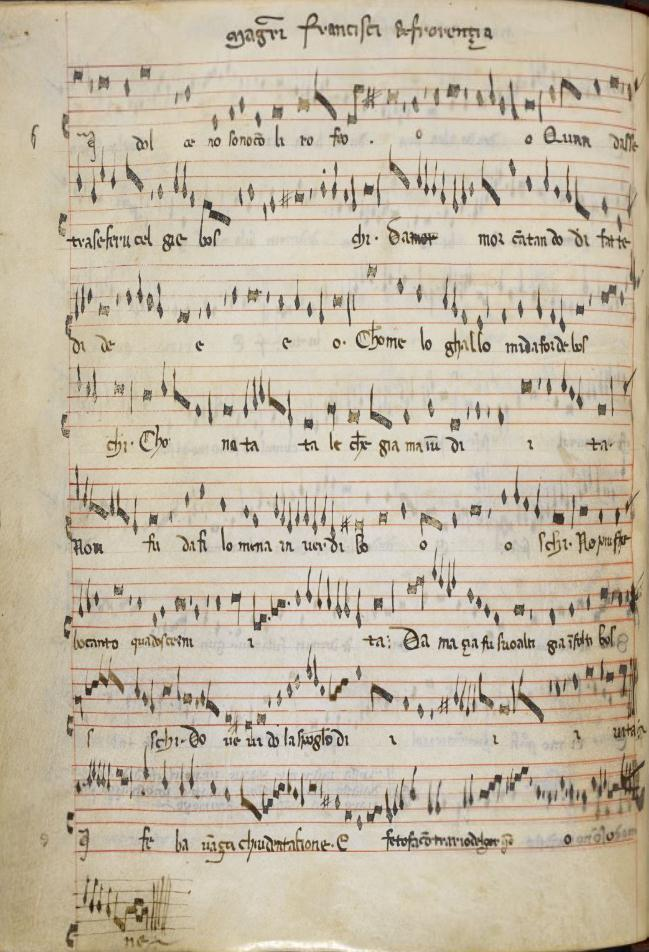
Madrigal de Francesco Landini Si dolce non sono, Londres, British Library, Additional 29987.

97. Musica son - Già furon - Ciascun vuoli (madrigal)
98. Nella mi vita
99. Nella partita
100. Nella più cara parte
101. Nella tuo luce
102. Nè 'n ciascun mie pensiero
103. Nessun ponga sperança
104. Nessun provò giamma'
105. Non a Narcisso (madrigal)
106. Non avrà (arà) ma' pietà
107. Non creder, donna
108. Non dò la colp'a te
109. Non per fallir
110. Ochi dolenti mie
111. O fanciulla giulìa
112. Ognor mi trovo
113. O pianta vaga (madrigal)
114. Or' è ttal l'alma
115. Orsù(n), gentili spiriti
116. Oyme ! el core
117. Partesi con dolore
118. Per allegreçça
119. Perchè di novo sdegno - Vendetta far dovrei - Perchè tuo servo
120. Perchè virtù
121. Per la belleçça
122. Per la mie dolçe piage
123. Per la n'fluença (madrigal)
124. Per seguir la sperança
125. Per servar umiltà
126. Per un amante
127. Più bella donn'al mondo
128. Po' ch'amor ne' begli ochi
129. Po' che di simil
130. Po' che partir convien
131. Poi che da te
132. Posto che dall'aspetto
133. Principum nobilissime (motete, fragmento)
134. Quanto più caro fay
135. Quel sol che raggia
136. Questa fanciull'amor
137. S'andray sança merçe
138. Se la nimica mie
139. Se la vista soave
140. Selvagia fera
141. Se merçe, donna
142. Senpre giro caendo
143. Se pronto non sarà
144. Sia maladetta
145. Sì dolce non sonò (madrigal)
146. S'i' fossi certo
147. S'i' ti son stato
148. Somma felicità (madrigal)
149. Tante belleçe in questa donna
150. Tu che l'oper'altru (madrigal)
151. Une colonba candid' e gentile (madrigal)
152. Vaga fanciulla
153. Va pure, amore
154. Viditi, donna
155. Vitanon è più miser'

### vol. V - ed. Frank Ll. Harrison: Motetes de procedencia francesa. 1968

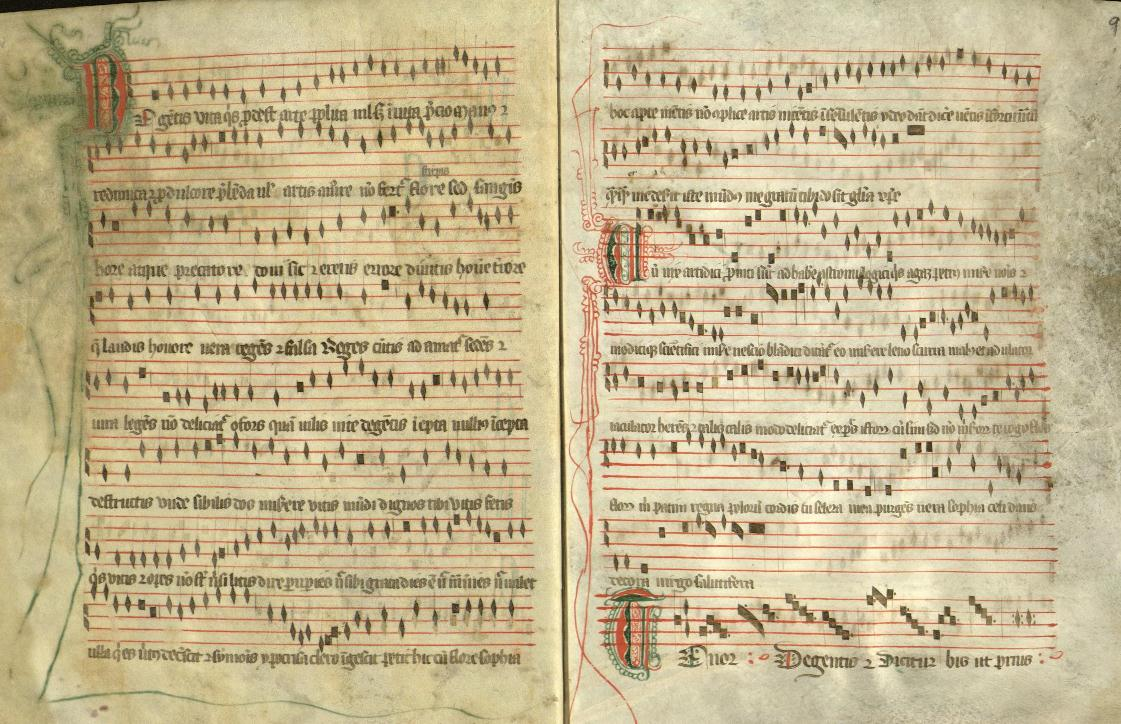
Motet anónimo Degentis vita / Cum vix artidici / Vera pudicitia, Biblioteca de Cataluña, Ms 971.

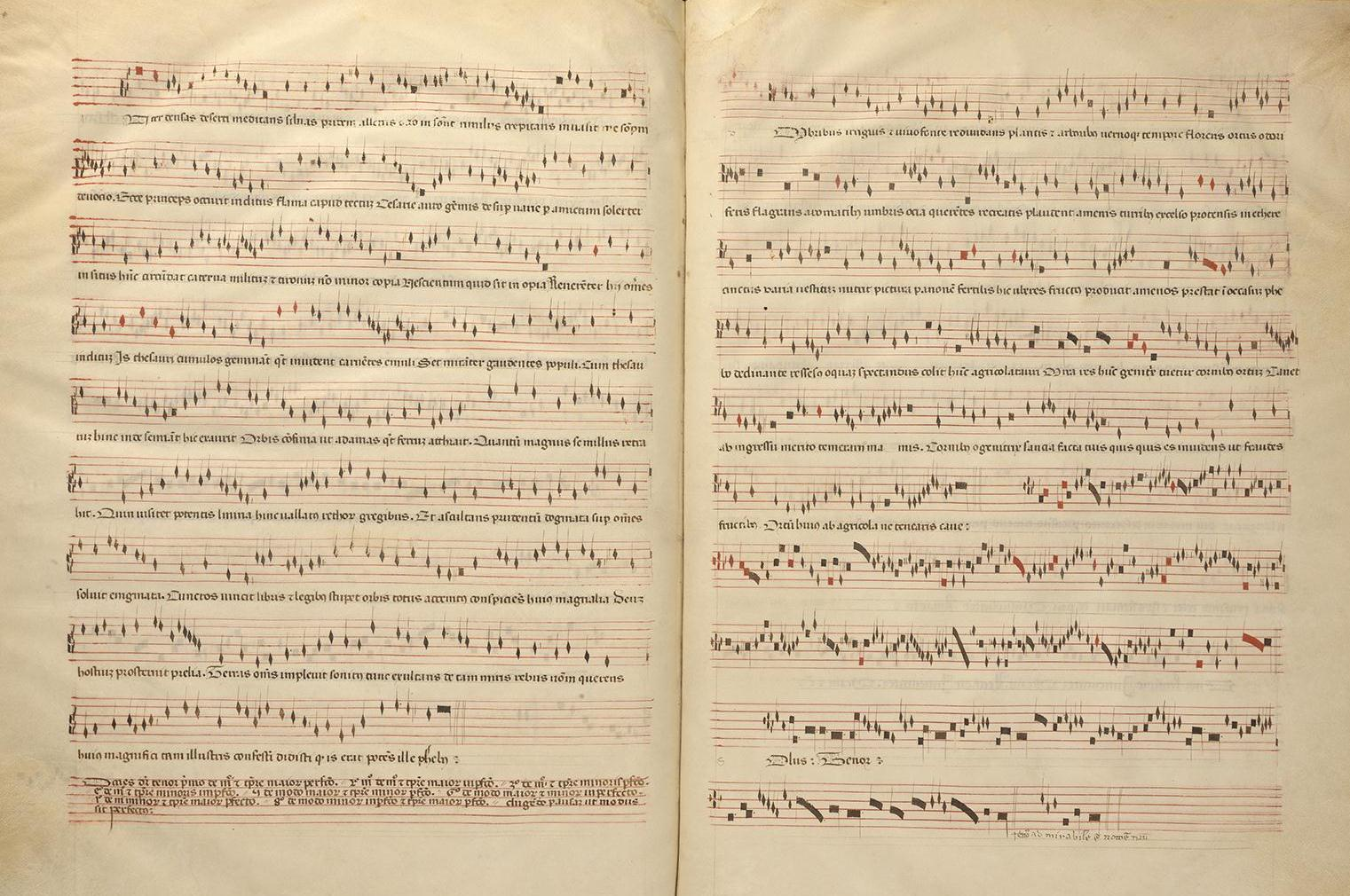
Motete anónimo Inter densas / Imbribus irriguis en honor de Gaston Febus, Codex Chantilly.

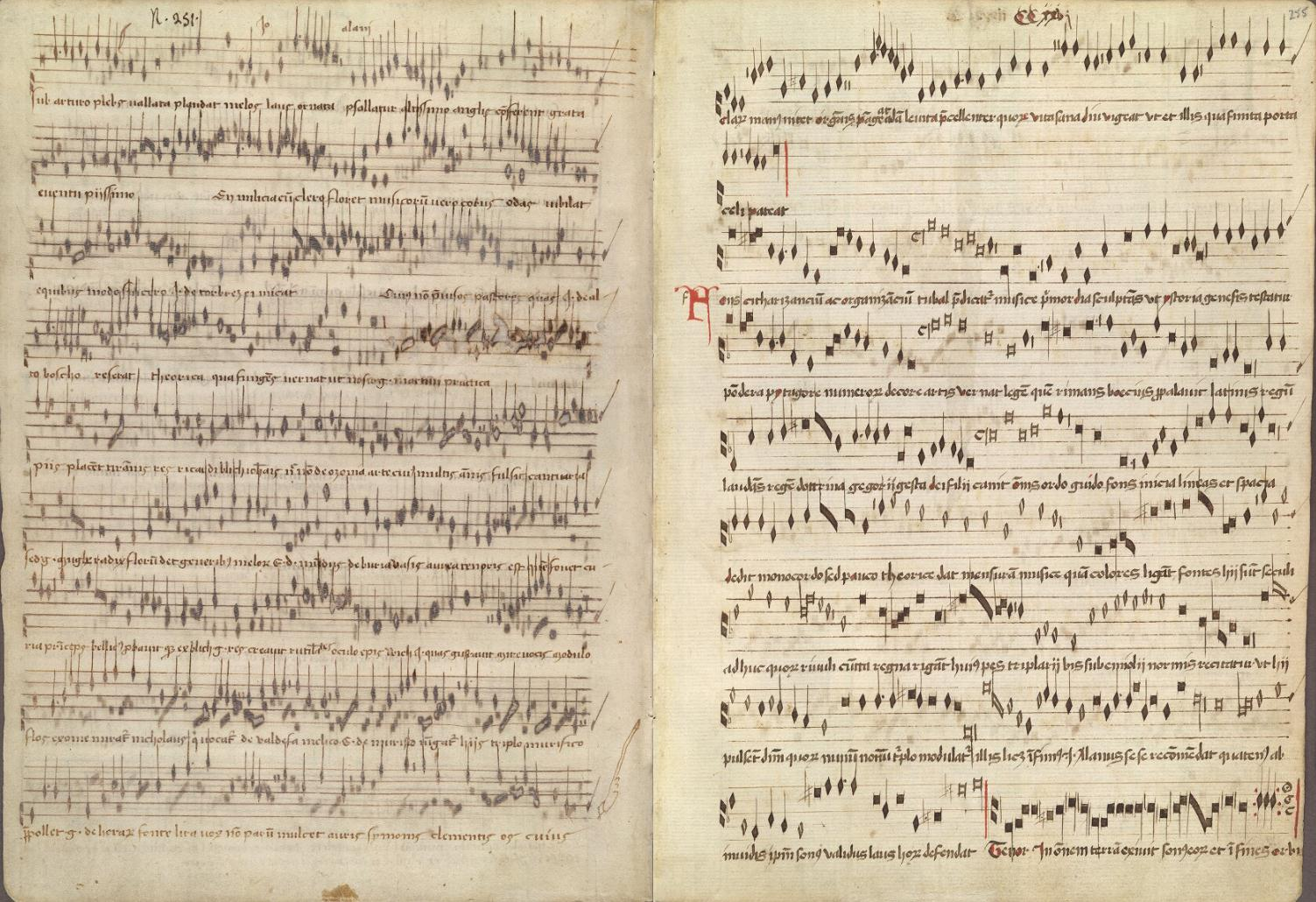
Motete de Johannes Alanus Sub Arturo plebs / Fons citharizancium / In omnem terram, Bolonia, Ms Q 15.

1. O Philippe, Franci qui generis / O bone dux indolis optime / Solus Tenor
2. Altissonis aptatis viribus / Hin principes qui presunt seculi / Contratenor / Tenor Tonans
3. Febus mundo oriens / Lanista vipereus / Cornibus equivoquis
4. Apta caro plumis igenii / Flos virginum, decus et species / Contratenor / Tenor Alma redemptoris
5. a) Ida capillorum matris domini dominorum / Portio nature precellentis geniture / Contratenor / Tenor Ante tronum (Versión del Codex Ivrea)  5. b) Ida capillorum matris domini dominorum / Portio nature precellentis geniture / Contratenor / Tenor Ante thorum Trinitatis (Versión del Codex Chantilly)
6. Post missarum sollempnia / Post misse modulamina / Contratenor / Tenor cum Contratenore / Solus Tenor
7. Flos ortus inter lilia / Celsa cedrus ysopus effecta / Tenor Quam magnus pontifex
8. Almifonis melos cum vocibus / Rosa sine culpe spina / Tenor
9. a) Apollinis eclipsatur / Tenor In omnem terram / Zodiacum signis lustrantibus 9. b) Panthon abluitur / Apollinis eclipsatur / Quadruplum sive triplum de Appollinis / Tenor In omnem terram / Zodiacum signis lustrantibus
10. Zolomina zelus virtutibus / Nazarea que decora / Tenor Ave Maria
11. Rachel plorat filios / Ha frates, ha vos domini / Tenor
12. Tant a souttille pointure / Bien pert qu'en moy n'a d'art point / Tenor Cuius pulcritudinem sol et luna mirantur
13. A vous, vierge de douçour / Ad te, virgo, clamitans venio / Tenor Regnum mundi
14. Les l'ormel à la turelle / mayn se leva sire Gayrin / Tenor Je n'y saindrai plus
15. Mon chant en plaint, ma chanson en clamour / Qui doloreus onques n'a cogneü / Tenor Tristis est anima mea
16. a) Se päour d'umble astinance / Diex, tan desir estre amés de m'amour / Tenor Concupisco   16. b) Domine, quis habitatit / De veri cordis adipe / Tenor Concupisco
17. Fortune, mere à dolour / Ma dolour ne cesse pas / Tenor Dolour meus
18. In virtute nominum / Decens carmen edere / Contratenor / Tenor Clamor meus
19. Amer amours est la choison pourquoy / Durement au cuer me blece / Tenor Dolour meus
20. Trop ay dure / Par sauvage / Contratenor / Tenor
21. L'amoureuse flour d'esté / En l'estat d'amere tristour / Tenor [Sicut fenum arui]
22. Clap, clap, par un matin / Sus Robin, alons au molin / Tenor
23. a) Degentis vita / Cum vix artidici / Contratenor / Tenor Vera pudicitia (Version of Chantilly MS)   23. b) Degentis vita / Cum vix artidici / Contratenor / Tenor [Vera pudicitia] (Version of Barcelona MS)
24. Pictagore per dogmata / O terra sancta suplica / Contratenor / Tenor Rosa vernans caritatis
25. Alpha vibrans monumentum / Cetus venit heroycus / Contratenor / Tenor Amicum querit
26. Rex Karole, Johannis genite / Leticie, pacis, concordie / Contratenor / Solus tenor / Tenor [Virgo prius ac posterius]
27. L'ardure qu'endure / Tres dous espoir / Contratenor / Tenor Ego rogavi Deum ut ignis iste non dominetur michi
28. Alma polis religio / Axe poli cum artica / Contratenor / Tenor
29. Inter densas deserti meditans / Imbribus irriguis et vivo fonte redundans / Solus Tenor [Admirabile est nomen tuum] / Contratenor
30. Multipliciter amando / Favore habundare / Tenor Letificat juventutem meam
31. Sub Arturo plebs vallata / Fons citharizancium / Tenor In omnem terram exivit sonus eorum et in fines orbis
32. D'ardent desir / Tenor Nigra est sed formosa / Efus d'amer
33. Musicalis sciencia / Sciencie laudabili / Tenor
34. ... bon milgrana de valor / Mon gauch, mon ris, ma salut e ma laus / Tenor (incompleto piece)

### vol. VI - ed. W. Thomas Marrocco: Música Secular Italiana, Parte 1. 1974

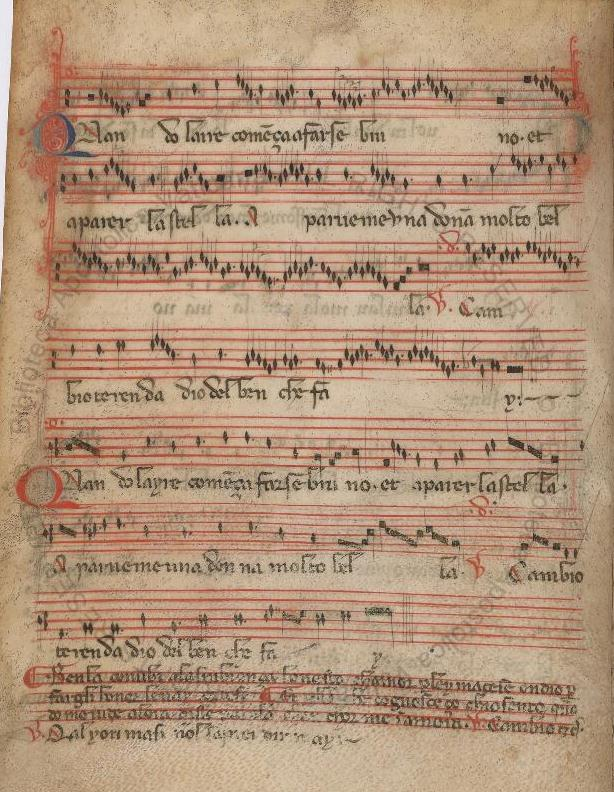
Madrigal de Magister Piero Quando l'aire cominça, Vaticano, Codex Rossi.

(Madrigales, a menos que se indique lo contrario)

#### Magister Piero
1. All'onbra d'un perlaro
2. Chavalcando con un giovine (caccia-madrigal)
3. Chon brachi assai (caccia)
4. Con dolce brama (caccia)
5. Ongni dilecto (caccia-madrigal)
6. a) Quando l'aire comença - 6. b) Quando l'aria commincia
7. Sì com'al canto
8. Sovra un fiume

#### Giovanni da Firenze
1. Agnel son biancho
2. a) Appress'un fiume  2. b) Apres'un fiume
3. Chon brachi assai (caccia)
4. De'come dolcemente
5. Donna già fu' leggiadra
6. Fra mille corvi
7. In sulla ripa
8. La bella stella
9. Nascoso el viso

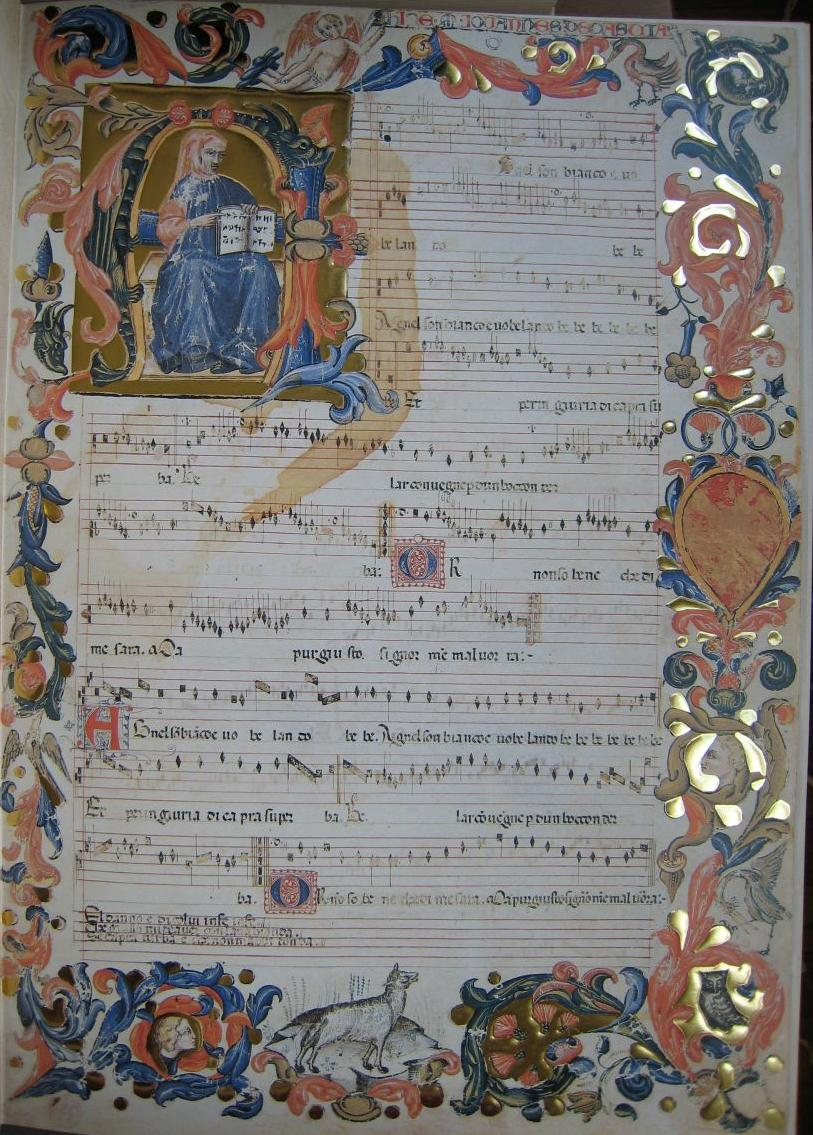
Retrato de Giovanni da Firenze, Codex Squarcialupi.

10. Nel boscho sença folglie (caccia-madrigal)
11. a) Nel meço a sey paghone  11. b) Nel meço a sey paon
12. a) O perlaro gentil  12. b) O perlaro gentil
13. a) O tu chara sciença  13. b) O tu chara scientia
14. Per larghi prati (caccia-madrigal)
15. Per ridd'andando
16. a) Più non mi curo  16. b) Più non mi churo
17. Quando la stella
18. a) Sedendo all'ombra  18. b) Sedendo al onbra
19. Togliendo l'una 'l altra

#### Jacopo da Bologna

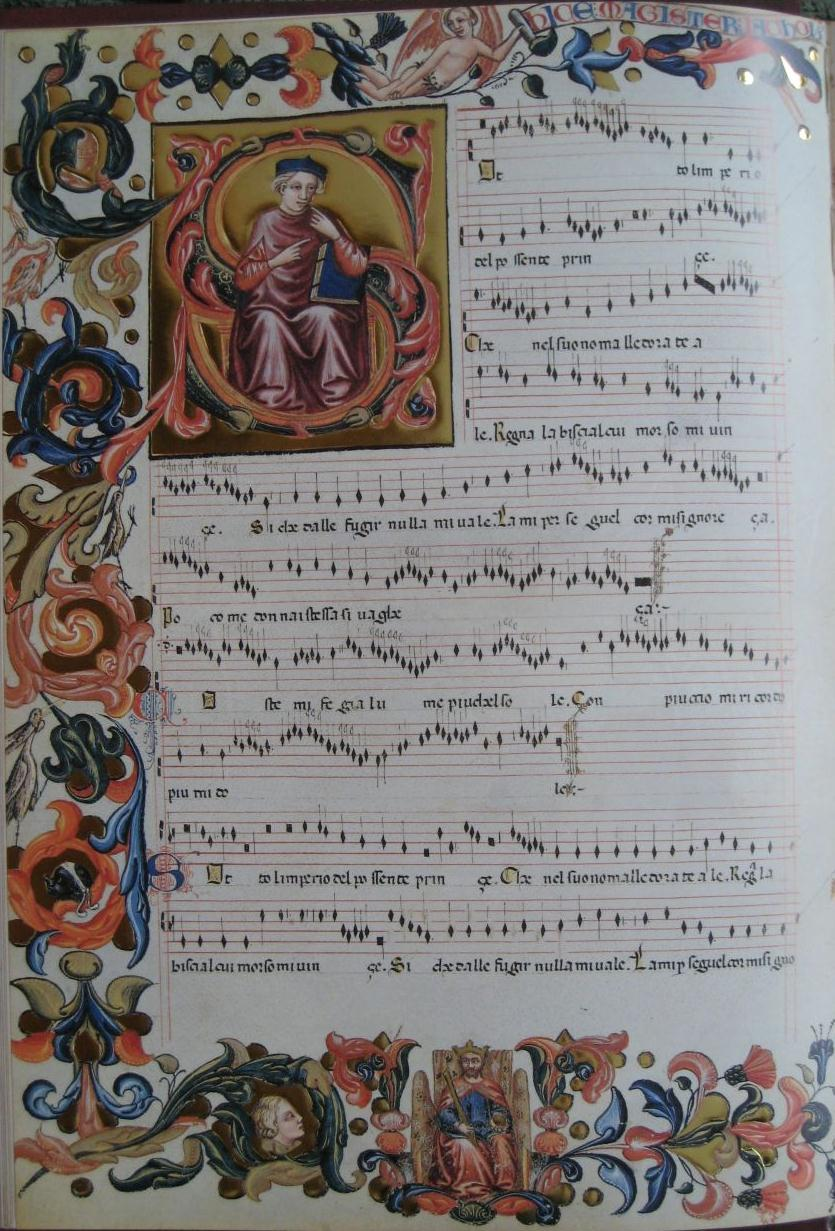
Retrato de Jacopo da Bologna, Codex Squarcialupi.

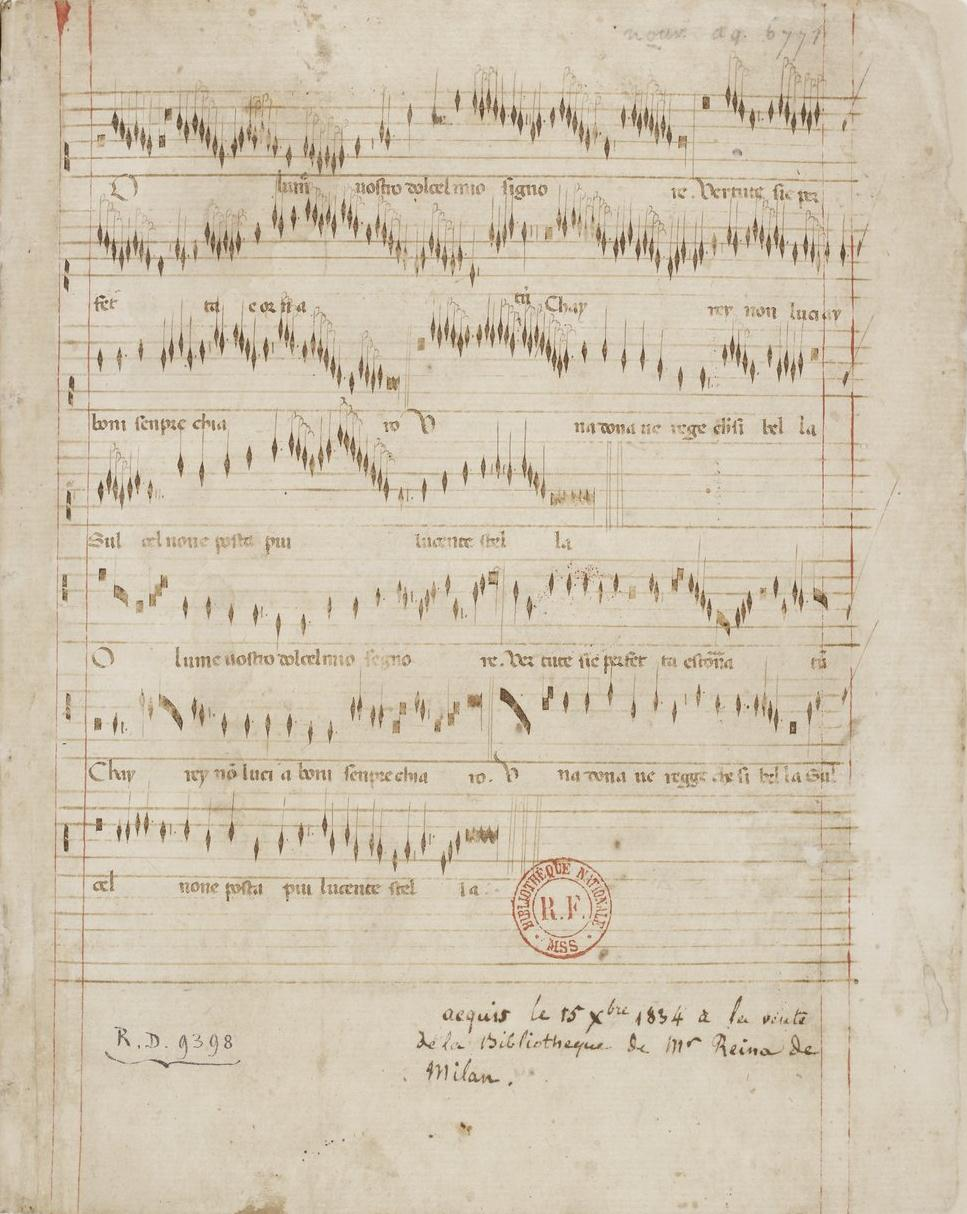
Madrigal de Jacopo da Bologna Lo lume vostro, dolce mio segnore, Codex Reina.

1. Aquila altera - Creatura gentil - Uccel di Dio
2. Con gran furor
3. a) Di novo é giunto un chavalier  3. b) Di novo é giunt'un cavalier
4. Entrava Phebo
5. Fenice fu'
6. Giunge 'l bel tempo (caccia-madrigal)
7. In su bei fiori
8. In verde prato
9. I mi son un
10. I' sentì ça como l'archo d'amore
11. Lo lume vostro
12. Lucida petra
13. Nel bel giardino
14. Nel mio parlar
15. Non al suo amante
16. O cieco mondo
17. a) O dolce appresso - 17. b) O dolce apress'un
18. Ogelletto silvagio (caccia-madrigal)
19. O in Italia
20. a) Osellecto selvaggio  20. b) Osseletto selvagio
21. a) Per sparverare  21. b) Per sparverare (caccia)
22. Posando sopr'un acqua
23. a) Prima virtute  23. b) Prima vertute
24. Quando vegio rinnovellar
25. a) Sì chome al canto  25 b) Sì chome al canto
26. Sotto l'imperio
27. Straccias'i pann'indosso
28. Tanto che sete aquistati
29. Tanto soavemente
30. Un bel perlaro
31. Un bel spaver
32. Vestisse la cornachia
33. Vola el bel spaver

### vol. VII - ed. W. Thomas Marrocco: Música Secular Italiana, Parte 2. 1971

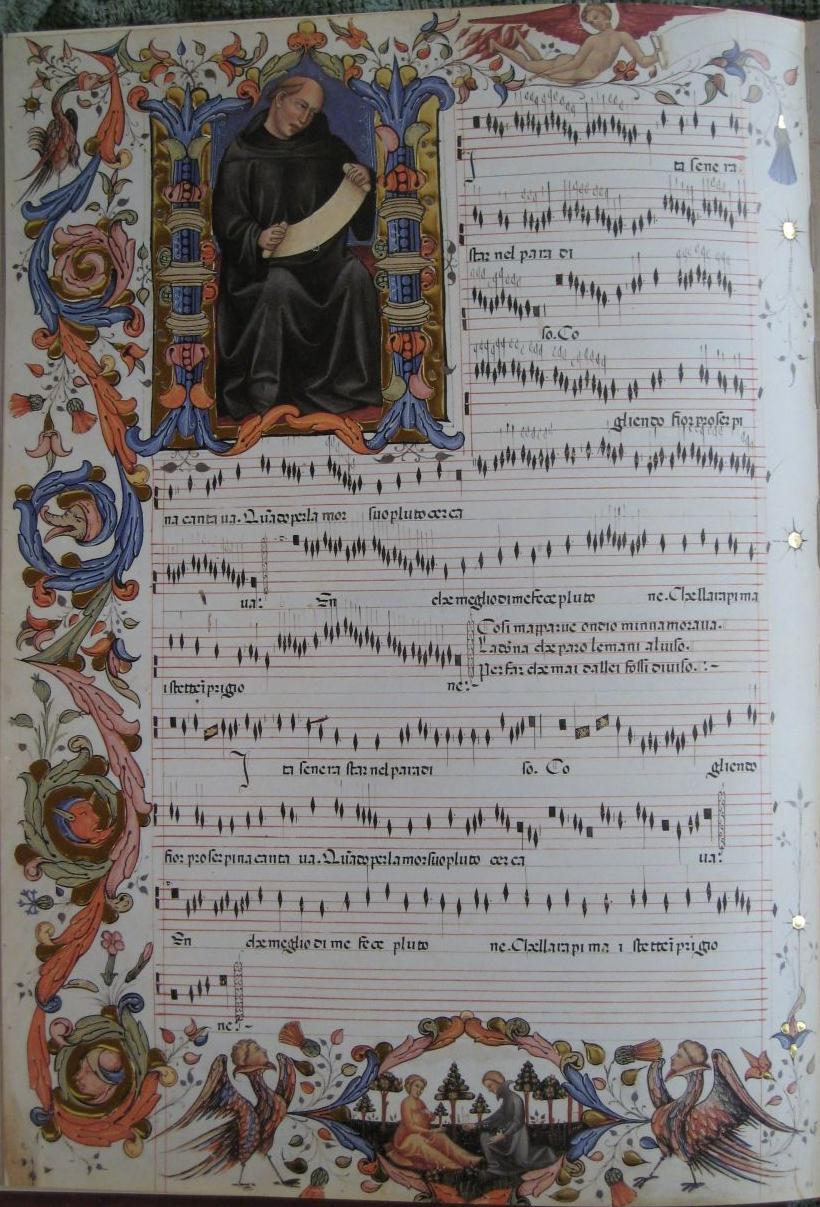
Retrato de Vicenzo da Rimini, Codex Squarcialupi

(Madrigales, a menos que se indique lo contrario)

#### Vicenzo da Rimini
1. Ay schonsolato
2. Già era'lsol
3. Gridavan li pastor
4. In forma quasi (caccia)
5. a) Ite se n'era  5. b) Ite se n'era
6. a) Nell'acqua chiara  6. b) Nell'aqua chiara (caccia)

#### Rosso de Chollegrana
1. Tremando più che foglia

#### Donato da Firenze
1. Come da lupo
2. Come'l potes' tu far
3. Dal cielo scese
4. D'or pomo incominciò
5. Faccia chi de' se'l po' (caccia-madrigal)
6. I' fu' già bianch'ucciel
7. I' fu' già usignolo
8. I'ò perduto

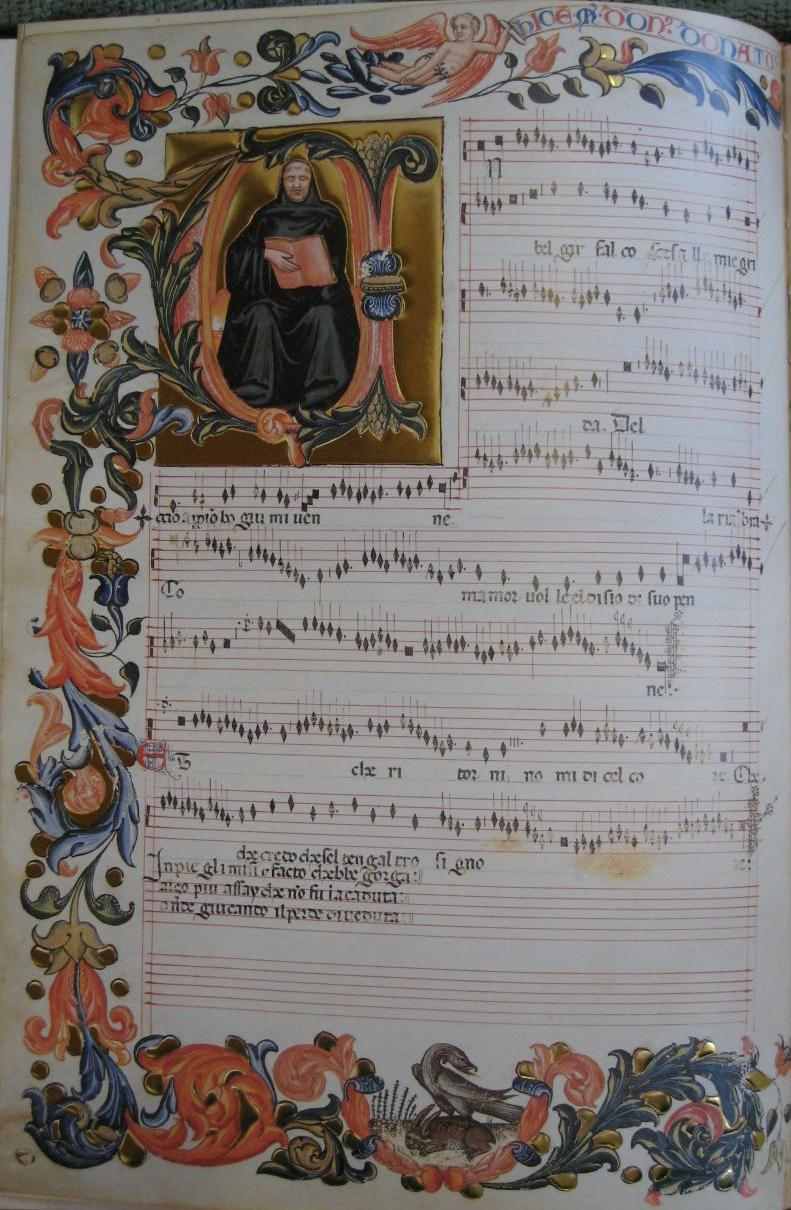
Retrato de Donato da Firenze, Codex Squarcialupi.

9. a) Je port amiablement  9. b) Gi port emiebramant  9. c) Je port emieblement (virelai)
10. L'aspido sordo
11. Lucida pecorella
12. Seguendo'l canto
13. Senti tu d'amor (ballata)
14. S'i', monacordo
15. Sovran'uccello
16. Un bel girfalco
17. Un cane un oca

#### Gherardello da Firenze
1. Allo spirar dell'arie
2. Cacciand'un giorno

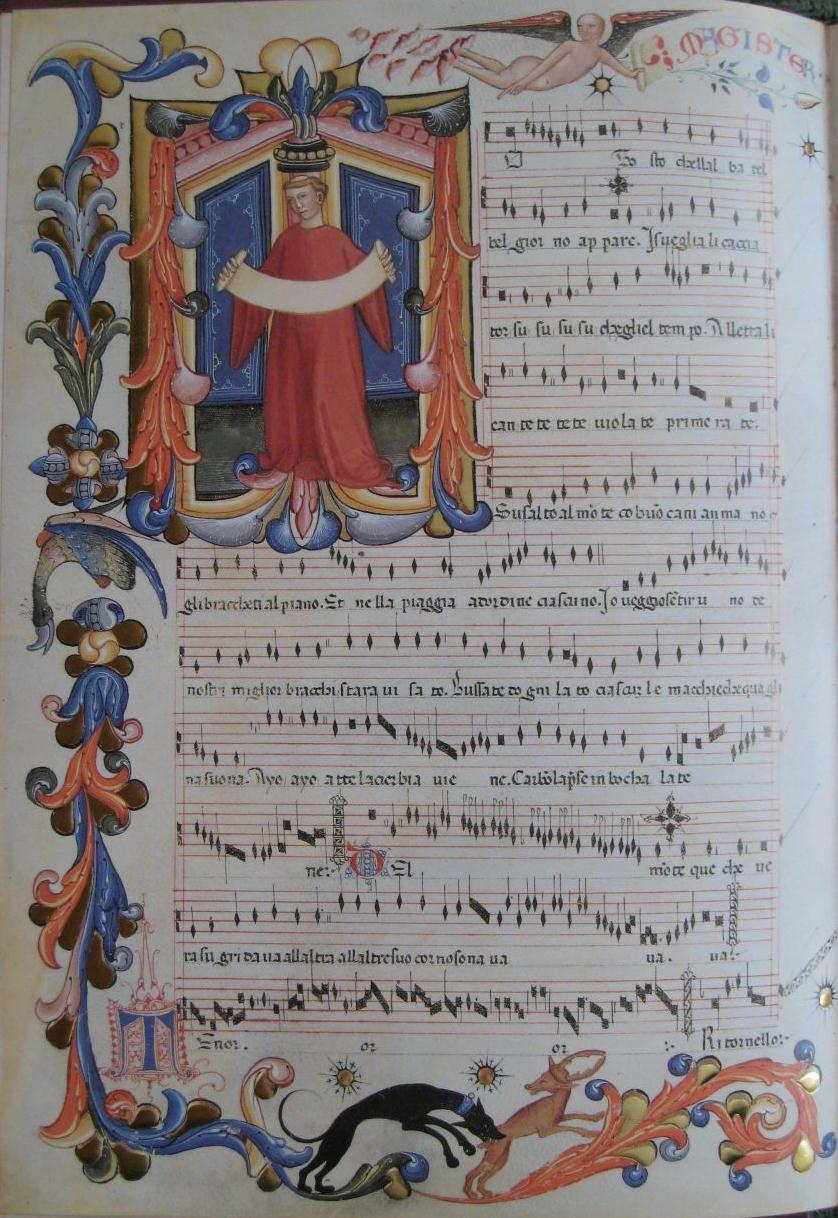
Retrato de Gherardello da Firenze, Codex Squarcialupi.

3. a) Con levrieri e mastini  3. b) Con levrier' e mastini
4. De' poni amor (ballata)
5. Donna, l'altrui mirar (ballata)
6. Intrando ad abitar
7. I' vivo amando (ballata)
8. I' vo' bene (ballata)
9. La bella e la veççosa cavriola
10. L'aquila bella
11. Per non non far lieto (ballata)
12. Per prender cacciagion
13. Sì forte vola
14. a) Sotto verdi fraschetti  14. b) Sotto verdi fraschetti
15. a) Tosto che l'alba  15. b) Tosto che l'alba (caccia)
16. Una colonba più che neve

#### Lorenzo da Firenze
1. A poste messe (caccia)
2. Come in sul fonte
3. Dà, dà, a chi avaregia
4. Di riv'a riva
5. Dolgomi a voi maestri
6. Donne, e' fu credença (ballata)
7. a) I' credo ch'i' dormia - 7. b) I' credo ch'i' dormiva
8. a) Ita se n'era - 8. b) Ita se n'era
9. Nel chiaro fiume
10. Non perch'i' speri (ballata)
11. Non so qual' i' mi voglia (ballata)
12. Non vedi tu (ballata)

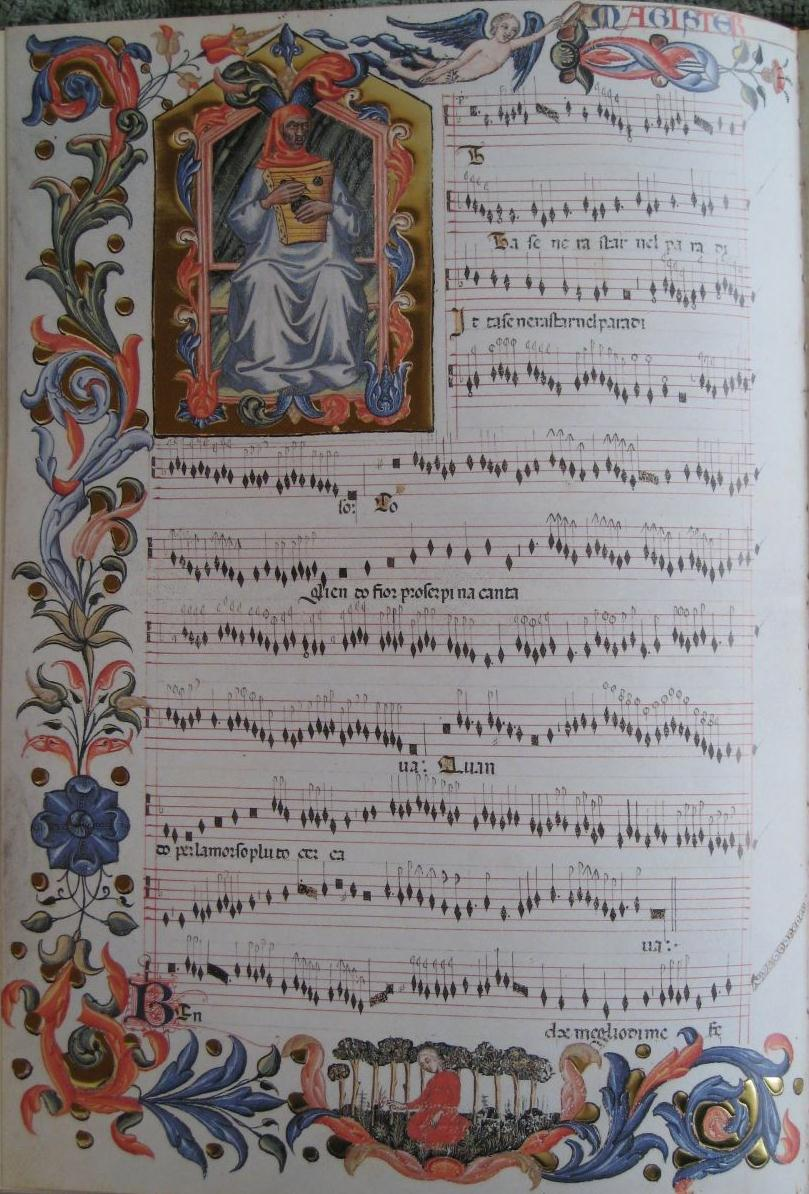
Retrato de Lorenzo da Firenze, Codex Squarcialupi.

13. a) Povero çappator - 13. b) Povero çappator
14. Sento d'amor (ballata)
15. Sovra la riva
16. a) Vidi nell'ombra - 16. b) Vidi nell'ombra

### vol. VIII - ed. W. Thomas Marrocco: Música Secular Italiana, Parte 3. 1972

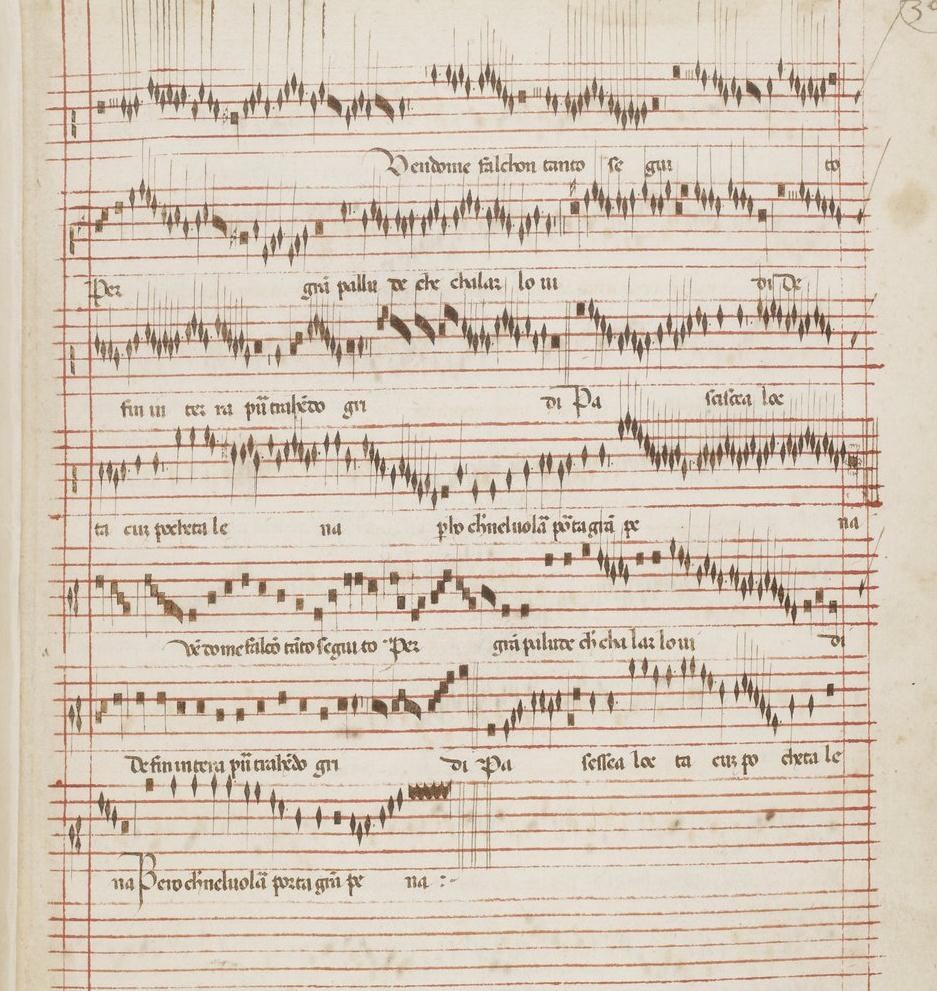
Madrigal anónimo (Jacopo da Bologna?) Avendo me falcon, Codex Reina.

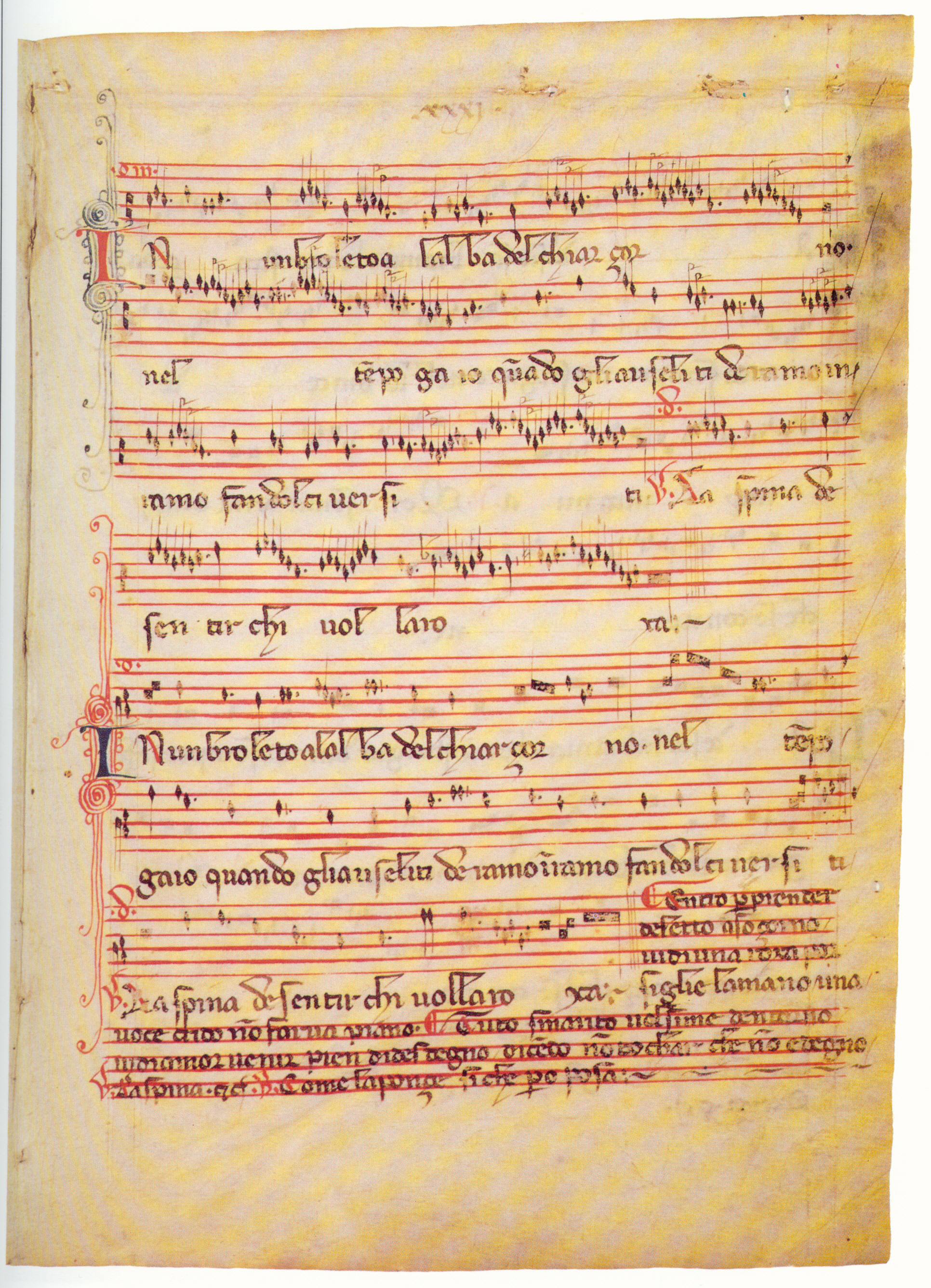
Madrigal anónimo In un broleto al'alba, Codex Rossi (Ostiglia).

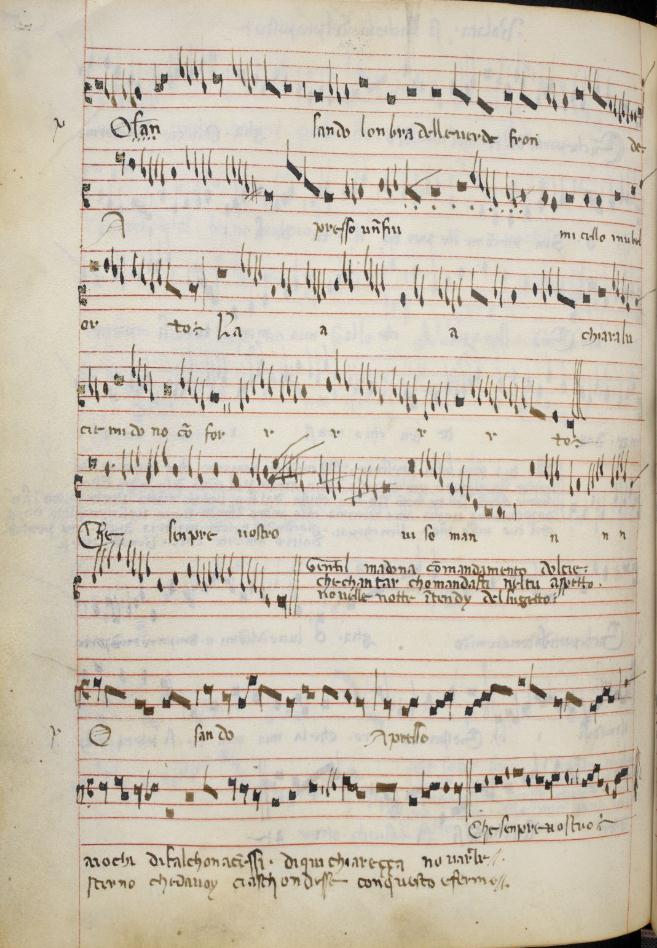
Madrigal anónimo, Posando a l'ombra de le verde fronde, London: British Library 29987.

#### Madrigales y cacce anónimos
(Madrigales, a menos que se indique lo contrario)
1. Abraçami cor mio
2. A l'alba una maitina
3. Avendo me falcon
4. Bella granata
5. Canta lo gallo
6. Chiamando un' astorella
7. Cum altre ucele
8. Dal bel chastel
9. a) De soto'l verde - 9. b) De sottol verde
10. Du' ançoliti
11. Du' ochi ladri
12. E con chaval
13. Gaiete dolçe parolete
14. Girand'un bel falcon
15. Gridavan tuti
16. In un broleto
17. Involta d'un bel velo
18. I' vidi a l'umbra
19. La bela giovinetta
20. La biancha selva
21. La desiosa brama
22. La nobil scala
23. L'anticho dio Biber
24. Lavandose le mano
25. Levandome 'l maytino
26. Nel mio bel orto
27. Nel prato pien di fiori
28. Non è vertù che cortesia
29. O crudel donna
30. O pensieri vani
31. Or qua, conpagni (caccia)
32. Pescando in aqua dolce
33. Posando l'onbra
34. Pyançe la bella Yguana
35. Quando i oselli canta
36. Quan ye voy le duç (caccia-madrigal)
37. Seguendo un me sparver
38. a) Seghugi a corta  - 38. b) Segugi a corde (caccia)
39. Spesse fiate à preso
40. Su la rivera
41. Suso quel monte
42. Una smaniosa ... vecchia
43. Vaguça vaga

#### Niccolò da Perugia
1. Benchè partir da tte (ballata)
2. Ben di fortuna (ballata)
3. Chiamo, non m'é risposto (ballata)
4. Chi'l ben sofrir (ballata)
5. Ciascun faccia per sè (ballata)
6. Cogliento per un prato (madrigal)
7. Come la gru (madrigal)
8. Come selvagia fera (madrigal)
9. Dappoi che'l sole (caccia)
10. De ! come ben mi sta (ballata)
11. Dio mi guardi (ballata)

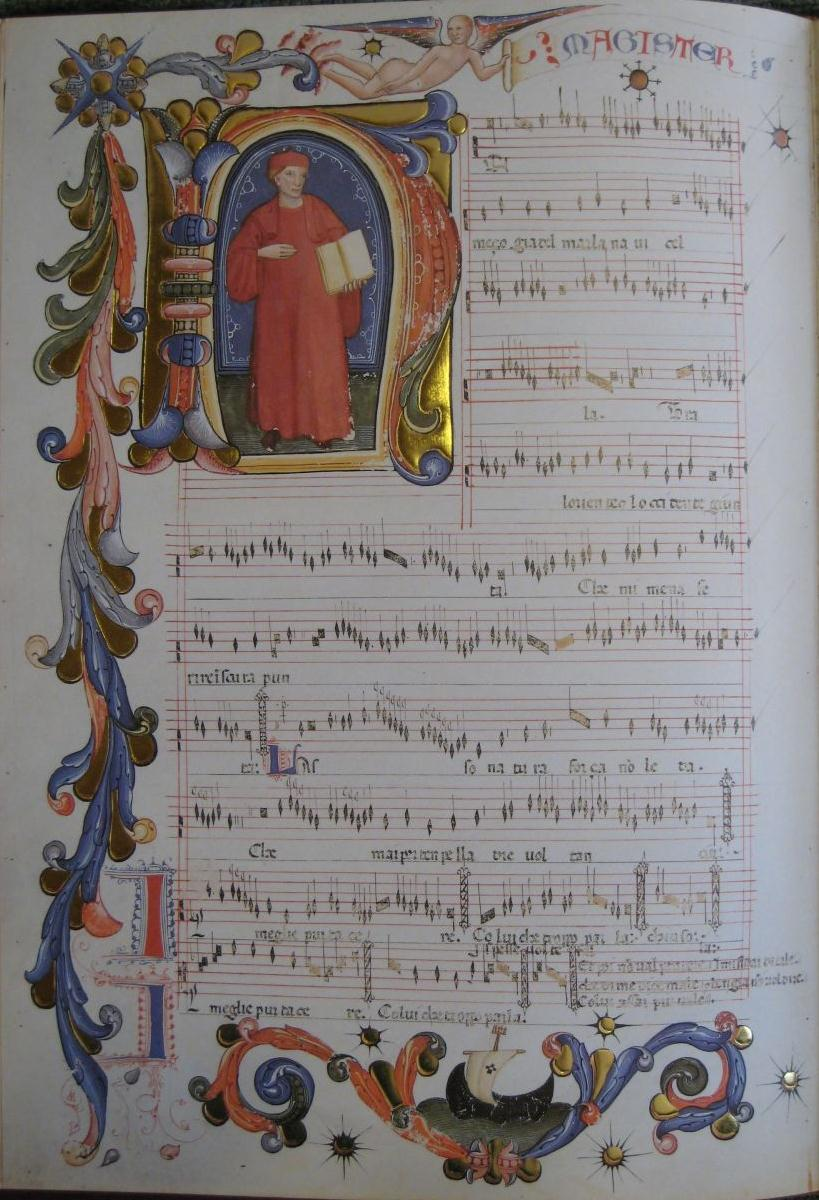
Retrato de Niccolò da Perugia, Codex Squarcialupi.

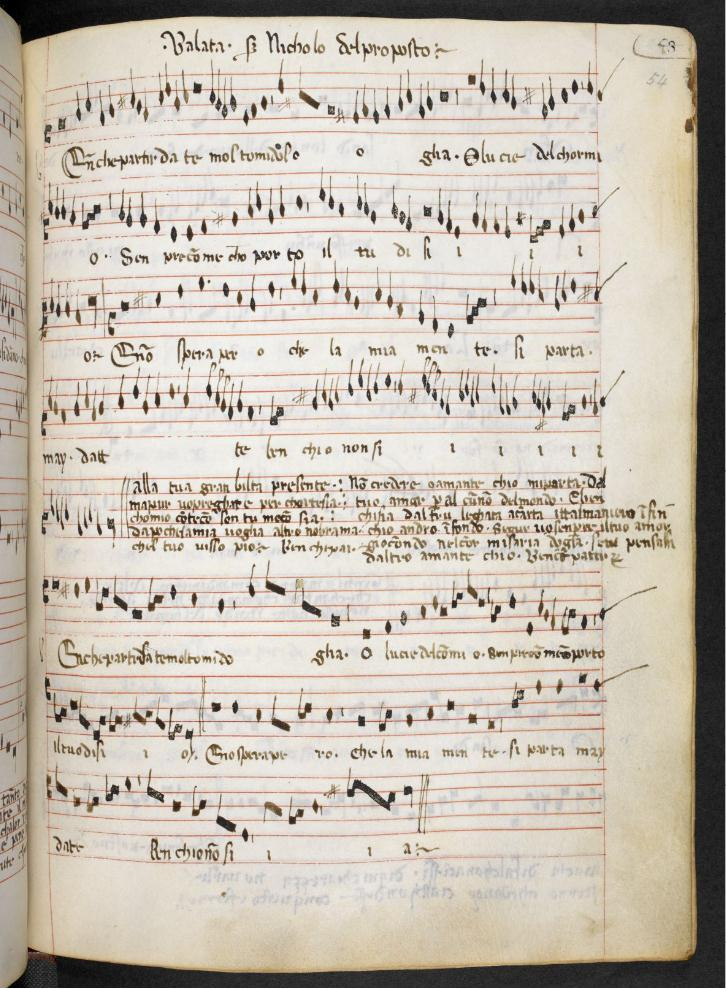
Ballata de Niccolò da Perugia Benchè partir da te, Londres, British Library 29987.

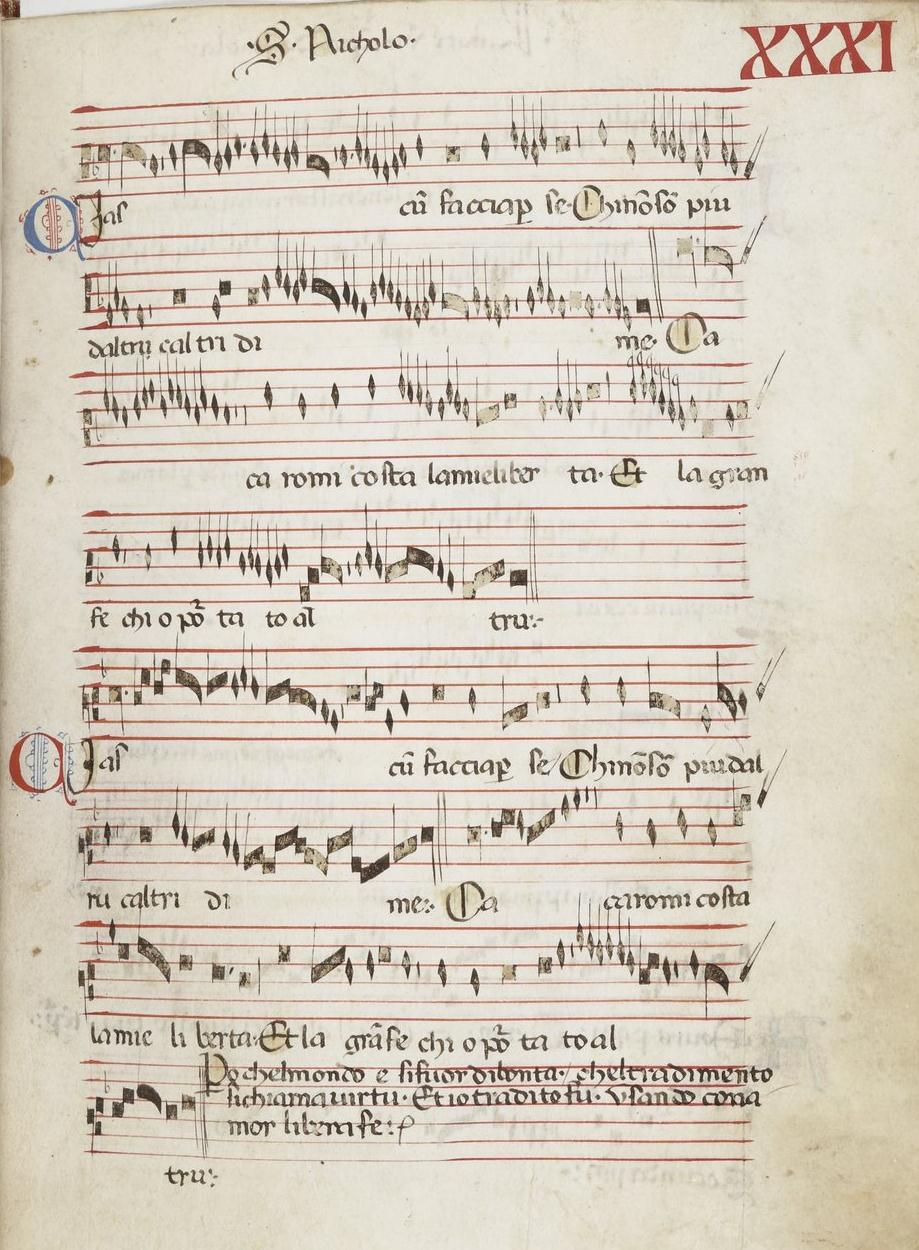
Ballata de Niccolò da Perugia Ciascun faccia per sè, BnF 568.

12. Donna, posso io sperare ? (ballata)
13. Egli è mal far (ballata)
14. Il megli' è pur tacere (ballata)
15. Io vegio in gran dolo (ballata)
16. I' son c'a seguitar (madrigal)
17. I' son' tuo, donna (ballata)
18. It'a veder ciascun (madrigal)
19. La donna mia (ballata)
20. La fiera testa (caccia-madrigal)
21. Mentre che'l vago viso (ballata)
22. Molto mi piace (ballata)
23. Nel meço già del mar (madrigal)
24. Non dispregiar virtù (madrigal)
25. Non più dirò (Ballata)
26. Non si conosce'l ben (ballata)
27. Non so che di me fia (ballata)
28. O giustitia (madrigal)
29. O sommo specchio (madrigal)
30. Passando con pensier (caccia)
31. Povero pellegrin (madrigal)
32. Qual perseguita (madrigal)
33. Quando gli raggi (madrigal)
34. Rott' è la vela (madrigal)
35. Senpre con umiltà (ballata)
36. State su, donne (caccia)
37. Stato nessun ferma (ballata)
38. Tal mi fa guerra (madrigal)
39. Tal sotto l'acqua (ballata)
40. Vidi com' amor piacque (madrigal)
41. Virtù loco non (madrigal)

### vol. IX - ed. W. Thomas Marrocco: Música Secular Italiana, Parte 4. 1975
(Ballate, a menos que se indique lo contrario)

#### Bartolino da Padova

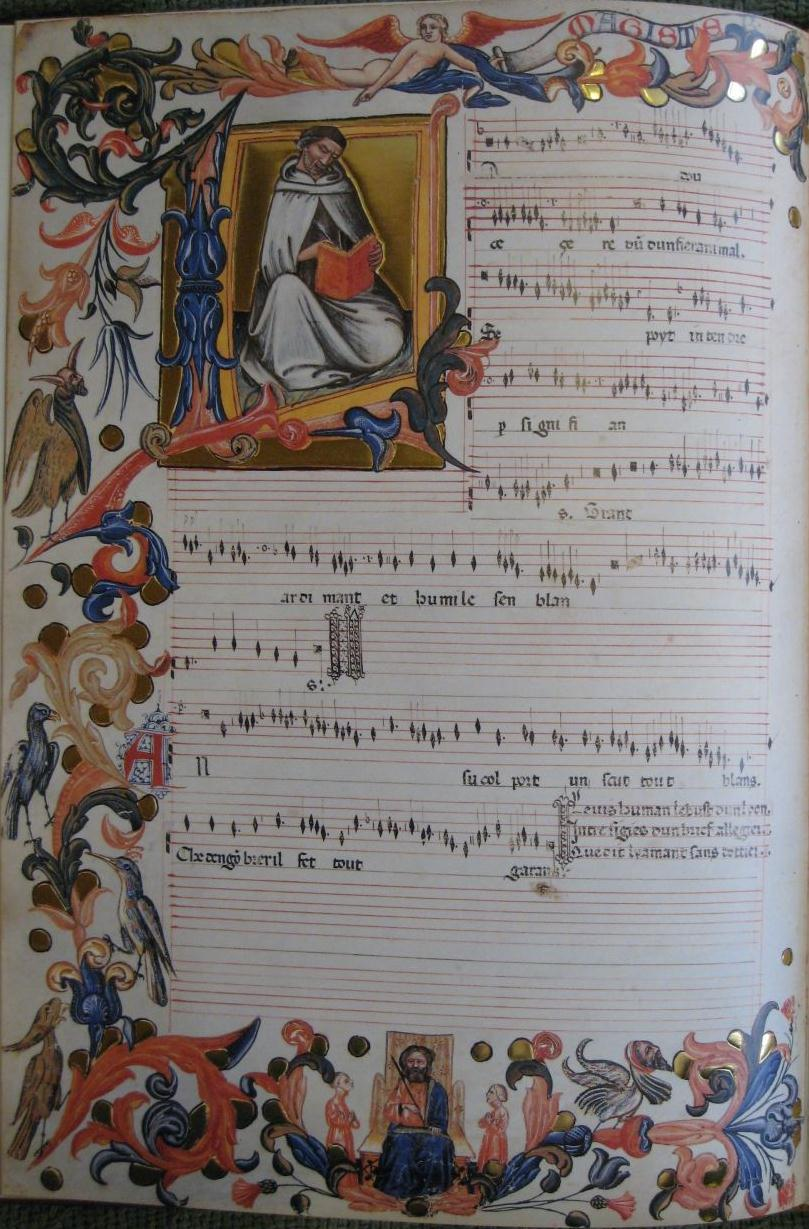
Retrato de Bartolino da Padova, Codex Squarcialupi.

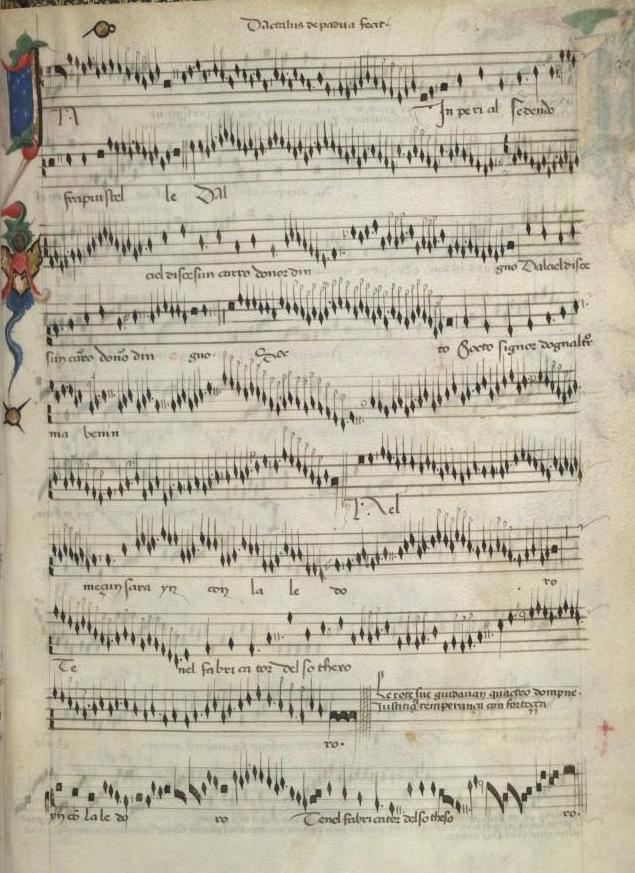
Madrigal de Bartolino da Padova Imperial sedendo fra più stelle, Ms. Módena, BE α. 5,24.

1. a) Alba colonba - 1. b) Alba cholumba (madrigal)
2. Ama chi t'ama
3. Amor che nel pensier
4. Chi puo servir
5. Chi tempo à
6. Donna liçadra (madrigal)
7. El no me giova
8. Gioia di novi odori
9. I bei senbianti (madrigal)
10. Inperial sedendo (madrigal)
11. La doulse cere (madrigal)
12. La fiera testa (madrigal)
13. La socrosanta carità
14. Le aurate chiome (madrigal)
15. L'invido per lo ben
16. Madona, bench'io miri
17. Miracolosa toa sembiança
18. Nel sommo grado
19. a) Non cor[r]er troppo - 19. b) Non correr troppo
20. Perchè cançato è 'l mondo
21. Per figura del celo
22. Per subito comando
23. a) Per un verde boschetto - 23. b) Per un verde boschetto
24. Qual lege move (madrigal)
25. Qual novità
26. a) Quando la terra parturisce - 26. b) Quando la terra parturesse (madrigal)
27. Quando necessità
28. Quel digno de memoria
29. Quel sole che nutricae (madrigal)
30. Ricorditi di me
31. Sempre se trova
32. Senpre, donna, t'amai
33. Se premio di virtù (madrigal)
34. Serva chi puo
35. Serva çiaschuno
36. Strinçe la man
37. Tanto di mio cor
38. Tuo gentil cortesia

#### Egidius de Francia

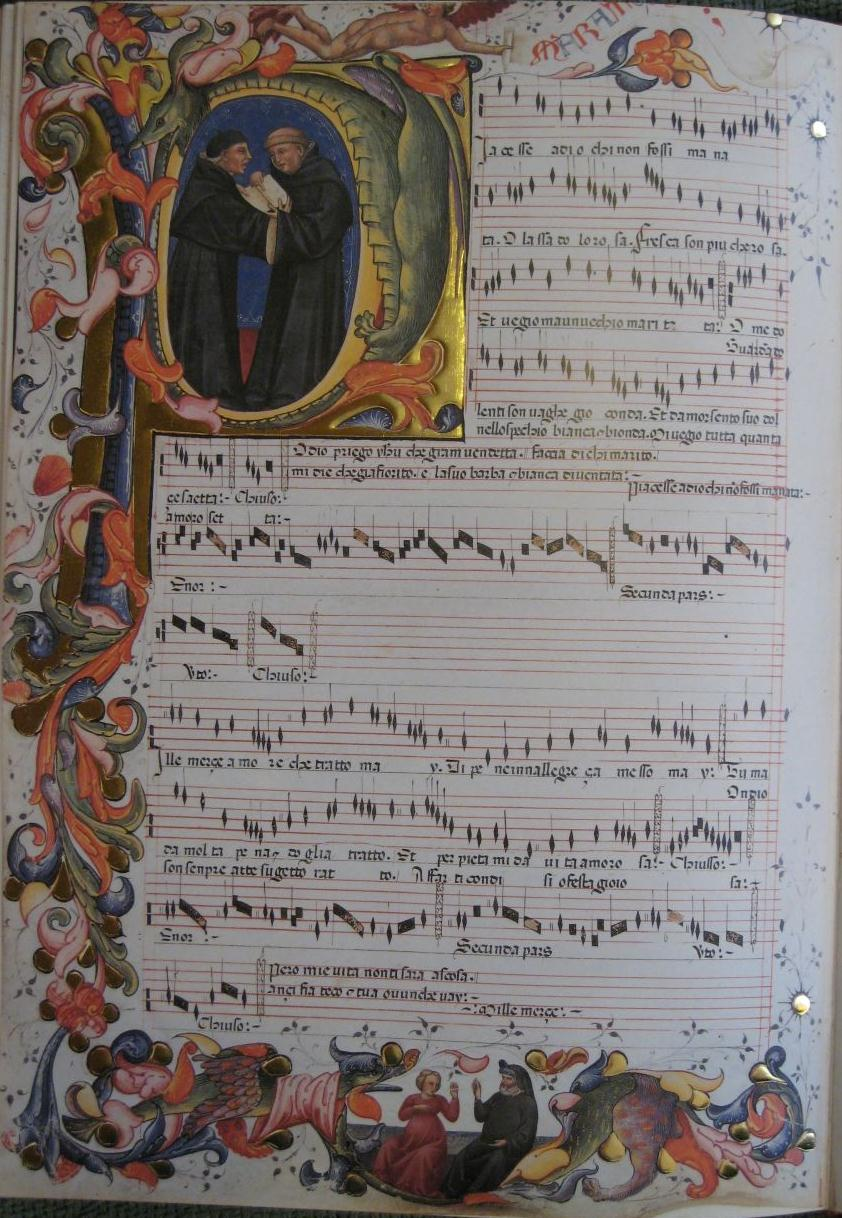
Retrato de Egidius & Guilielmus de Francia, Codex Squarcialupi.

1. Alta serena luce
2. Donna, s'amor
3. Mille merçede amore

#### Guilielmus de Francia
1. La neve e 'l ghiaccio (madrigal)
2. Piacesse a Dio
3. Tutta soletta

#### Don Paolo da Firenze

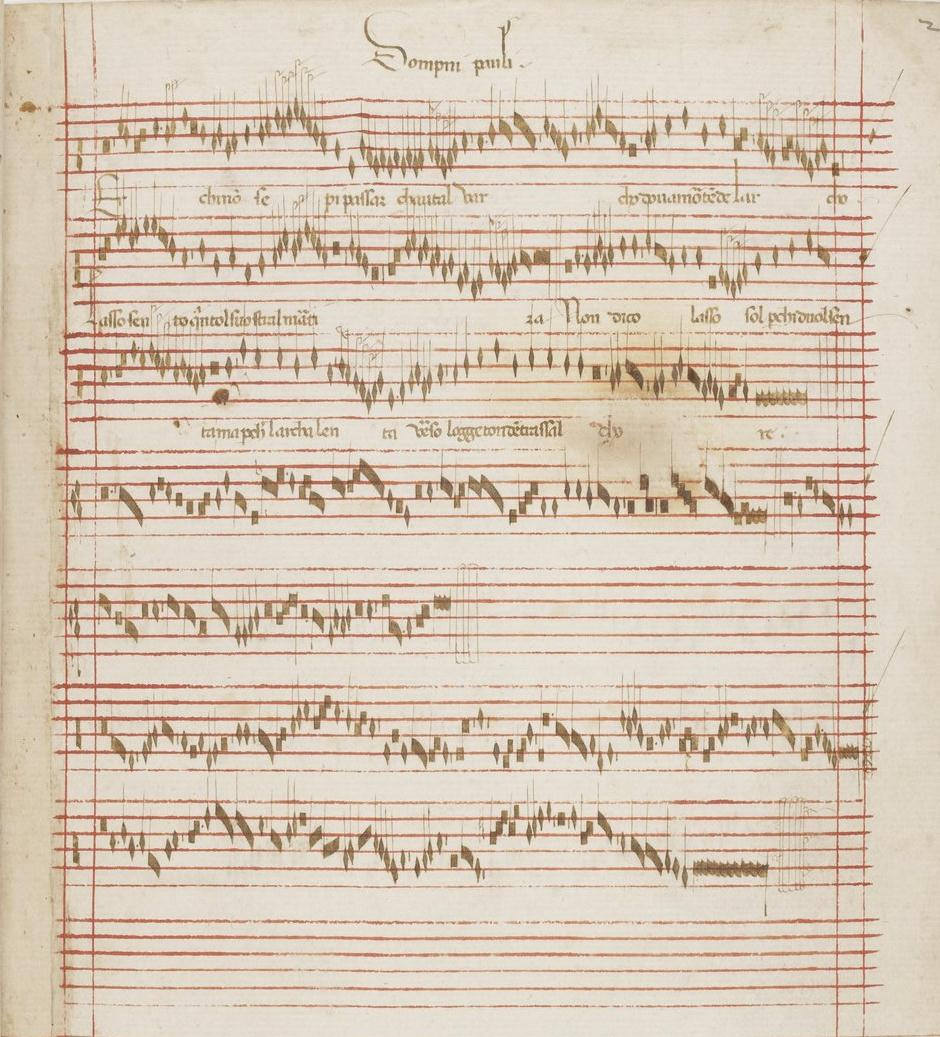
Ballata de Paolo da Firenze Perch'i' non sepi passar, Codex Reina.

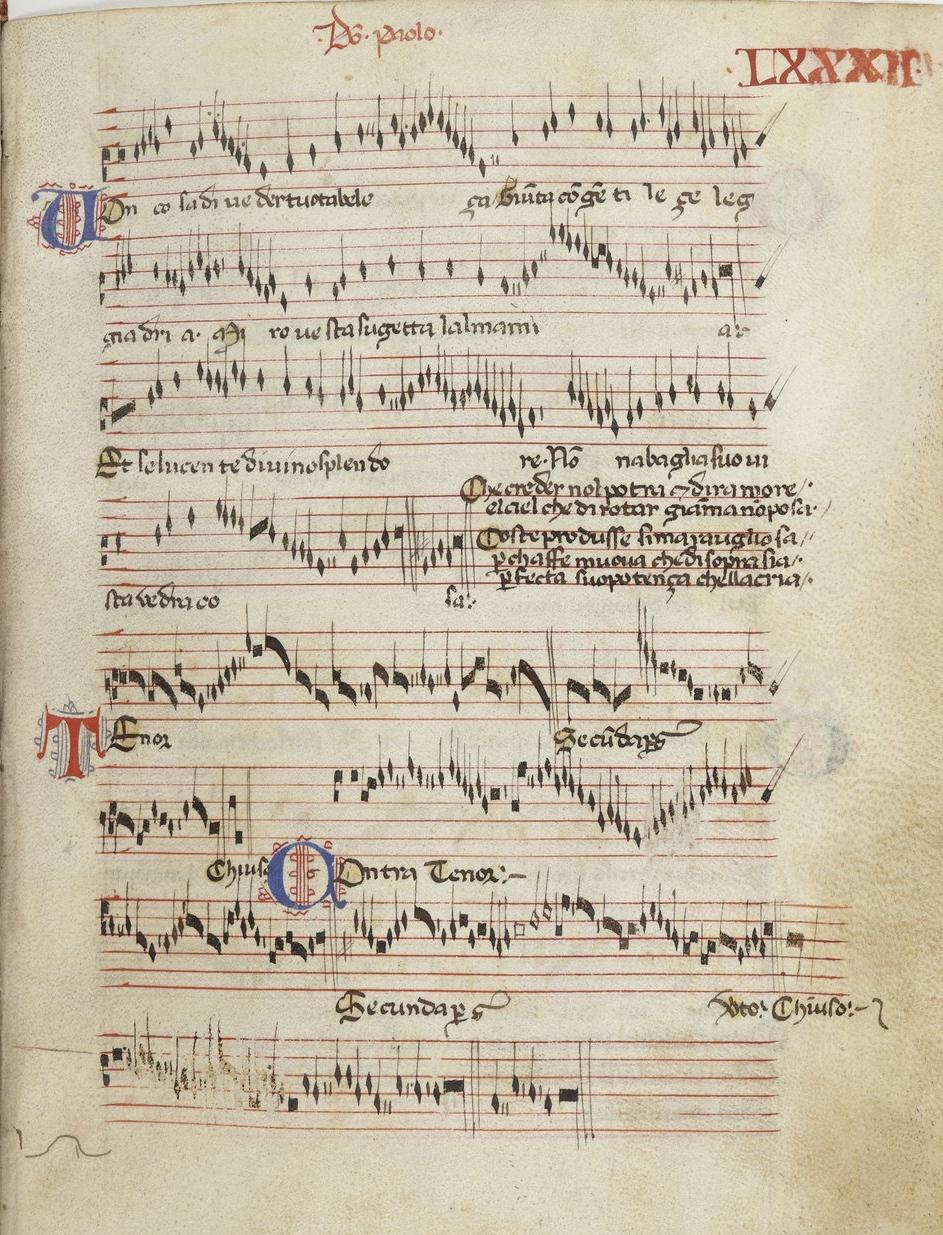
Ballata de Paolo da Firenze Uon ch'osa di veder, BnF 568.

1. Amor, da po' che
2. Amor, de' dimmi
3. Amor, tu solo 'l sai
4. Benchè partito da te
5. Che l'agg'i' fatto
6. Chi vuol veder
7. Corse per l'onde (madrigal)
8. Doglia continua
9. Donna, perchè mi veggi
10. Era Venus (madrigal)
11. Fra duri scogli (madrigal)
12. Godi, Firençe (madrigal)
13. Lasso, grev'è 'l partir
14. La vaga luce
15. Lena virtù
16. Ma', ria, ver di me
17. Nell'ora c'a segar (madrigal)
18. Non c'è rimasa fè
19. Non più infelici (madrigal)
20. Or sie che puo
21. Perchè vendetta
22. Perch'i' non seppi passar
23. Poc'anno di mirar
24. S'amor in cor gentil
25. Se non ti piacque (madrigal)
26. Se per virtù
27. Sofrir m'estuet
28. Tra verdi frondi (madrigal)
29. Una cosa di veder
30. Una fera gentil (madrigal)
31. Un pellegrin uccel (madrigal)
32. Vago et benigno amor
33. Ventilla con tumulto (madrigal)

### vol. X - ed. W. Thomas Marrocco: Música Secular Italiana, Parte 5. 1977
(Ballate, a menos que se indique lo contrario)

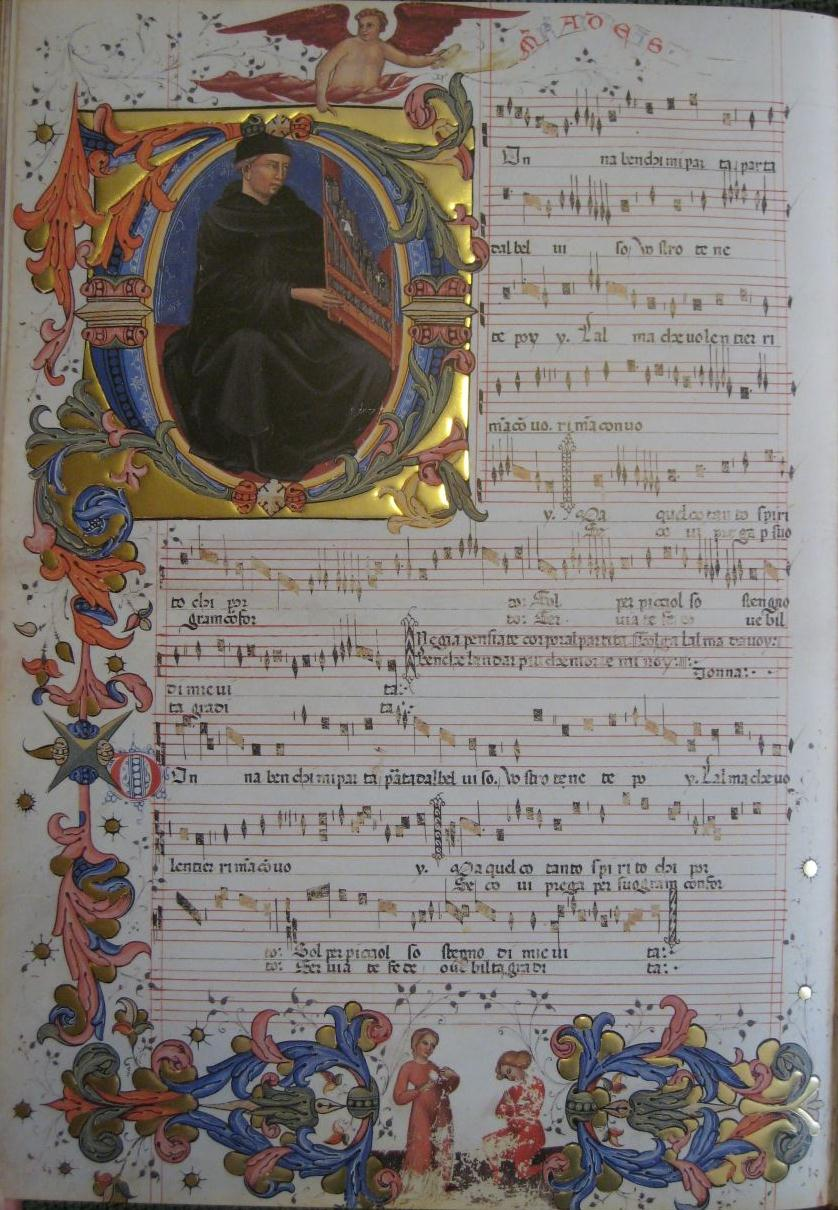
Retrato de Andrea da Firenze, Codex Squarcialupi.

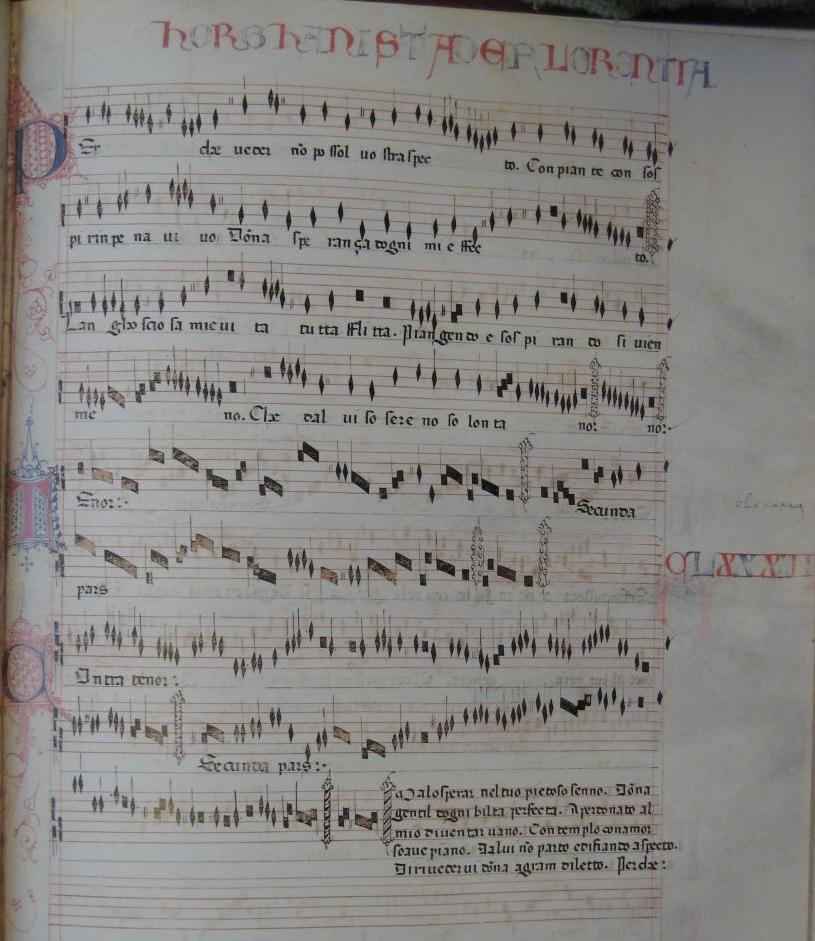
Ballata de Andrea da Firenze Perchè veder non posso, Codex Squarcialupi.

#### Andrea da Firenze
1. Amor già lungo tempo
2. Amor, i' mi lamento
3. Astio non morì mai
4. Checc'altra donna
5. Cosa crudel m'ancide
6. Dal traditor (ballata canonica)
7. Deh, che farò ?
8. Deh, quanto fa gran mal
9. Dolce sperança
10. Donna, bench'i'mi parta
11. Donna, se per te moro
12. Donna, se' raççi
13. E più begli occhi
14. Fili ppaion di fin or
15. Fugite Gianni Bacco
16. La divina giustitia
17. Morrà la 'nvidi' ardendo
18. Non già per mie fallir
19. Non ne speri merçede
20. Non più dogli ebbe Dido
21. Perchè languir mi fai
22. Perchè veder non posso
23. Per fanciulleça tenera
24. Per la ver'honestà
25. Pianto non partirà
26. Presuntion da ignorança
27. Questa legiadra luce
28. Sia quel ch'esser pò
29. Sotto candido vel
30. Voi, non vo' loro

#### Andrea Stephani
1. Con tucta gentileçça
2. I sentì matutino
3. Morte m'à sciolt', amor (madrigal)

#### Antonellus da Caserta

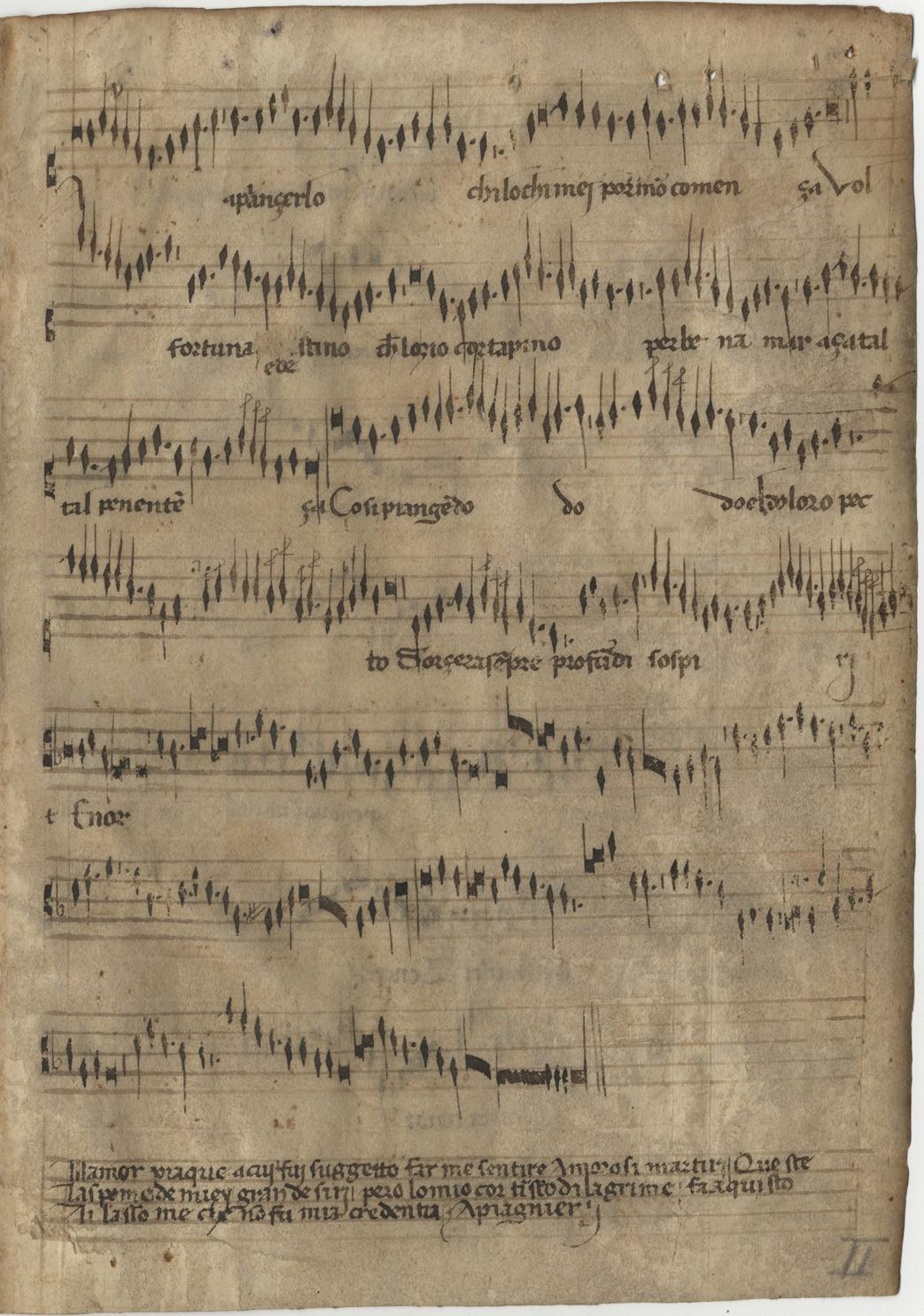
Ballata de Anthonello de Caserta A pianger l'ochi, Pistoia B.3.5.

1. A pianger l'ochi
2. Con dogliosi martire
3. Deh, vogliateme oldire
4. Del glorioso titolo
5. Madonna, io me ramento
6. Or tolta pur
7. Più chiar che'l sol

#### Anthonius Clericus Apostolicus
1. E ardo in un fuogo

#### Arrigo (Henricus)
1. El capo biondo

#### Jacobelus Bianchi
1. Chi ama ne la lengua
2. L'ochi mie piangne

#### Bonaiuto Corsini (Pitor)

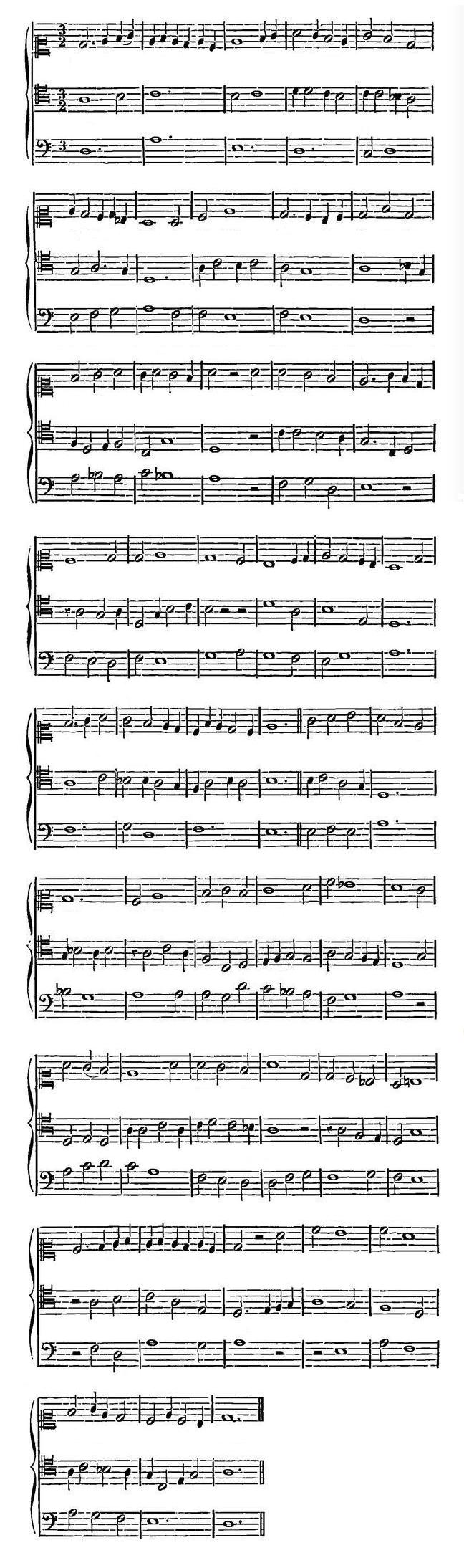
Según un manuscrito de 1375 hoy perdido, del que sólo nos queda esta pieza: la canzona Quand 'Amor de Jovannes de Florentia (Giovanni da Firenze), transcrita por François-Joseph Fétis.

1. Amor, tu vedi
2. Donna, non fu già mai
3. Piatà ti mova
4. S'avesse força

#### Ser Feo
1. Già molte volte
2. Omè ! al cor dolente

#### Jovannes de Florentia (Giovanni Mazzuoli)
1. Quand' Amor (canzona)

#### Gian Toscano
1. Se' tu di male in peggio

#### Johannes Fulginatis (Giovanni da Foligno)
1. Merçede, o donna !

#### Jacopo Pianelaio da Firenze
1. Come tradir pensasti

#### Johannes Baçus Correçarius de Bononia
1. Se questa dea

#### Matteo da Perugia
1. Già da rete d'amor
2. Serà quel zorno

#### Nucella
1. De bon parole

#### Franciscus Reynaldus
1. L'adorno viso

#### Antonius Zachara da Teramo

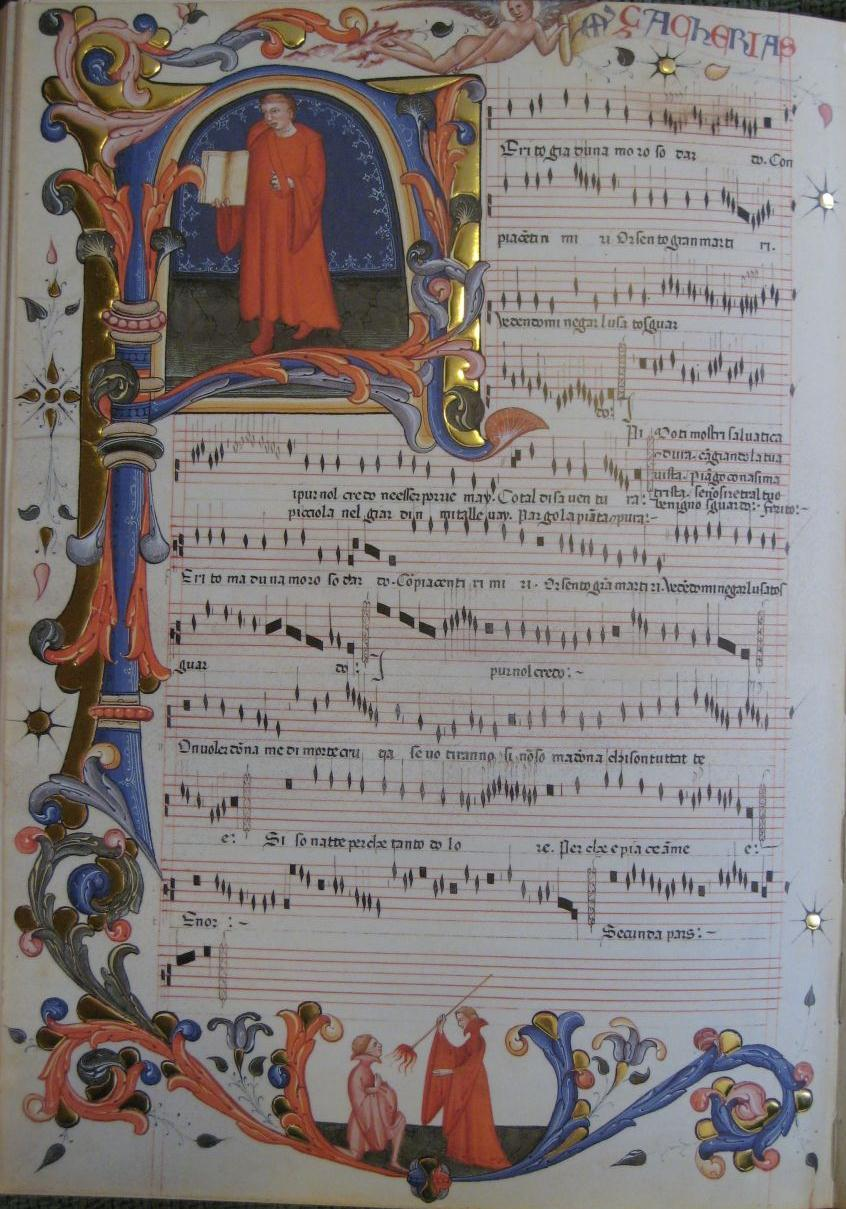
Retrato de Zacara da Teramo, Magister Zacherias, Codex Squarcialupi.

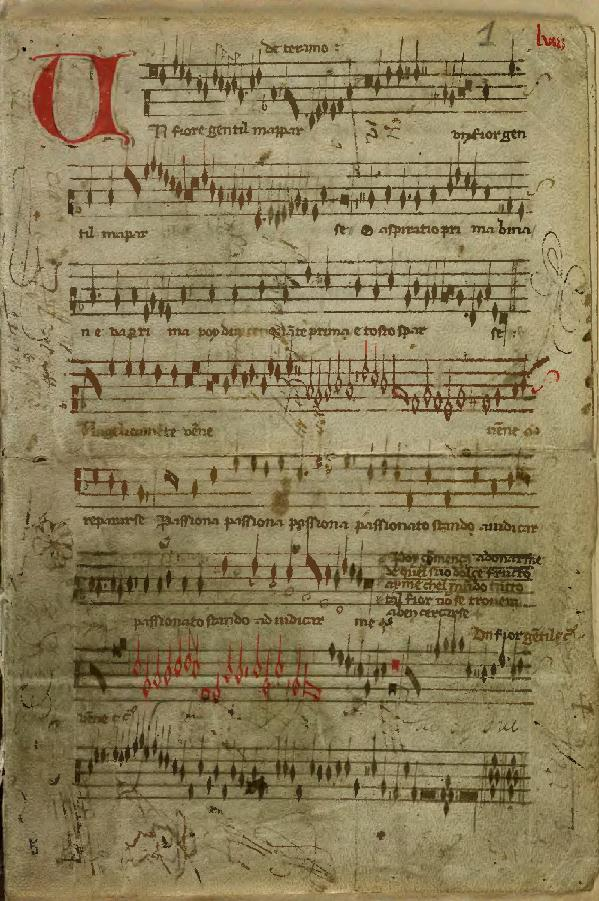
Ballata de Zacara da Teramo Un fiore gentil m'apparse, Codex Mancini, Perugia, Ms. 3065.

1. Ciaramella, me dolçe ciaramella
2. Deus deorum, Pluto
3. Je suy navrés - Gnaff'a le guagnele
4. Nuda non era
5. Roseta che non cançi

#### Magister Zacherias (cantor)
1. Benchè lontan mi trovi
2. Cacciando per gustar - Ai cenci, ai toppi (caccia)
3. Dicovi per certança
4. Ferito già
5. Movit'a pietade
6. Non voler, donna
7. Sol mi trafigge 'l cor

#### Nicholaus Zacharie
1. Già per gran nobeltà

#### Zaninus de Peraga de Padua
1. Se le lagrime antique

#### Appendix (fragmentos)

##### Gratiosus de Padua
1. Alte regina de virtute (lauda)

##### Jacobus Corbus de Padua
1. Amor m'a tolto

#### Antonius Zachara da Teramo
1. Ad ogne vento
2. Amor nè tossa
3. Porans ploravi (madrigal)
4. Un fior gentil

### vol. XI - ed. W. Thomas Marrocco: Música Secular Italiana, Parte 6. 1978

#### Ballate anónimas
1. Achurr'uomo
2. Altro che sospirar
3. Amore a lo to' aspetto
4. Amor, merçè
5. Amor mi fa cantar
6. Amor mi stringe
7. Astio non morì mai, nè pò
8. A tanti homini
9. Aymè, per tutto
10. Bench' i'serva
11. Checc' a tte piaccia
12. Che pensi di me far ?
13. Che ti çova nascondere
14. Chi temp' à per amore
15. Chi vole amar
16. Chosa non è ch'a sè
17. Come' nfra l'altre donne
18. Cob lagreme sospiro
19. Deduto sei a quel
20. Deh, belle donne
21. Deh, dolçe morte
22. Deh, fa' per quella speme
23. Deh, non me fare languire
24. Deh, passa temp' amaro
25. Deh, tristo mi topinello
26. De mia farina
27. Dolce lo mio drudo
28. Dolçe mie donna
29. Donna fallante mira
30. Donna nascosa
31. Donna, se'l cor m'aperçi
32. Donna, tu pur invechi
33. Donne e fanciulle
34. Eh, vatene segnor mio
35. En biancha vesta
36. Fa se 'l bon servo
37. Fatto m'à' sdegno
38. Fenir mia vita
39. Fugir non posso
40. Già la sperança
41. Gli atti col dançar
42. In quella parte
43. I' son un pellegrin
44. Lasso, per ben servire
45. Lucente stella
46. Merçè, o morte
47. Merçè, per Dio

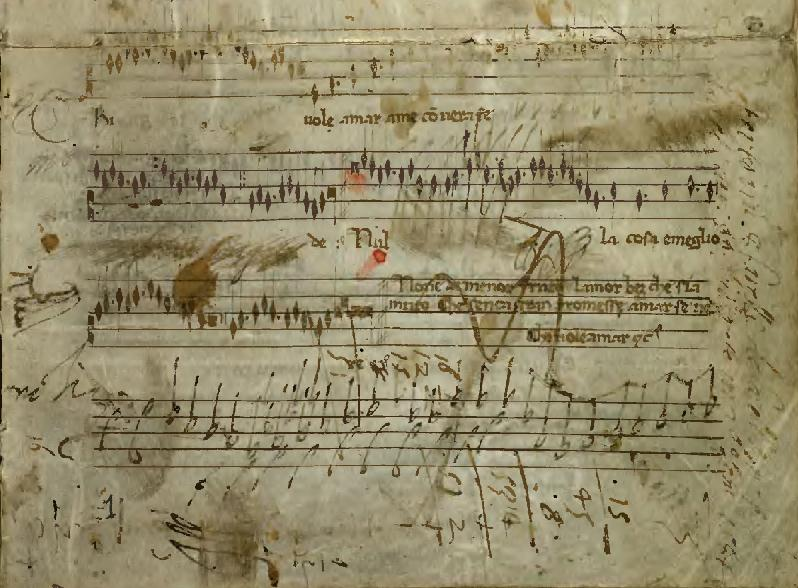
Ballata anón. (Johannes Ciconia) Chi vole amar, Codex Mancini, Perugia, Ms. 3065.

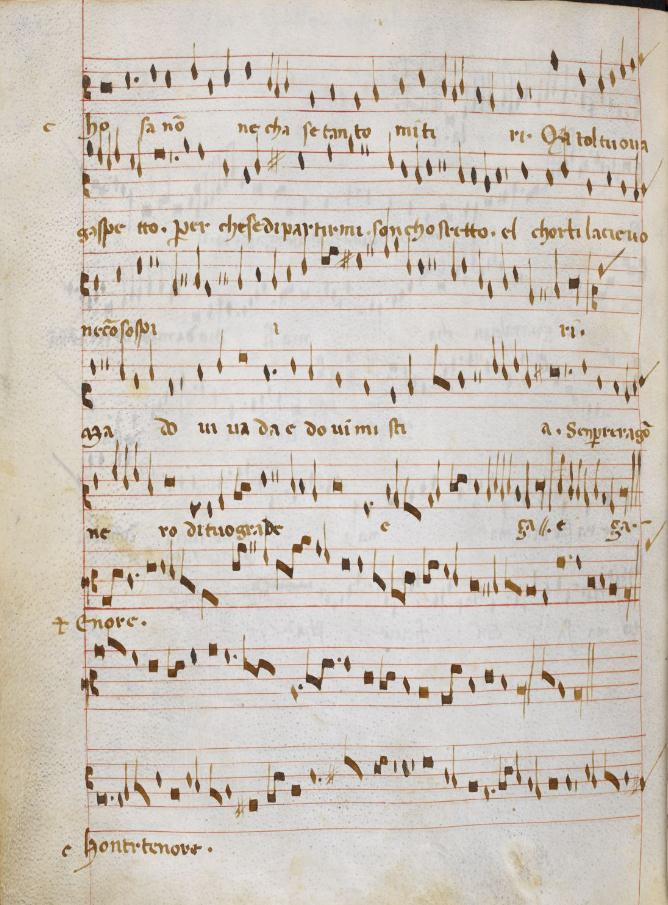
Ballata anónima Cosa non è ch'a sé tanto mi tiri, Londres, British Library 29987.

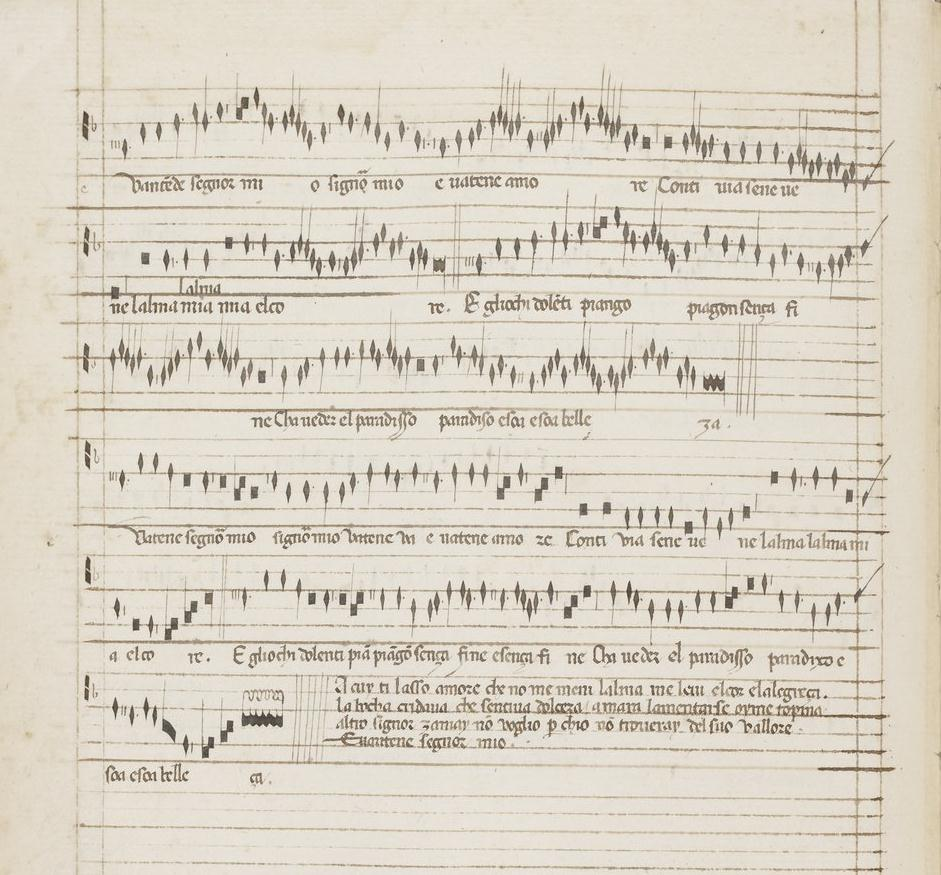
Ballata anónima Eh, vatene, segnor mio, Codex Reina.

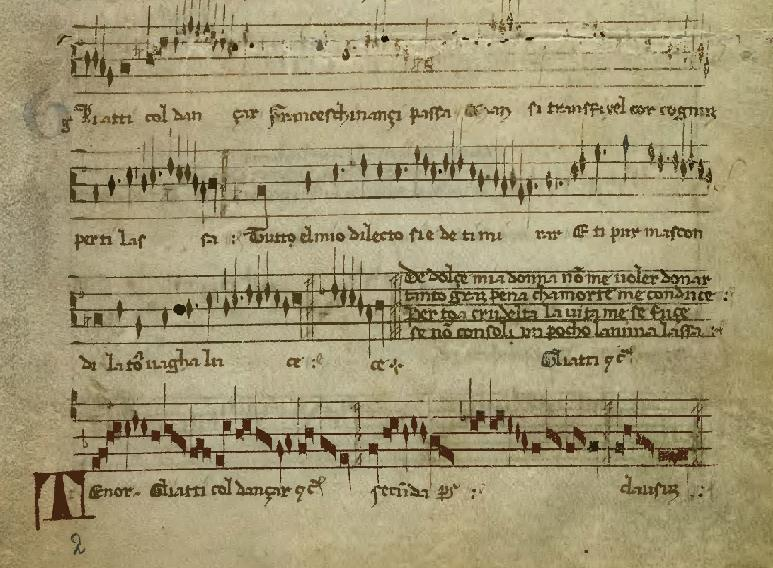
Ballata anón. (Johannes Ciconia) Gli atti col dançar, Codex Mancini, Perugia, Ms 3065.

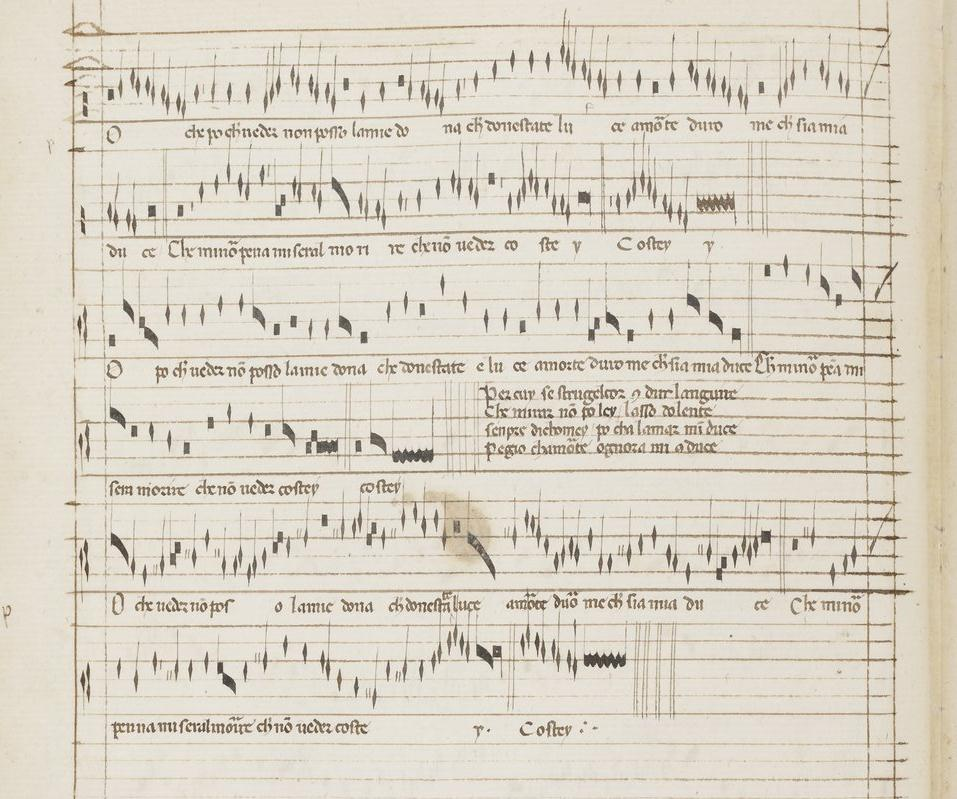
Ballata anónima Po' che veder non posso la mie donna, Codex Reina.

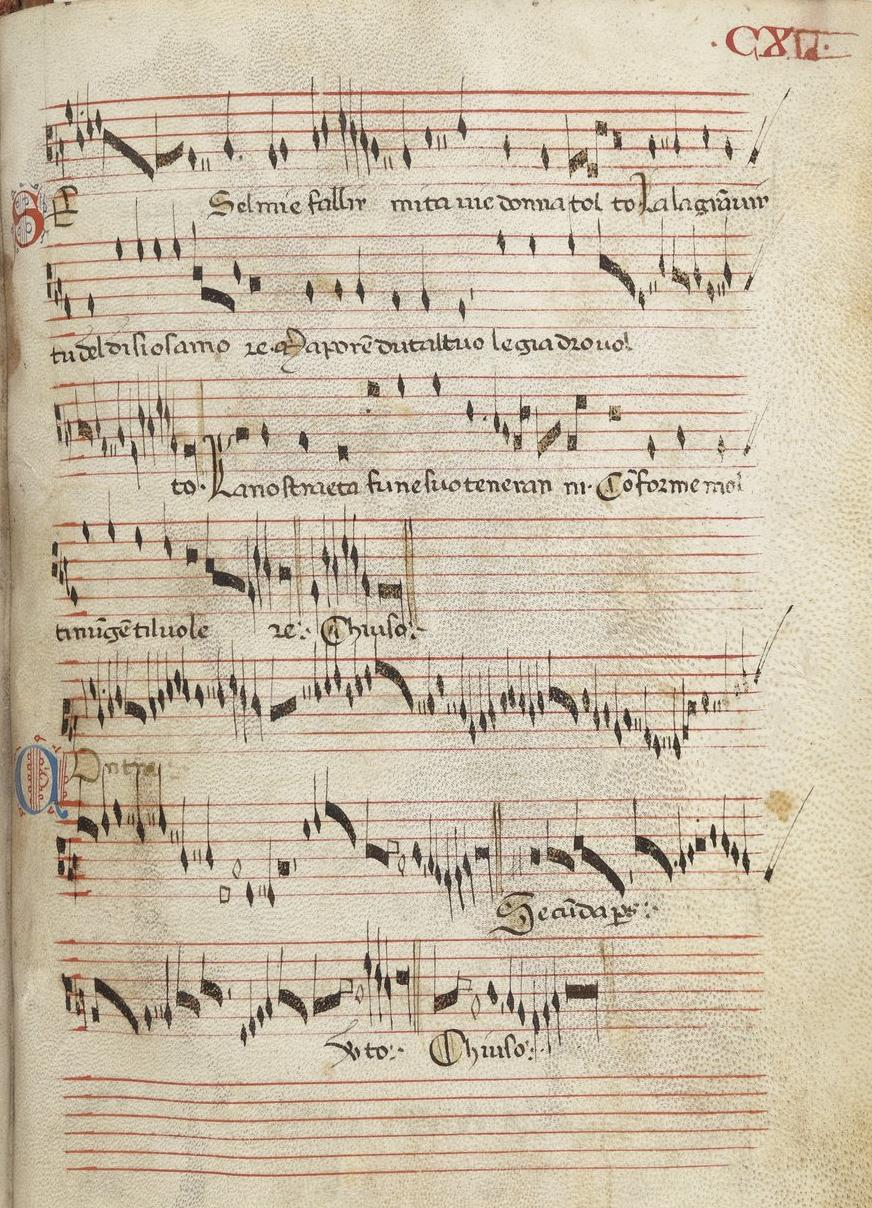
Ballata anónima Se 'l mie fallir mi t'avie, BnF 568.

48. a) Merçè, te chiamo - 48. b) Merçè, te chiamo
49. Mort'è, la fè
50. Non credo, Donna
51. Non formò Cristi
52. Non per mio fallo
53. Non posso far buchato
54. Non senti', Donna
55. O bella rosa
56. Ochi piangete
57. O donna crudele
58. O graciosa petra
59. Omai, çascun se doglia
60. O me ! s'io gli piango
61. O zentil madona
62. Per tropo fede
63. Piangono l'ochi
64. Po' che veder non posso
65. Poi ch' amor vol'
66. Se già seguir
67. Se le n'arà pietà
68. Se 'l mie fallir
69. Senpre serva
70. Se partir mi convien
71. Se per dureça
72. Sie mille volte benedetta
73. Spesso fortuna
74. Spinato intorno
75. State a Dio
76. Strençi li labri
77. Tra sperança e fortuna
78. Troveraço merçé

#### Appendix (fragmentos u obras incompletas)
1. Amor, per ti sempre ardo
2. Bench' amar
3. Cum martelli - La mantacha (motete)
4. Mille merçè
5. O chuor del corpo
6. Viva San Marcho (antífona)

### vol. XII - ed. Kurt von Fischer, F. Alberto Gallo: Música Sacra Italiana, Parte 1. 1976

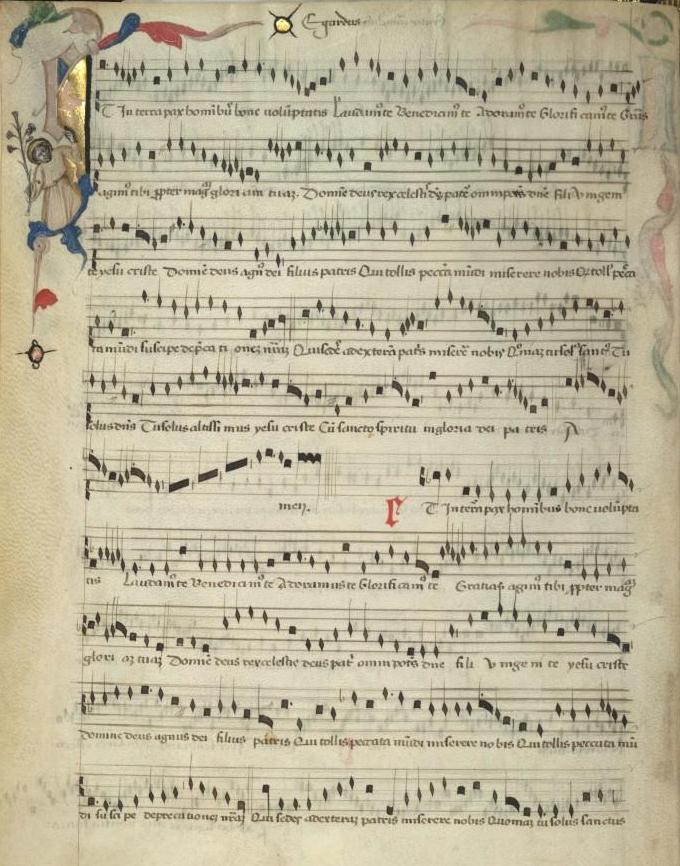
Gloria de Egardus, Manuscrito de Módena.

#### Arreglos del Ordinario de la Misa
1. Kyrie "Rondello"
2. Gloria
3. Gloria (Gheradello)
4. Gloria (fragmento)
5. Gloria
6. Gloria (Gratiosus)
7. Gloria (Egardus)
8. Gloria
9. Gloria - Clementiae pax
10. a) Credo - 10. b) Credo
11. a) Credo - 11. b) Credo
12. Credo (Bartholus)
13. Credo
14. Credo (Philipoctus de Caserta) (fragmento)
15. Sanctus (Lorenzo)
16. Sanctus
17. Sanctus (Gratiosus)
18. Sanctus (Mediolano)
19. Sanctus (Barbitonsoris)
20. Agnus Dei (Gherardello)

#### Arreglos delBenedicamus
1. Benedicamus
2. Benedicamus
3. Benedicamus
4. Benedicamus
5. Benedicamus

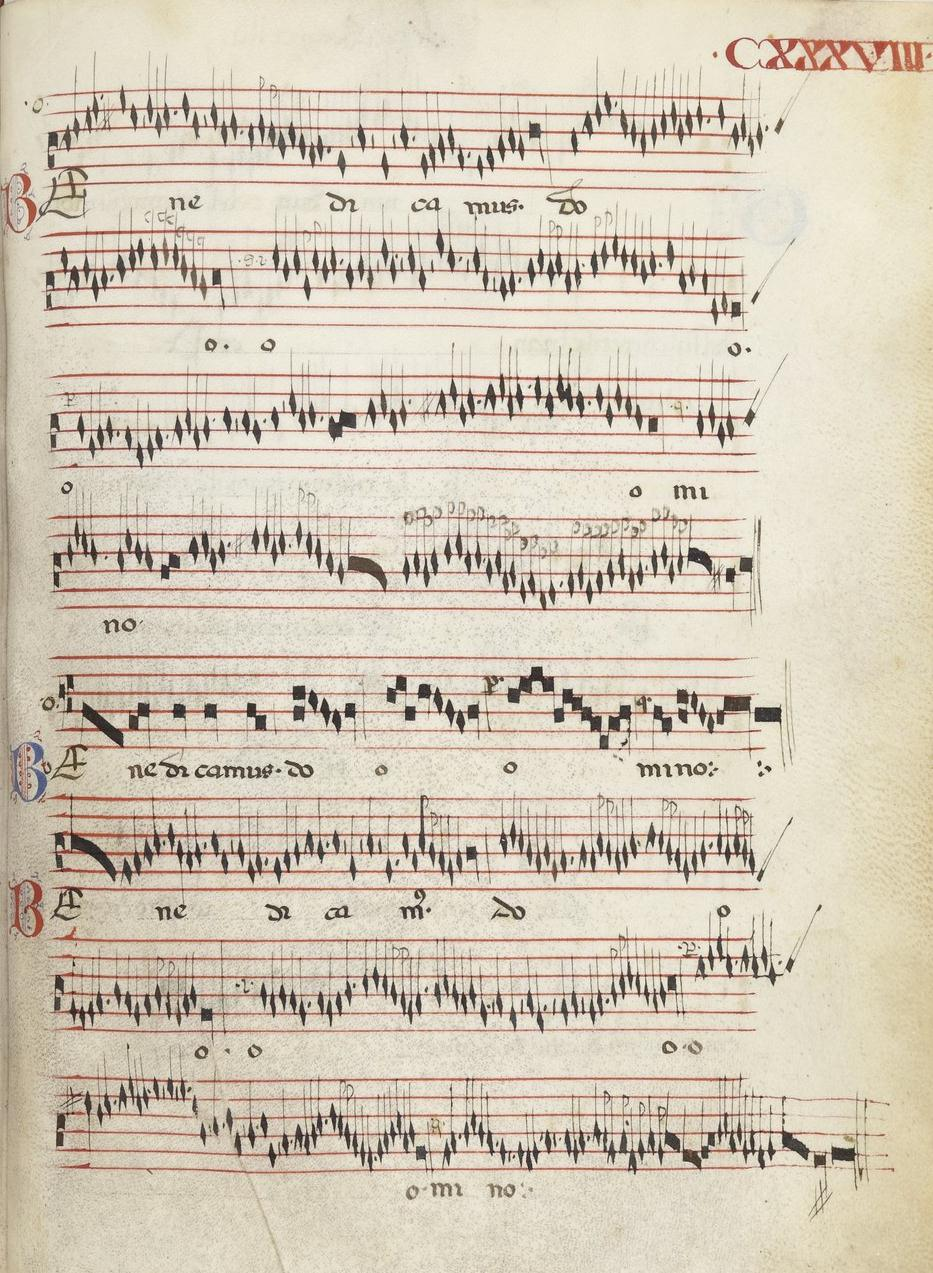
Benedicamus Domino de Paolo da Firenze, BnF 568, f. 138.

6. a) Benedicamus - 6. b) Benedicamus
7. Benedicamus (Paolo)
8. Verbum Patris hodie (Benedicamus trope)
9. Benedicamus Quem chorus

#### Arreglos del Propio de la Misa y para procesiones
1. Gaudeamus omnes (Introitus) (Paolo)
2. a) Quare sic aspicitis 2. b) Quis est iste 2. c) Iste formosus

#### Motetes y otras piezas sacras

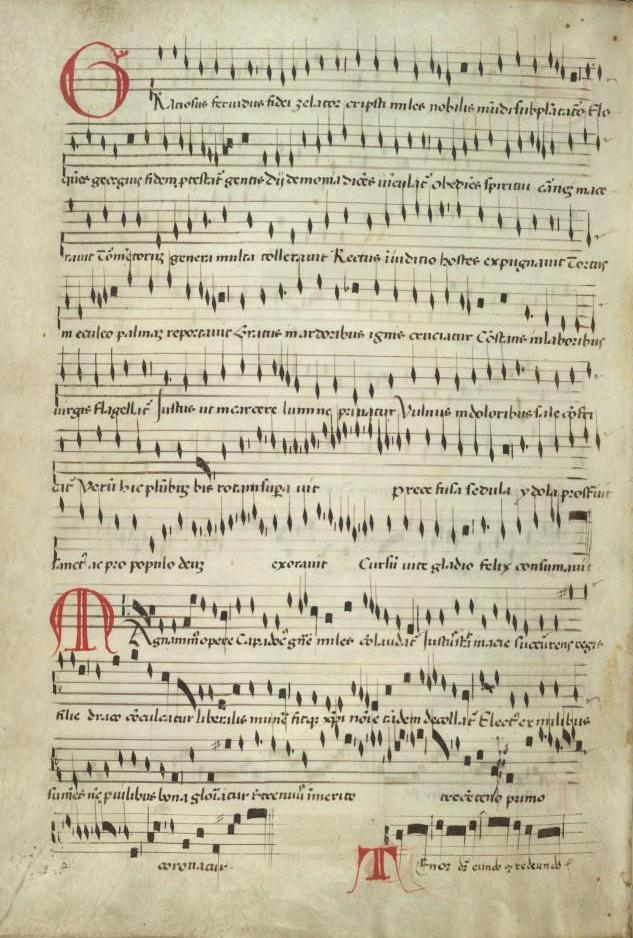
Motete anónimo Gratiosus fervidus / Magnanimus opere / Alleluia praeveniamus, Manuscrito de Módena, BE α. 5,24.

1. Ortorum virentium / Virga Yesse / [Victimae paschali laudes]
2. Ave Jesu Christe
3. Veni Sancte Spiritus / Veni Pater divine
4. Ave vivens hostia / Organum
5. Dulcis Jesu memoria / Jesu nostra redemptio
6. Ave Regina / Mater innocencie / [Ite missa est] (Marcus Paduanus)
7. Ave corpus sanctum gloriosi Stefani / Exaudi, protomartir / Adolescens protomartir
8. Cetus inseraphici / Cetus apostolici / [Salve Regina] (fragmento)
9. Cantano gl'angiol lieti / Sanctus
10. O Maria virgo davitica / O Maria, maris stella
11. Hic est precursor
12. Gratiosus fervidus / Magnanimus opere / [Alleluia praeveniamus]
13. Ave verum corpus
14. Verbum caro factum est
15. Verbum caro factum est

#### Appendix I: Liturgical Pieces from theFaenza Codex

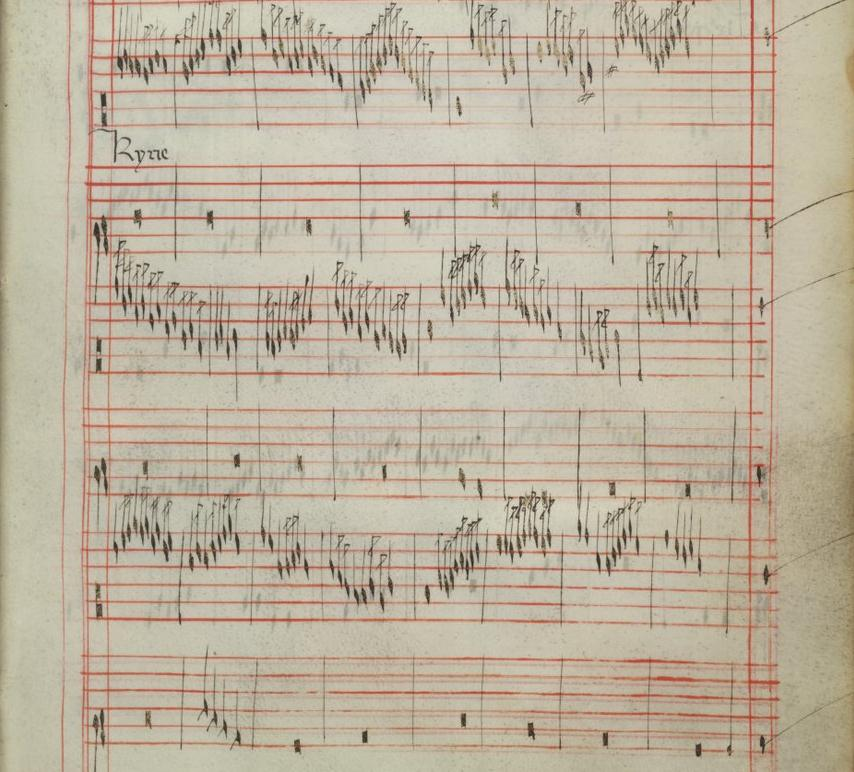
Kyrie Cunctipotens Genitor Deus, Codex Faenza.

1. Kyrie
2. Gloria
3. Benedicamus
4. Kyrie
5. Kyrie
6. Gloria
7. Ave maria stella
8. Benedicamus

#### Appendix II: Piezas polifónicas sacras de manuscritos italianos delsigloXIVy principios delXVno publicadas en este volumen
1. Piezas fragmentarias del trecento
2. Piezas en notación cuadrada
3. Motetes seculares y paralitúrgicos de compositores italianos
4. Piezas sagradas de origen francés en manuscritos italianos
5. Piezas litúrgicas y motetes de Antonius Zacara da Teramo, Johannes Ciconia, Matheus de Perusio y otras piezas sacras de principios del siglo XV.
6. Contrafacta litúrgica
7. Textos de lauda entre las ballate italianas
8. Lauda contrafacta de madrigales y ballate

### vol. XIII - ed. Kurt von Fischer, F. Alberto Gallo: Música Sacra Italiana, Parte 2 y Música Ceremonial Italiana. 1987

#### Arreglos del Ordinario de la Misa
1. Kyrie: Summe clementissime
2. Kyrie (contrafactum) (F. Landini)
3. Gloria Micinella (A. 'Zacharias')
4. Credo Cursor (A. 'Zacharias')
5. Gloria Rosetta (A. 'Zacharias')
6. Gloria Fior gentil (A. 'Zacharias')

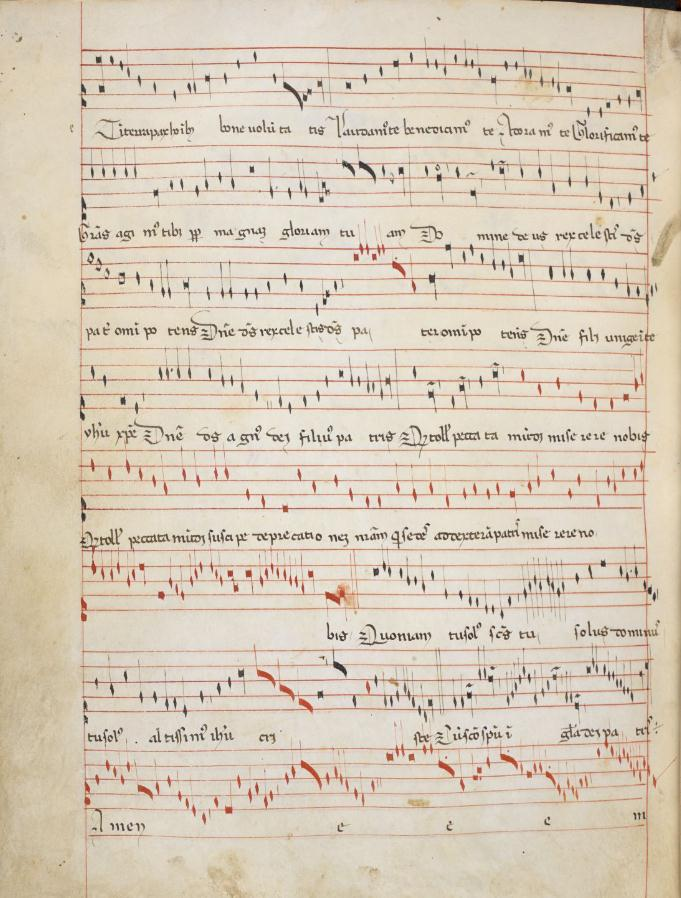
Gloria de Zacara da Teramo, Londres, British Library 29987.

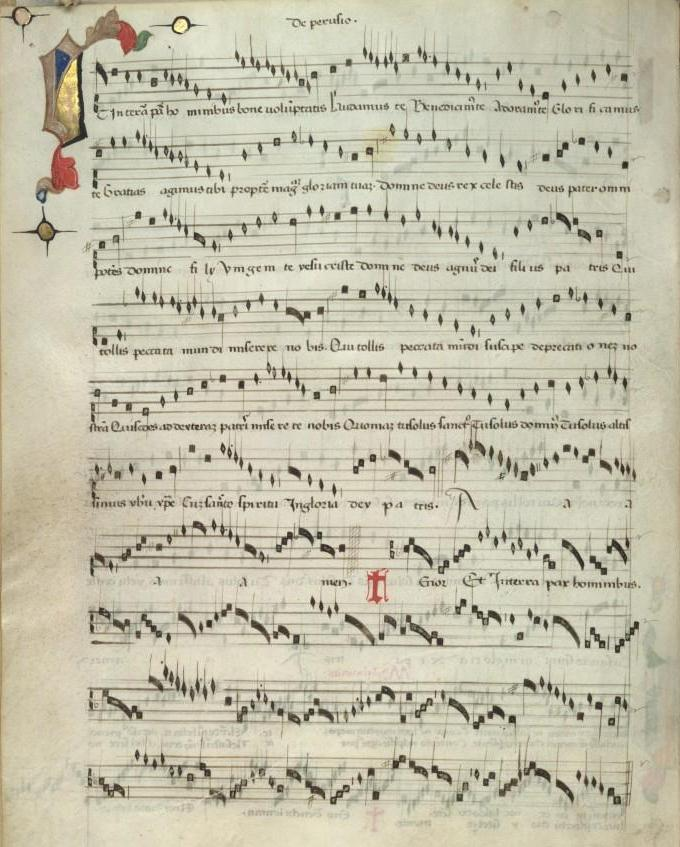
Gloria de Matheus de Perusio, Manuscrito de Módena, BE α. 5,24.

7. Gloria - Gloria, laus, honor (A. 'Zacharias')
8. Gloria (Adongni vento) (A. 'Zacharias')
9. Gloria Anglicana (A. 'Zacharias')
10. Gloria (A. 'Zacharias' ?)
11. Gloria (M. de Perusio)
12. Gloria (M. de Perusio)
13. Gloria (M. de Perusio)
14. Gloria (M. de Perusio)
15. Gloria (M. de Perusio)
16. Gloria (M. de Perusio ?)
17. Gloria: Spiritus et alme (M. de Perusio ?)
18. Gloria: Spiritus et alme (Egardus)
19. Credo Scabroso (A. 'Zacharias')
20. Credo Deus deorum (A. 'Zacharias')
21. Credo (A. 'Zacharias')
22. Credo Du vilage (A. 'Zacharias')
23. Credo (A. 'Zacharias')
24. Credo (M. de Perusio ?)
25. Credo (M. de Perusio ?)
26. Credo
27. Credo
28. Sanctus
29. Sanctus
30. Sanctus: Admirabilis splendor
31. Sanctus
32. Agnus Dei
33. Agnus Dei (contrafactum, F. Landini)

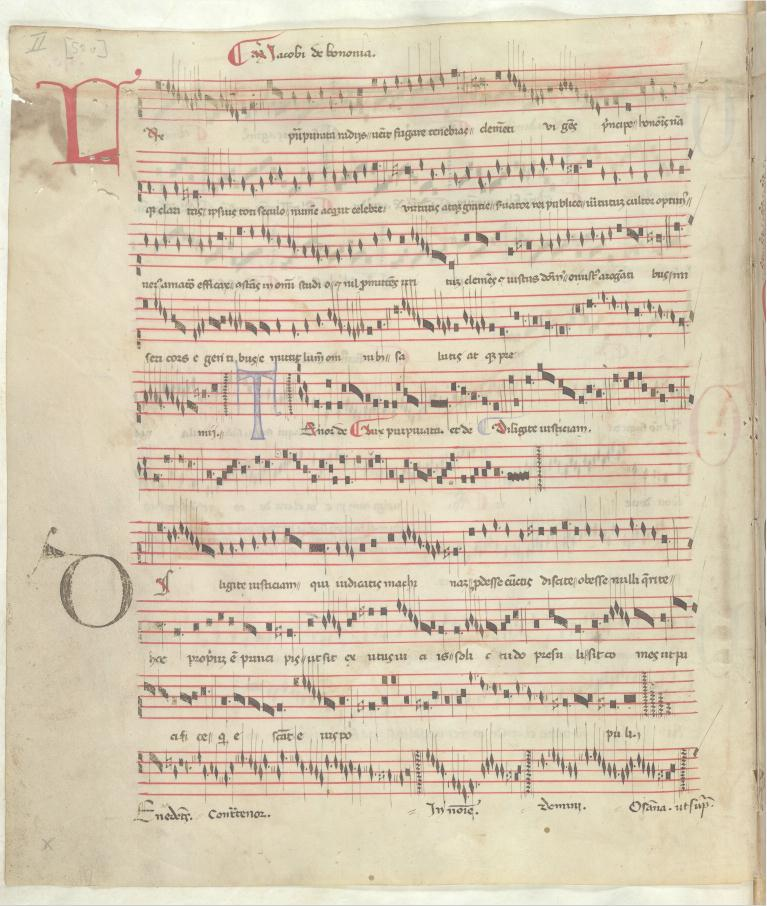
Motete de Jacopo da Bologna Lux purpurata radiis / Diligite iusticiam, Padoue, Biblioteca Universitaria 1475.

34. Deo gratias

#### Otros arreglos litúrgicos
1. Crucifixum in carnee felix (himno)
2. Alleluya
3. Ave stella matutina (secuencia)
4. Celi solem sequitur (secuencia)
5. Iste confessor (himno)
6. Letare felix (himno)
7. Puer natus (himno)

#### Motetes y composiciones ceremoniales

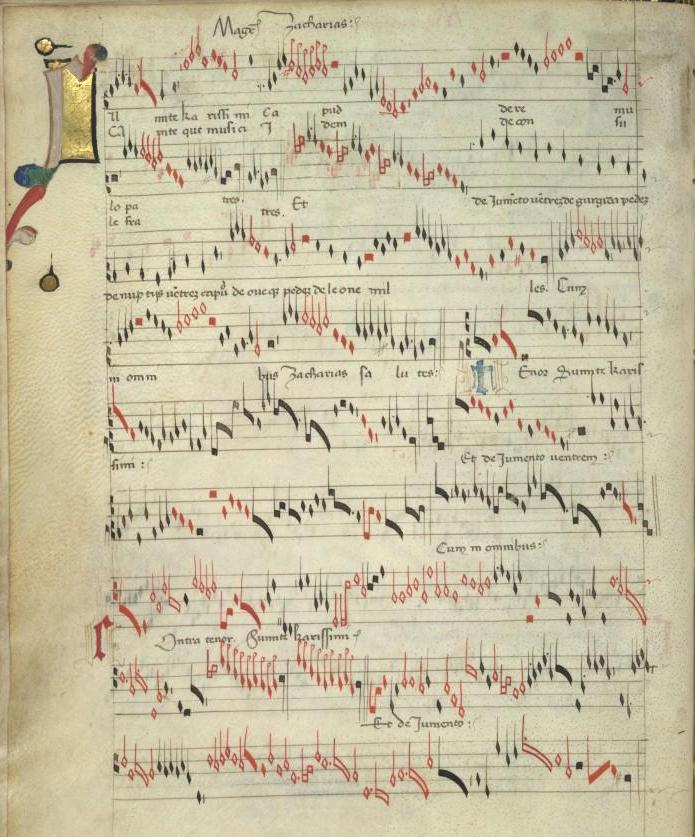
Ballade de Zacara da Teramo Sumite Karissimi, Manuscrito de Módena, BE α. 5,24.

1. Hec medela (Bonaiutus de Casentino)
2. Lux purpurata - Diligite iusticiam (Jacobus de Bononia)
3. Marce, Marcum imitaris
4. Sumite karissimi (A. 'Zacharias')
5. Ave sancta mundi salus - Agnus Dei (M. de Perusio)
6. Laurea martiri - Conlaudanda est (M. de Perusio ?)
7. Furnos reliquisti - Equum est (Egardus)
8. Argi vices Polyphemus - Tum Philemon (Nicolaus Frangens de Leodio ?)

#### Piezas y fragmentos instrumentales
1. Kyrie (instrumental)
2. Gloria (fragmento instrumental)
3. Gloria - Descendit Angelus (Rentius de Ponte Curvo)
4. Gloria
5. Gloria
6. Credo (A. 'Zacharias')
7. Credo
8. Credo
9. Credo
10. Credo
11. Sanctus
12. Salve Regina
13. Laudibus dignis (Jacobus de Bononia ?)
14. Florencia mundi speculum - Parce pater pietatis
15. Leonarde, pater inclite
16. Principum nobilissime (F. Landini ?)
17. ...D...e qua chordis - Trinitatem
18. Celice rex regum
19. Deo gracias conclamemeus
20. Agentem gentem

### vol. XIV - ed. Ernest H. Sanders: Música inglesa delsigloXIIIy principios delXIV. 1979

#### Arreglos de textos ingleses
1. Jesu Cristes milde moder
2. Edi beo ƿu hevene quene
3. Foweles in ƿe frith
4. a) Sumer is icumen in - 4. b) Perspice Christicola

#### Secuencias,Tropos,Conductus,Rondelli,Cantilenaeen latín
1. Verbo celum quo firmatur
2. Salve mater salvatoris
3. Stillat in stellam radium
4. O labilis o flebilis
5. Risum fecit sare
6. Miro genere
7. Agnus dei: Astripotens famulos
8. Mater dei
9. Agnus dei: Mundum salvificans
10. Agnus dei: Rex eterne glorie
11. Novi sideris lumen resplenduit
12. a) Salve virgo virginum - 15. b) Veine pleine de ducur
13. Agnus dei: Virtute numinis
14. O sponsa dei electa
15. Kyrie rex Marie
16. Memor esto tuorum
17. Ave Maria
18. Ave virga decoris incliti
19. a) Ave tuos benedic - 22. b) Ave tuos benedic
20. Ave Maria salus hominum
21. Flos regalis
22. Salve mater gratie Maria
23. Integra inviolata
24. De supernis sedibus
25. O laudanda virginitas
26. Salve mater misericordie
27. Quem trina polluit
28. Munda Maria
29. In excelsis gloria
30. Stella maris nuncuparis
31. Patris superni gracia - Pia pacis inclita
32. Orbis pium primordium - O bipertitum peccatum
33. Christi cara mater ave
34. Gaudeat ecclesia cuncti iubilantque
35. Fulget celestis curia - O Petre flos - Roma gaudet
36. Beata viscera
37. Gloria

#### Motetes en latín sobre un Pes
1. O sancte Bartholomee plebs fidelis - O sancte Bartholomee plebs devota - O Bartholomee
2. O Maria stella maris - Jhesu fili summi patris
3. Te domine laudat - Te dominum clamat
4. O debilis o flebilis
5. Puellare gremium - Purissima mater
6. Senator regis curie
7. Virgo regalis
8. Eterne virgo memorie - Eterna virgo mater
9. Quam admirabilis
10. Prolis eterne genitor - Psallat mater gracie
11. Dulciflua tua memoria - Precipue michi da gaudia
12. Alleluia celica
13. Tota pulcra es - Anima mea liquefacta est
14. O quam glorifica - O quam beata domina - O quam felix femina
15. Campanis cum cymbalis - Honoremus dominam
16. Candes cresit lilum - Candens lilium columbina
17. Thomas gemma Cantuarie - Thomas cesus in Doveria

#### Arreglos de canto
1. Alleluia. ℣. Ave dei genitrix
2. Alleluya. ℣. Virga ferax Aaron
3. Sponsa rectoris omnium
4. Sanctus: Sancte ingenite genitor
5. Sanctus

##### Arreglos de cantotropado
1. Salve sancta parens virgo - Salve sancta parens enixa
2. Inviolata integra mater - Inviolata integra et casta
3. A laudanda legione - Alleluia. ℣. Ave Maria
4. Alleluya Christo iubilemus: Alleluya. ℣. Dies santificatus
5. Alleluya canite - Alleluya
6. Alme iam ad gaudia - Alme matris dei - Alleluya. ℣. Per te dei genitrix
7. Spiritus et alme - Gaude virgo salutata
8. Salve mater redemptoris - Salve lux langentium - Salve sine spina - Salve sancta parens

##### Motetes en latín sobrecantus firmus
1. O Maria singularis
2. Trahis suspirium - Mordax detractio - [Epiphaniam]
3. Virginis Marie - Salve gemma virginum - [Veritatem]
4. Tu capud ecclesie - Tu es Petrus - [Veritatem]
5. O homo considera - O homo de pulvere - [In seculum]
6. Barbara simplex animo
7. Ave parens - Ad gratie - Ave Maria
8. In odore - Gracia viam continencie - In odorem
9. Super te Ierusalem - Sed fulsit virginita - Dominus
10. Pro beati pauli gloria - O pastor patris - O preclara patrie - [Pro patribus]
11. O nobilis nativitas - O mira dei - O decus virgineum - Apparuit
12. Domine celestis rex - Dona celi factor - Doce[bit]
13. Opem nobis o Thoma - Salve Thoma - Pastor cesus
14. Ave miles de cuius milicia - Ave miles o Edwarde - Ablue

#### Appendix

##### Secuencias, Conductus, Cantilenae
1. O Maria virgo pia
2. Quis tibi Christe meritas laudes
3. Transit nature semitas
4. O Maria stella maris
5. ... Ave confederans
6. In te concipitur
7. Ave credens baiulo
8. Gaude per quam gaudium
9. Salve rosa venustatis
10. Equitas in curia
11. Salve rosa florum
12. Regina regnans
13. Grata iuvencula

##### Arreglos de canto
1. Singularis et insignis mundi domina
2. Gloria: Spiritus et alme

##### Arreglos de cantotropado
1. Alleluia. ℣. Nativitas
2. Alme veneremur - Alleluya. ℣. Iusti epulentur
3. a) Ave magnifica - Ave mirifica - Alleluya. ℣. Post partum  3. b) Ave magnifica - Ave mirifica - Alleluya
4. Alleluya moduletur - Alleluya. ℣. Veni mater gratie
5. Alleluya psallat - Alleluya concinat - Alleluya. ℣. Virga Iesse
6. Lux polis refulgens - Lux et gloria - Kyrieleyson

##### Motetes en latín sobre cantus firmus
1. Mellis stilla
2. a) Ave gloriosa  2. b) Duce creature
3. Virgo decus castitatis
4. ... virtutum spolia - [Et confitebor]
5. Inter choros paradisicolarum - Invictis pueris
6. O mors moreris - O vita vera - Mors

### vol. XV - ed. Frank Ll. Harrison: Motetes de procedencia inglesa. 1980
1. Ianuam quam clauserat / Iacintus in saltibus / Iacet granum
2. Balaam de quo vaticinans / [Ballaam]
3. Civitas nusquam conditur / Cibus esurientum / Cives celestis curie
4. Ade finit perpete / Ade finit misere / A definement d'esté lerray
5. Caligo terre scinditur / Virgo mater et filia
6. Solaris ardor Romuli / Gregorius sol seculi / Petre, tua navicula / Mariounette douche
7. Virgo sancta Katerina / De spineto / Agmina
8. Iam nubes / Iam novum sidus
9. O home de pulvere / O homo considera / Filie Ierusalem
10. Rosa delectabilis / [Regali ex progenie] / Regalis exoritur
11. Salve cleri speculum / [Sospitati dedit egros]
12. Triumphus patet hodie / ... genuflectere et summo opere
13. Quare fremuerunt gentes / [Quare fremuerunt gentes] / Quare fremuerunt gentes
14. Zelo tui langueo / Reor nescia
15. Trinitatem veneremur / Trinitas et deitas / Trinitatis vox / [Benedicite deum celi]
16. Te domina regina / Te domina Maria
17. Triumphat hodie / Trop est fol
18. Petrum cephas ecclesie / Petrus pastor potissimus / Petre amas me
19. Rex visibilum / Rex invictissime / Regnum tuum solidum
20. Ave miles celestis curie / Ave rex
21. De flore martirum / Deus tuorum militum / Ave rex
22. Omnis terra / Habenti dabitur
23. Deus creator omnium / Rex genitor / Doucement mi reconforte
24. Pura, placens, pulcra / Parfundement plure Absolon
25. Mulier magni meriti / Multum viget virtus
26. Suspiria merentis / Meroris stimulo
27. Doleo super te / Absolon, fili mi
28. Patrie pacis / Patria gaudencium
29. Herodis in pretori / Herodis in atrio / Hey hure lure
30. Fusa cum silencio / Manere / Labem lavat criminis
31. Iesu fili Dei / Ihesu fili virginis / Iesu lumen veritatis
32. Barrabas dimittitur dignus patiibulo / Barrabas dimittitur inmerito / Babilonis flumina
33. Orte sole serene / Origo viri / Virga Iesse
34. Ad lacrimas flentis / O speculum spericum / Dulcis virgo
35. Musicorum collegio / In templo Dei / Avete
36. Humane lingue organis / Supplicum voces percipe / [Deo gracias]

### vol. XVI - ed. Frank Ll. Harrison, Ernest H. Sanders, Peter M. Lefferts: Música inglesa para Misas y Oficios, Parte 1. 1983

#### Arreglos del Ordinario de la Misa
1. Mass: Kyrie
2. Mass: Sanctus
3. Mass: Agnus Dei
4. Kyrie: O pater exelse
5. Kyrie: ... tu lava nos (incompleto)
6. Kyrie: Kyria christifera
7. Kyrie: Kyria christifera
8. Kyrie, Cuthberte prece
9. Kyrie
10. Kyrie
11. Kyrie
12. Kyrie
13. Kyrie
14. Kyrie
15. Kyrie
16. Kyrie
17. Kyrie
18. Kyrie
19. Kyrie
20. Kyrie
21. Kyrie
22. Kyrie
23. Kyrie
24. Kyrie
25. Kyrie
26. Gloria: Spiritus et alme
27. Gloria: Spiritus et alme
28. Gloria: Spiritus et alme (incompleto)
29. Gloria: Spiritus et alme (incompleto)
30. Gloria: Spiritus et alme (incompleto)
31. Gloria: Spiritus almifice
32. Gloria: Spiritus procedens
33. Gloria: Spiritus concordie (incompleto)
34. Gloria
35. Gloria
36. Gloria
37. Gloria
38. Gloria
39. Gloria
40. Gloria
41. Iube, Domine, silencium
42. Iube, Domine, silencium
43. Credo (incompleto)
44. a) Credo  44. b) Credo (conclusión)
45. Credo
46. Sanctus
47. Sanctus
48. Sanctus
49. Sanctus
50. Sanctus
51. Sanctus
52. Sanctus
53. Sanctus
54. Sanctus
55. Sanctus
56. Sanctus (incompleto)
57. Sanctus
58. Sanctus
59. Agnus Dei
60. Agnus Dei
61. Agnus Dei
62. Agnus Dei
63. Agnus Dei
64. Agnus Dei
65. Agnus Dei
66. Agnus Dei
67. Agnus Dei
68. Ite missa est: Deo gracias
69. Ite missa est: Deo gracias
70. Ite missa est: Deo gracias
71. Ite missa est: Deo gracias
72. Ite missa est: Deo gracias
73. Ite missa est: Deo gracias

#### Arreglos del Propio de la Misa
1. Gaudeamus omnes in Domino Ps. Eructavit cor meum
2. Benedicta et venerablis. ℣. Virgo Dei genitrix
3. Alleluya. ℣. Nativitas
4. Alleluya. ℣. Post partum
5. Alleluya. ℣. Virga Iesse floruit
6. Alleluya. ℣. Hicest veremertir
7. Victime paschali laudes
8. Gaude Maria virgo
9. Laudes Deo: Lectio Ysaie: Ab ortu solis

#### Arreglos de los Oficios
1. Iudea et Ierusalem. ℣. Constantes estote
2. Iudea et Ierusalem. ℣. Constantes estote
3. Iudea et Ierusalem. ℣. Constantes estote
4. Apparuerunt apostolis. ℣. Spiritus Domini
5. Regnum mundi. ℣. Eructavit cor meum
6. Conditor alme siderum
7. O lux beata trinitas
8. Magnificat
9. Magnificat
10. Psalm tone
11. Te Deum (conclusion)
12. A solis ortus cardine
13. Ovet mundus letabundus
14. Hostis Herodes impie
15. Virgo Maria, patrem parit - O stella - Flos genuit - Virgo Maria, flos
16. Tu civium primas - O cuius vita - Congaudens - Tu celestium
17. Excelsus in numine
18. Regis aula
19. Karisma conserat
20. Sanctorum gloria laus
21. Cuius de manibus (?) - Quadri[...]ivium

### vol. XVII - ed. Ernest H. Sanders, Frank Ll. Harrison, Peter M. Lefferts: Música inglesa para Misas y Oficios, Parte 2 y Música para otras ceremonias. 1986

#### Arreglos de Cantus-Firmus & Cantilenas (incluyendoantífonasvotivas, secuencias, etc.)
1. Victime paschali laudes
2. Virginis Marie laudes (incompleto)
3. O benigne redemptor
4. a) Mater ora filium  4. b) Mater ora filium
5. Virgo pudicicie
6. Salve virgo tonantis solium
7. Paradisi porta
8. Sancta Maria virgo
9. Venit dilectus meus
10. Slave regina
11. Alma redemptoris mater (incompleto)
12. Alma redemtoris mater
13. Jhesu redemptor omnium labencium - Jhesu redemptor omnium perpes - Jhesu labentes respice
14. Virgo mater salvatoris - Virgo pia - Kyrie
15. a) Virgo decora - Virgo stillicidio - Virgo Dei genitrix  15. b) Virgo decora (incompleto)
16. Gaude virgo mater Christi (incompleto)
17. Angelus ad virginem
18. Angelus ad virginem
19. Ad rose titulum
20. Gemma nitens
21. Ave caro Christi
22. Ave mater summi regis (incompleto)
23. Missus Gabriel de celis
24. Mater Christi nobilis (incompleto)
25. Ab ora summa nuncius
26. Lucerna syderis
27. Decora facie (incompleto)
28. In rosa primula
29. Virgo valde virtuosa (incompleto)
30. Virgo salvavit hominem
31. Veni mi dilecte
32. O ceteris preamabilis
33. Stella maris illustrans omnia
34. Includimur nube caliginosa
35. Arbor Ade veteris
36. Mutato modo geniture
37. Salamonis inclita
38. Ave celi regina virginum
39. Beata es Maria (incompleto)
40. Salve virgo singularis
41. Hic quomodo seduxerat (incompleto)
42. Frangens evanuit (incompleto)
43. Christi messis nunc madescit (incompleto)
44. Ave mundi rosa
45. Jhesu Christe rex celorum (incompleto)
46. Letetur celi curia
47. Generosa Iesse plantula
48. Singularis laudis digna
49. Regem regum collaudemus
50. Gaude virgo immaculata
51. Ut arbuteum folium

#### Motetes
1. Veni mater gracie - Dou way Robin
2. Worldes blisce - Benedicamus Domino
3. Suffragiose virgini - Summopere sanctam Mariam
4. O dira nacio - Mens in nequicia
5. Inter usitata - Iter tot et tales
6. Regne de pitié

#### Música instrumental para tecla
1. [...] (incompleto)
2. Estampie
3. Estampie Retrove
4. Flos vernalis
5. Felix namque (incompleto)

#### Miscelánea

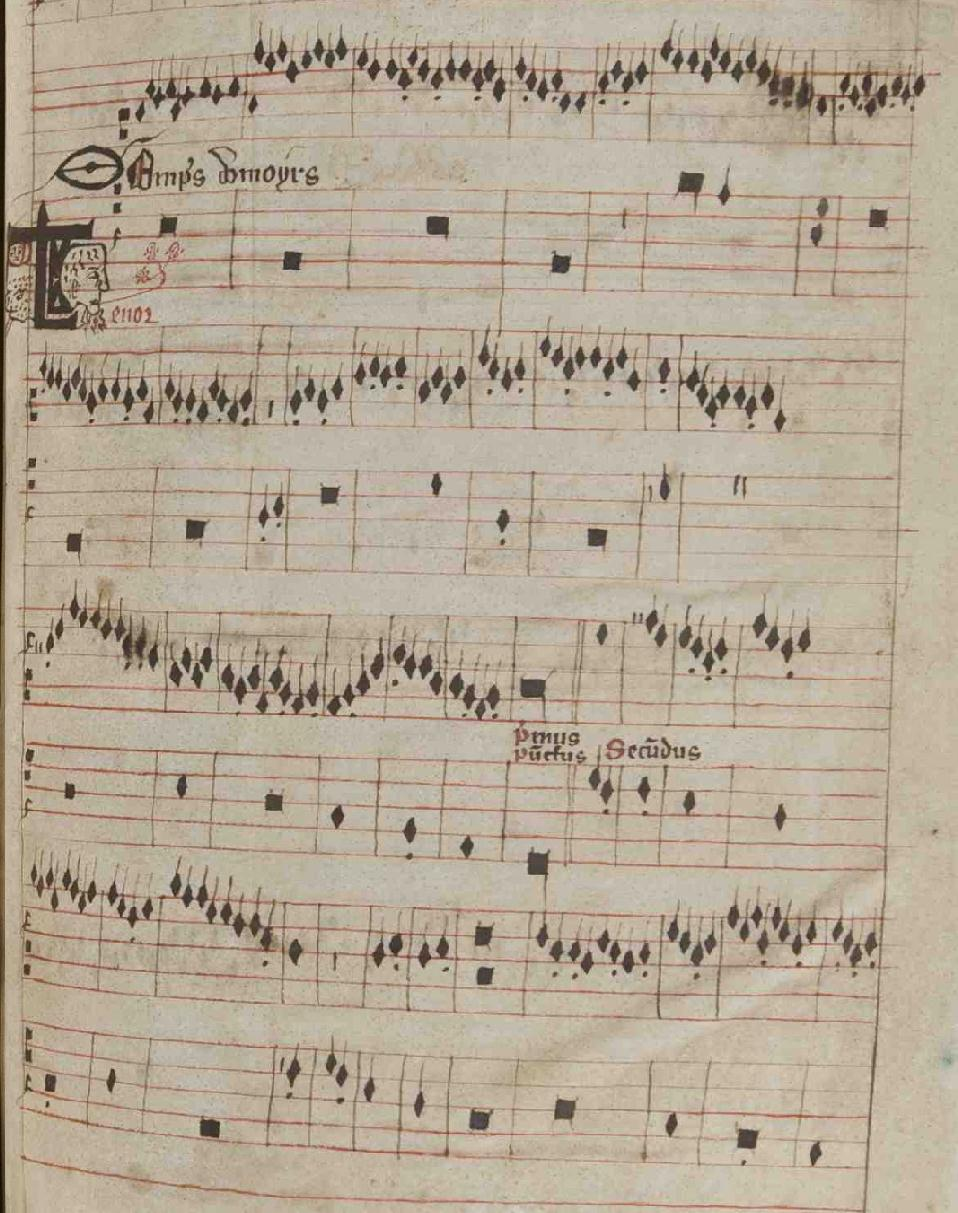
Disminución Empris domoyrs, Groningen, incunabulum 70.

1. Alleluya. ℣. Salve virgo (incompleto)
2. Alleluya. ℣. Hodie Maria (incompleto)
3. Gloria
4. Dulcia
5. Volez oyer le castoy

#### Suplemento al vol. XV: Motetes en Tours MS 925
1. Exulta Syon filia iam exultaris - Exulta Syon filia iam suffulta sanctimonia - Exulta Syon filia iam noli flere - En ai ie bien trouvé
2. Valde mane diluculo devota mulier - Valde mane diluculo Maria - Va dorenlot
3. Corona virginum - Columba prudencie - Cui proclamant
4. Ade finit perpete - Ade finit misere - A definement d'esté lerray
5. Vide miser et iudica - Vide miser et cogita - Wynter

### vol. XVIII - ed. Gordon K. Greene: Música Secular Francesa, Parte 1: ManuscritoChantilly, Musée Condé 564, n. 1-50. 1980
(Ballades, a menos que se indique lo contrario)

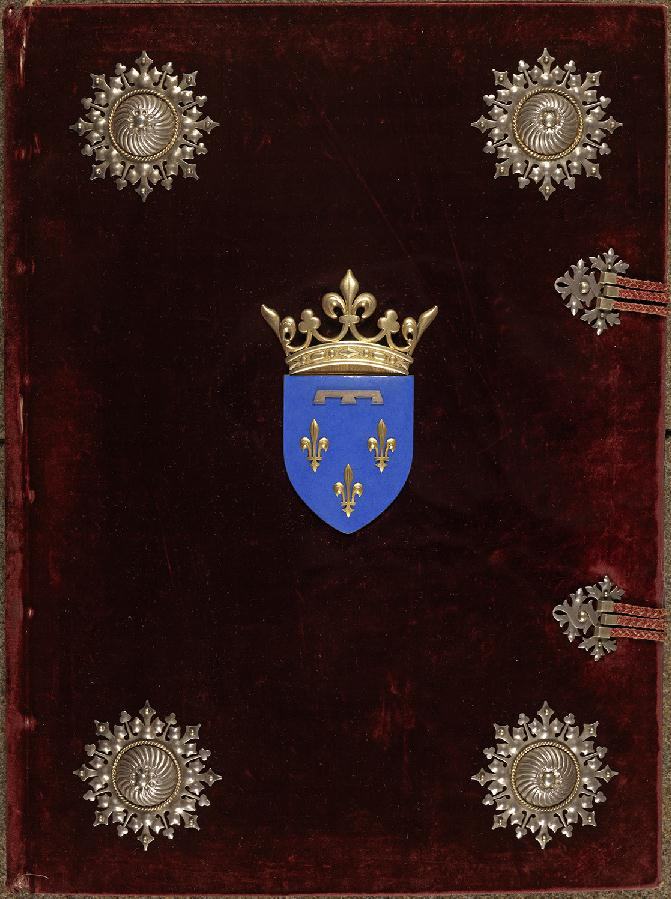
Manuscrito de Chantilly, Musée Condé 564.

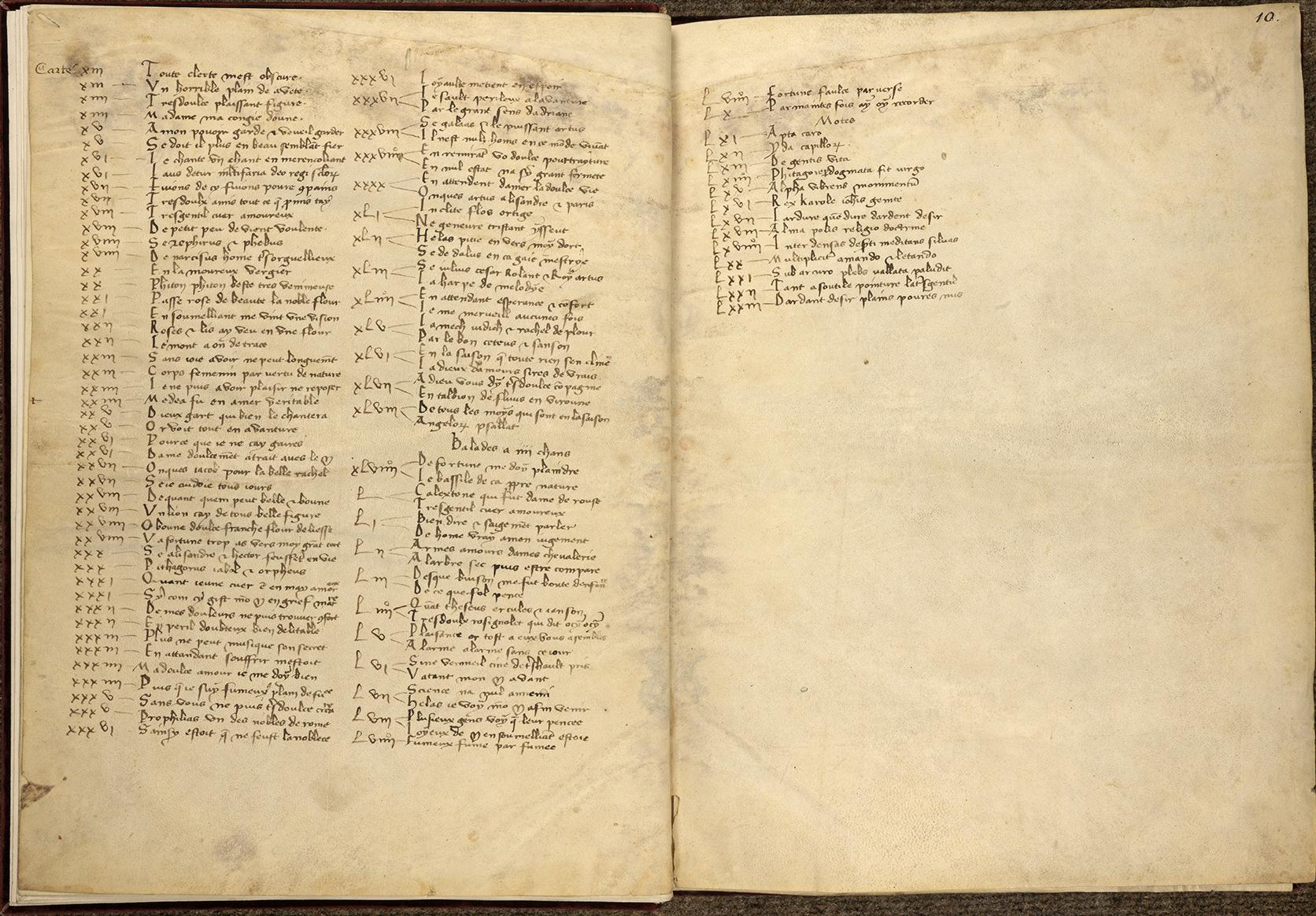
Índice del Codex Chantilly, se nota la ausencia de las dos piezas de Baude Cordier, añadidas posteriormente en la parte superior del volumen.

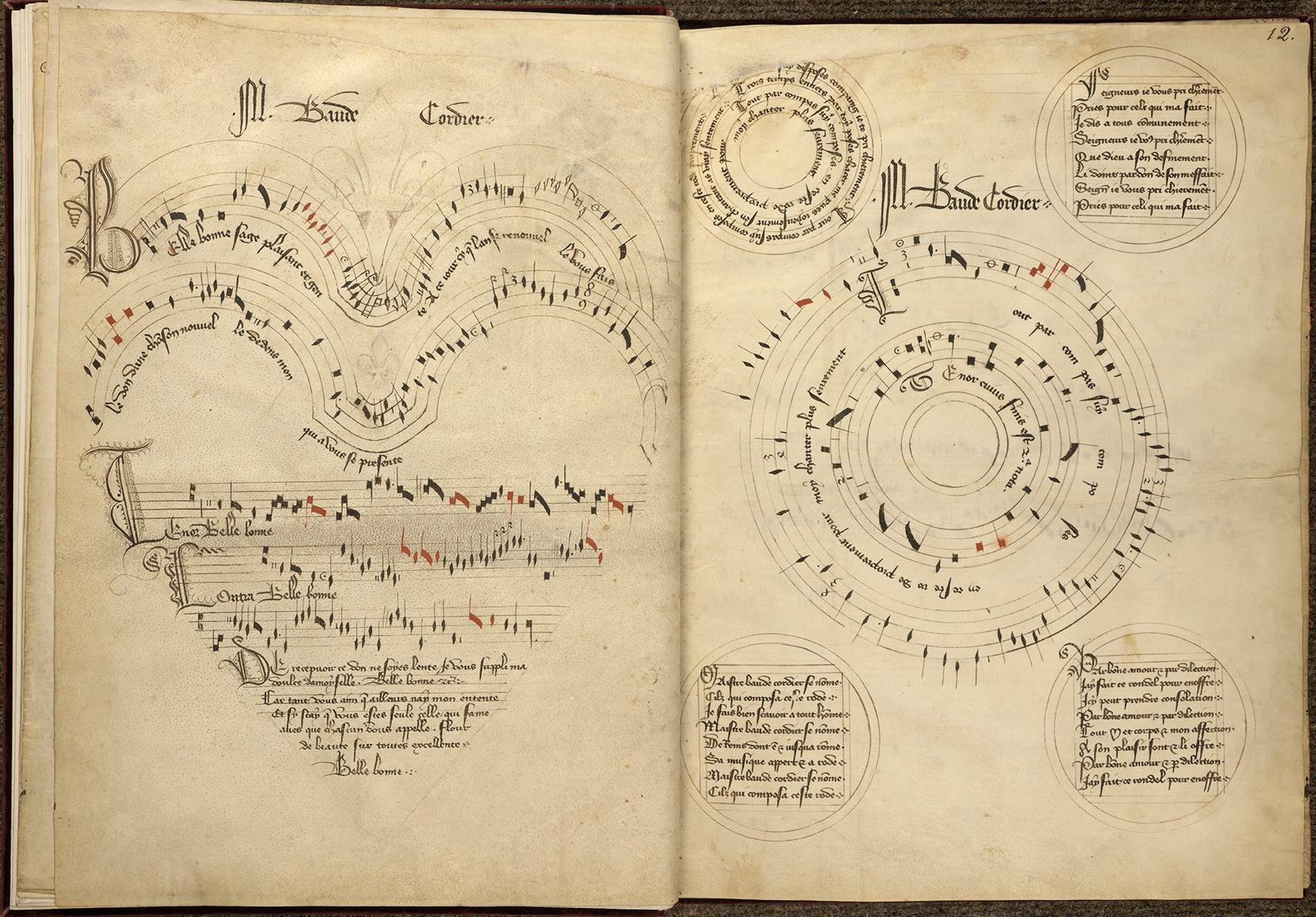
Rondeaux de Baude Cordier, Belle, bonne, sage & Tout par compas, Codex Chantilly.

1. Belle, bonne sage (Baude Cordier) (rondeau)
2. Tout par compas (Baude Cordier) (rondeau)
3. Toute clerté
4. Un crible plein d'eaue / A Dieu vos comant (virelai)
5. Tres douce, playsant figure (virelai)
6. Ma dame m'a congié donné
7. A mon pouir (virelai)
8. Se doit il plus (Johannes de Altacuria) (rondeau)
9. Je chante ung chant (Matheus de Sancto Johanne) (rondeau)
10. Laus detur multipharia (Petrus Fabri ?) (virelai)
11. Fuions de ci (Jacob Senleches)
12. Tres doulz amis / Ma dame / Cent mille fois (Vaillant) (rondeau)
13. Tres gentil cuer (Solage) (virelai)
14. De petit po (Machaut)
15. Se Zephirus / Se Jupiter (Grimace)
16. De Narcissus (Franciscus)
17. En l'amoureux vergier (Solage)
18. Phiton, Phiton (Fransiscus)
19. Passerose de beauté (Trebor)
20. En seumeillant (Trebor)
21. Rose et lis ay veu (Egidius)
22. Le mont Aon
23. Sans joie avoir
24. Corps femenin (Solage)
25. Je ne puis avoir plaisir (virelai)
26. Medee fu
27. Dieux gart (Guido) (rondeau)
28. Or voit tout (Guido)
29. Robin, muse / Je ne say fere (Tenor: Guido) (rondeau)
30. Pour ce que je ne say gairez (Vaillant) (rondeau)
31. Dame, doucement / Doulz amis (Vaillant) (rondeau)
32. Onques Jacob (Vaillant)
33. Se je cuidoie
34. De quan qu'on peut
35. Ung lion say
36. O bonne, douce Franse (rondeau)
37. Ha, Fortune
38. Se Alixandre (Trebor)
39. Pictagoras (Suzoy)
40. Quant joyne cuer (Trebor)
41. Si con ci gist (Olivier)
42. De ma dolour (Philippot de Caserta)
43. En un peril
44. Plus ne put Musique
45. En atendant, souffrir m'estuet (Galiot) (Philippot de Caserta ?)
46. Ma douce amour, je me doy (Hasprois)
47. Puis que je sui fumeux (Hasproix)
48. Sans vous ne puis (Matheus de Sancto Johanne)
49. Prophilias (Suzoy)
50. S'aincy estoit (Solage)

### vol. XIX - ed. Gordon K. Greene: Música Secular Francesa, Parte 2: Manuscrito Chantilly, Musée Condé 564, n. 51-100. 1981
(Ballades, a menos que se indique lo contrario)

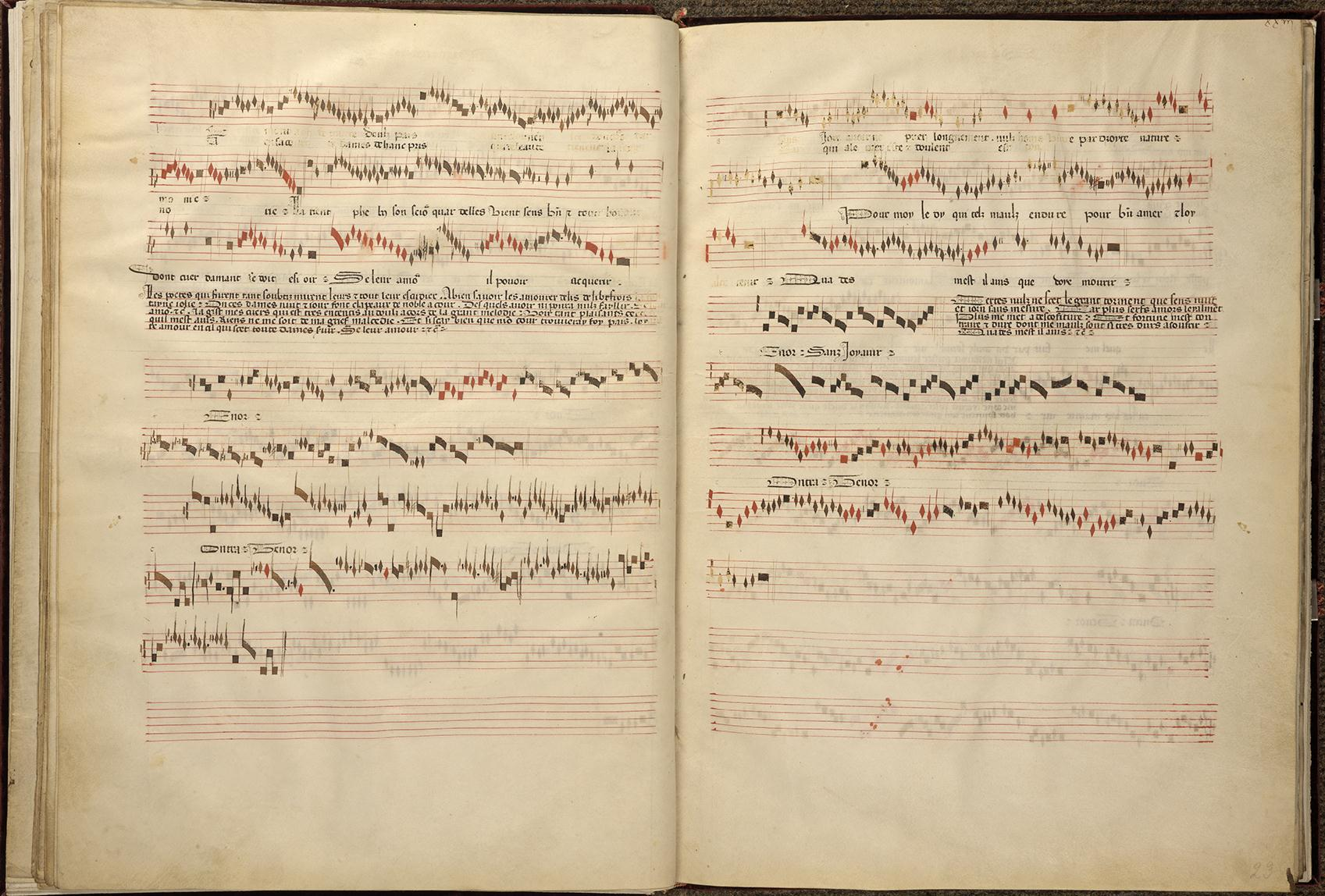
Ballades anónimas, Le mont Aon de Thrace & Sans joie avoir, Codex Chantilly

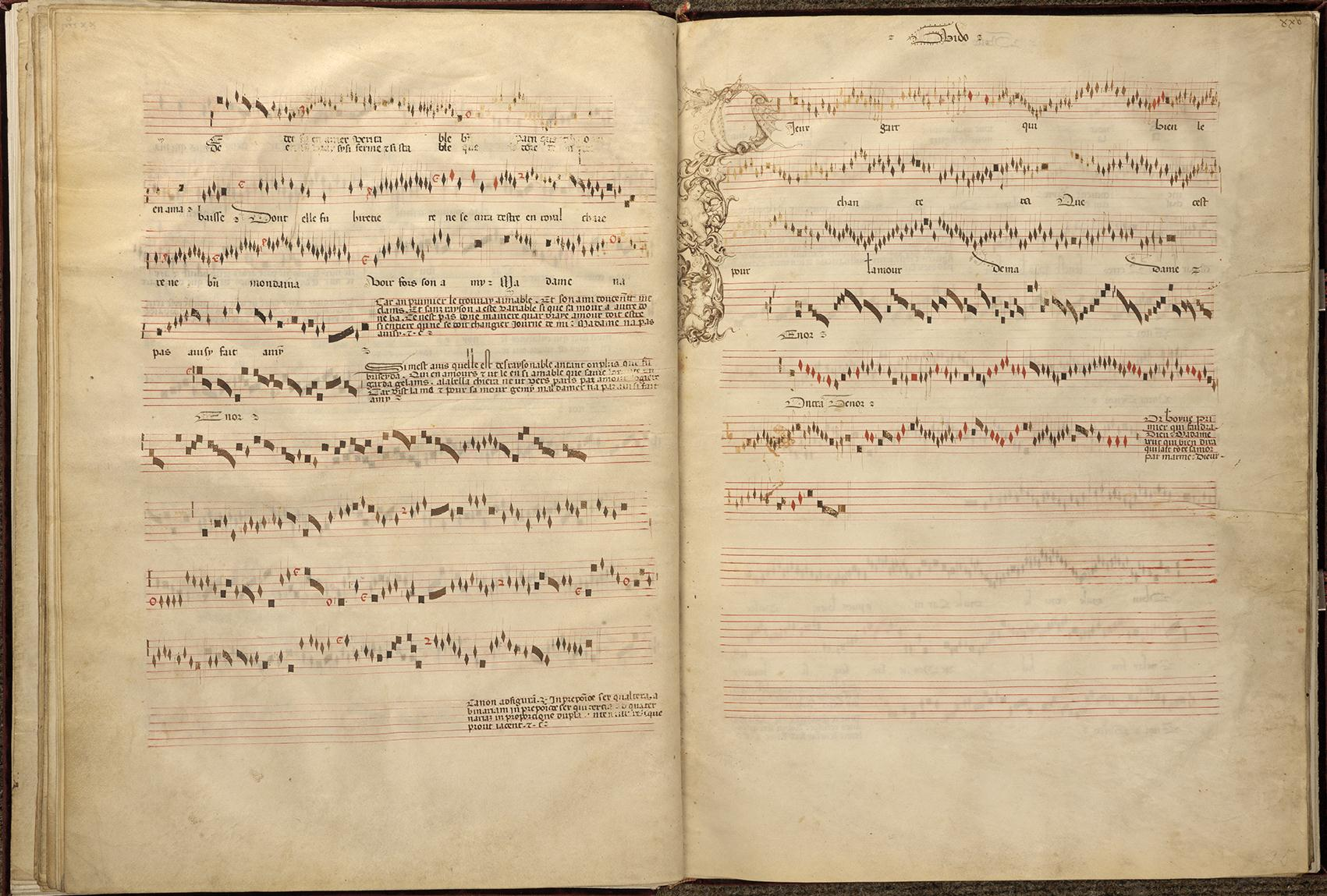
Ballade anónima Medee fu en amer veritable & Rondeau de Guido Dieux gart qui bien le chantera, Codex Chantilly.

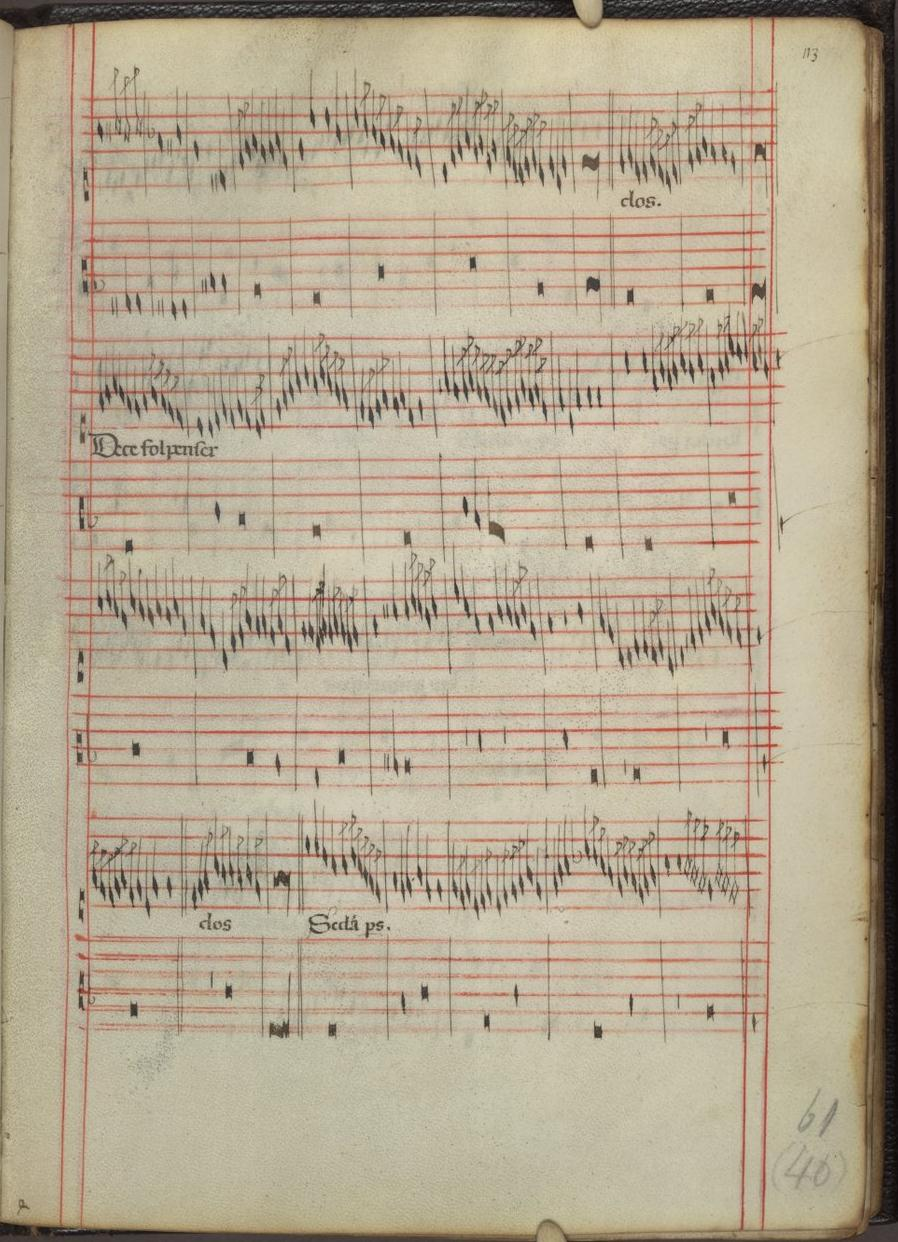
Disminuciónde la Ballade de P. des Molins De ce fol penser, Codex Faenza.

1. Loyauté me tient (Garinus) (rondeau)
2. Espoir, dont tu m'as fayt (Philippot de Caserta) (rondeau)
3. Le sault perilleux (Galiot)
4. Per le grant senz d'Adriane (Philippot de Caserta)
5. Se Gallas et le puissant Artus (Cunelier)
6. Il n'est nulz homs (Philippot de Caserta)
7. En remirant vo douce (Philippot de Caserta)
8. En nul estat (Goscalch)
9. En attendant d'amer (Galiot) (rondeau)
10. Se vos ne volés (Galiot ?) (rondeau)
11. L'orques Arthus (Cunelier ?)
12. Inclite flos orti gebenensis (Mayhuet de Joan)
13. Se Geneive , Tristan (Cunelier)
14. Helas ! pitié envers moy (Trebor)
15. Se Dedalus (Taillandier)
16. Se July Cesar, Rolant (Trebor)
17. La harpe de mellodie (Senleches) (virelai)
18. En attendant, esperance conforte (Senleches)
19. Je me merveil (Senleches)
20. Lamech, Judith et Rachel
21. Par les bons Gedeon (Philippot de Caserta)
22. En la saison (Hymbert de Salinus)
23. Li dieus d'Amours (Cesaris ?)
24. Adieu vous di
25. En Albion de fluns
26. De tous les moys
27. Angelorum psalat (Rodericus)
28. De Fortune me doi plaindre (Machaut)
29. Le basile (Solage)
30. Calextone, qui fut dame (Solage)
31. Tres gentil cuer (Solage) (virelai)
32. Bien dire et sagement parler
33. De home vray (Johannes de Meruco)
34. Armes, amours (F. Andrieu)
35. A l'arbre sec (Suzoy)
36. Des que buisson (Grimace)
37. a) De ce que foul pense (P. des Molins) - 37. b) De ce fol penser (intabulation, Codex Faenza.)
38. Quant Theseus, Hercules et Jason (Machaut)
39. He, tres doulz roussignol (Borlet) (virelai)
40. Playsance or tost (Pykini) (virelai)
41. A l'arme, a l'arme (Grimace) (virelai)
42. Cime vermeil
43. Va t'en, mon cuer (Gacian Reyneau) (rondeau)
44. Sience n'a nul annemi (Matheus de Sancto Johanne)
45. Helas ! je voy mon cuer (Solage)
46. Pluseurs gens voy (Solage)
47. Joieux de cuer (Solage) (virelai)
48. Fumeux fume par fumee (Solage) (rondeau)
49. Fortune, faulce, parverse (Matheus de Sancto Johanne) (rondeau)
50. a) Par maintes foys (Vaillant) - 50. b) contrafactum by Oswald von Wolkenstein (virelai)

### vol. XX - ed. Gordon K. Greene: Música Secular Francesa, Parte 3:Ballades&Cánones. 1982

#### Ballades

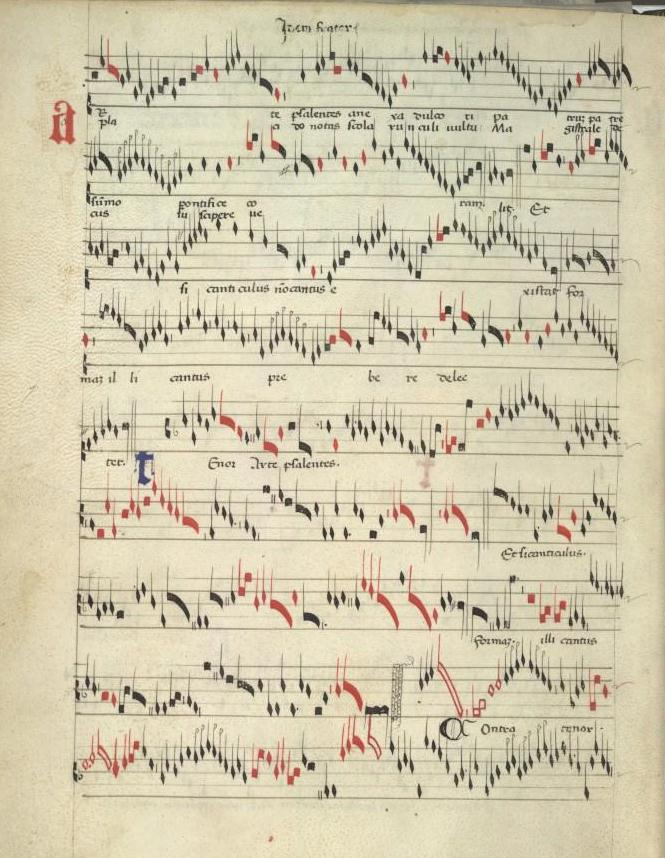
Ballade de Bartholomeus de Bononia Arte psalentes, Ms. Módena, BE α. 5,24.

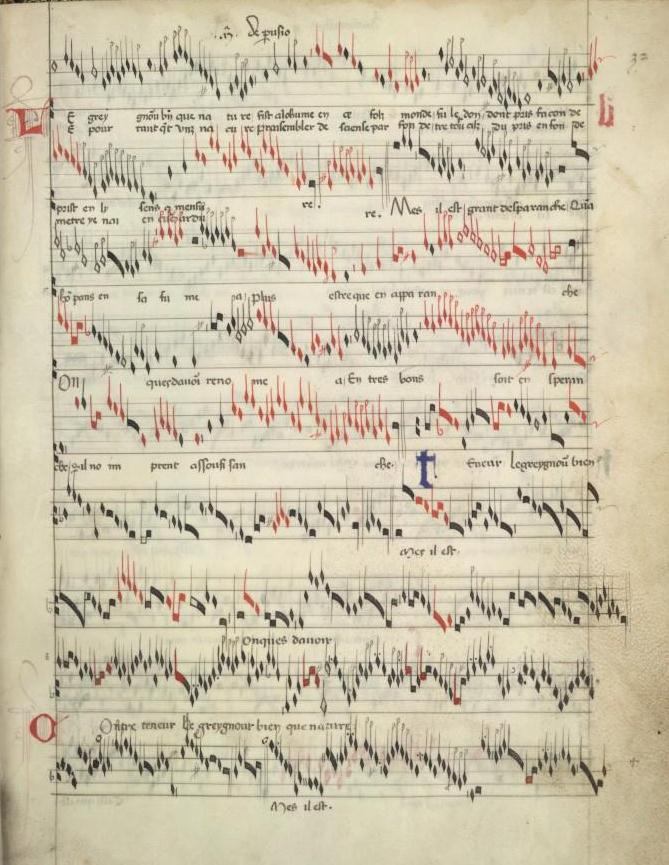
Ballade de Matheus de Perusio Le Greygnour bien, Ms. Módena, BE α. 5,24.

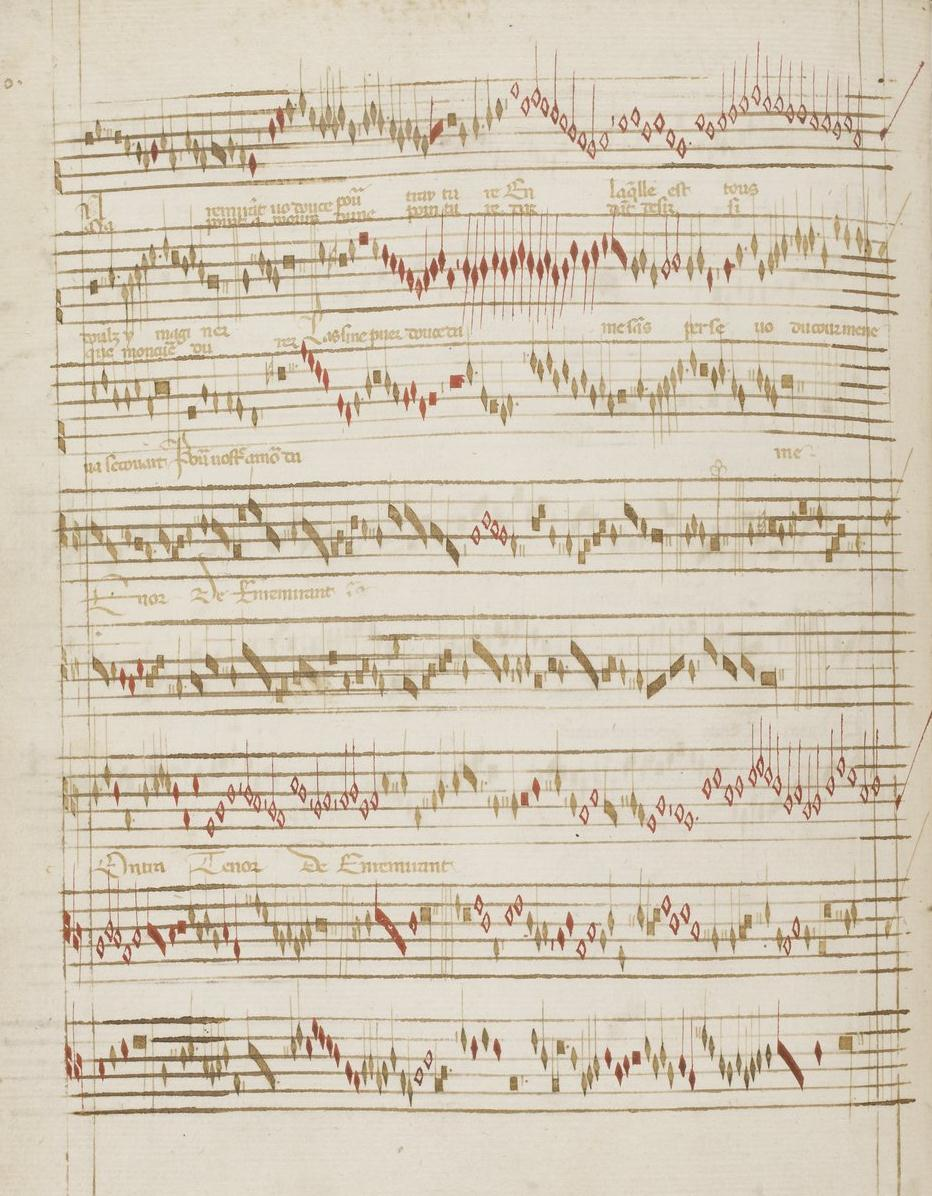
Ballade de Philippoctus de Caserta En Remirant vo douce pourtraiture, Codex Reina.

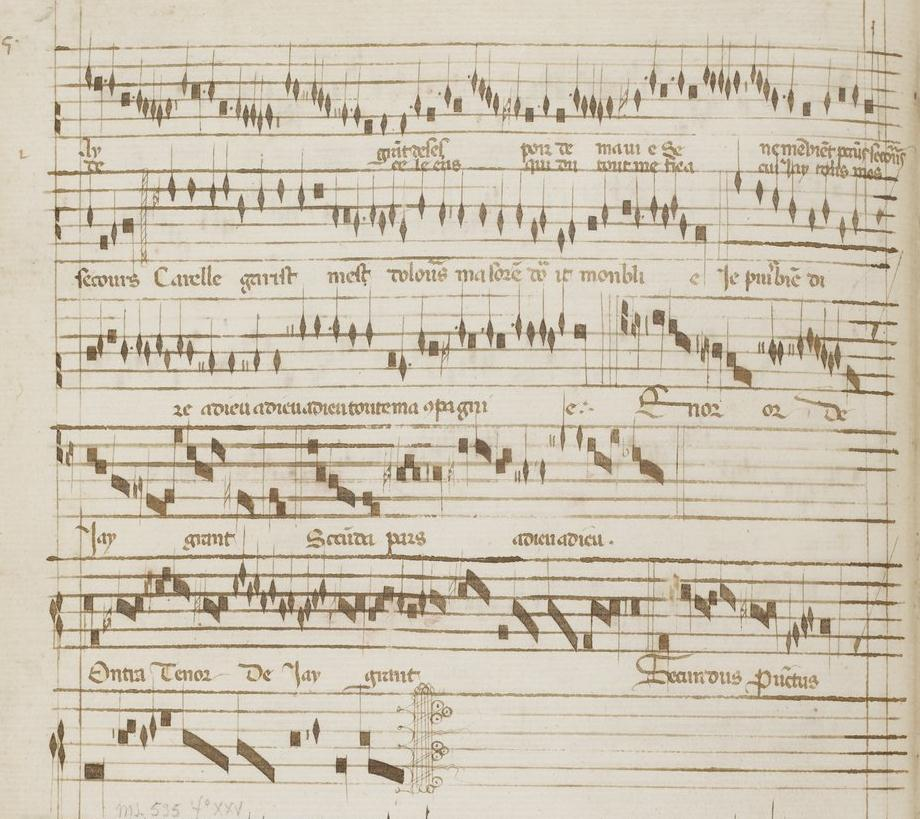
Ballade anónima J'ay grant désespoir de ma vie, Codex Reina.

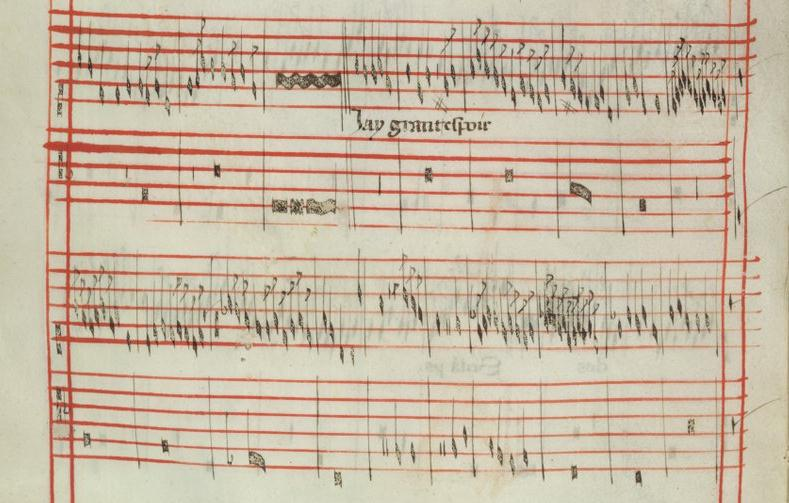
Incipit de la disminución J'ay grant espoir, Codex Faenza.

1. Dame sans per en qui (Andreas Servorum ?)
2. Amour m'a le cuer mis (Anthonello de Caserta)
3. Beauté parfaite (Anthonello de Caserta)
4. Dame d'onour en qui tout (Anthonello de Caserta)
5. Du val perileus (Anthonello de Caserta)
6. Notés pour moi (Anthonello de Caserta)
7. Arte psalentes (Bartholomeus de Bononia)
8. Ore Pandulfum modulare dulci (Blasius ?)
9. Se doulz Espour (Conradus de Pistoria)
10. Veri almi pastoris (Conradus de Pistoria)
11. Cortois et sages (Egidius)
12. Franchois sunt nobles (Egidius)
13. Je ne requier (Nicolas Grenon)
14. Dedens mon cuer (Grimace)
15. Une dame requis (Johannes Janua)
16. S'ay je cause (Martinus Fabri)
17. Le grant desir (Matheus de Perusio)
18. Le greygnour bien  (Matheus de Perusio)
19. Pres du soloil (Matheus de Perusio)
20. Puisque la mort (Matheus de Perusio ?)
21. Se je me plaing (Matheus de Perusio)
22. A gré d'Amors
23. Amor me fait desirer
24. Amour doi je servir
25. Ane a fagos
26. Au tornai d'Amors
27. A vous sans plus
28. Bonté de corps
29. Comme le cerf
30. Dame sui fust
31. Dame sans per que piesa
32. Dame vailans de pris - Amis de tant - Certainement puet on bien
33. D'anguiseus cuer doy gemir
34. Dolour me tient
35. a) En discort sont Desir - 35. b) Indescort (intabulation, Codex Faenza)
36. En la maison
37. En mon cuer
38. En remirant vo douce pourtraiture
39. En un gardin
40. En un vergier
41. Filz il te faut
42. a) Fuiiés de moy, envie - 42. b) Wolauff gesell ! wer jagen (Oswald von Wolkenstein)
43. Gente a devis noble
44. Il n'est si grant possession
45. Ja fait d'armes
46. a) J'ay grant desespoir - 46. b) J'ay grant espoir (intabulation, Codex Faenza)
47. Je fortune
48. a) Je voy mon cuer - 48. b) Du ausserweltes schöns (Oswald von Wolkenstein)
49. Jonesce de haut corage
50. Langue puens envenimee
51. L'ardant desier
52. Le doulz prinstemps
53. Le grant playsir
54. L'escu d'Amors
55. Los, Pris, Honeur
56. Marticius qui fu de Rome
57. a) Mersi ou Mort - 57. b) Mersi ou Mort
58. Ne celle amour
59. Pour che que je ne puis
60. Quant Jason
61. Se je ne suy
62. S'Espoir n'estoit

#### Canons
1. Andray soulet (Matheus de Perusio)
2. Se je chant mains
3. a) Talent m'es prus - 3. b) Talent m'a pris - 3. c) Talent m'est pris - 3. d) Die minne füget niemand (Oswald von Wolkenstein)
4. Tres dous compains (chasse)
5. Umblemens vos pri merchi

### vol. XXI - ed. Gordon K. Greene: Música Secular Francesa, Parte 4:Virelais. 1987

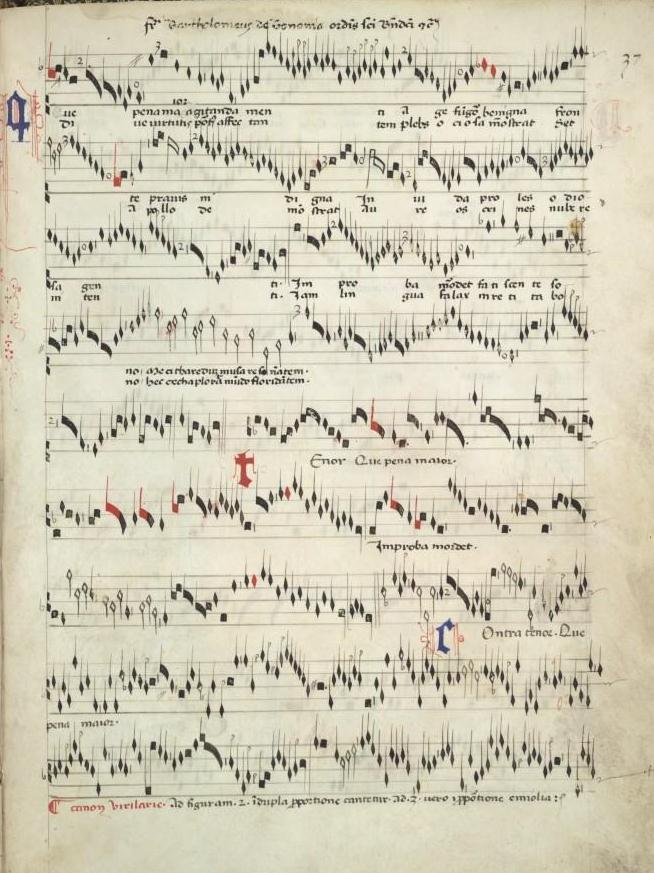
Virelai de Bartholomeus da Bologna Que pena major, Manuscrito de Módena, BE α. 5,24.

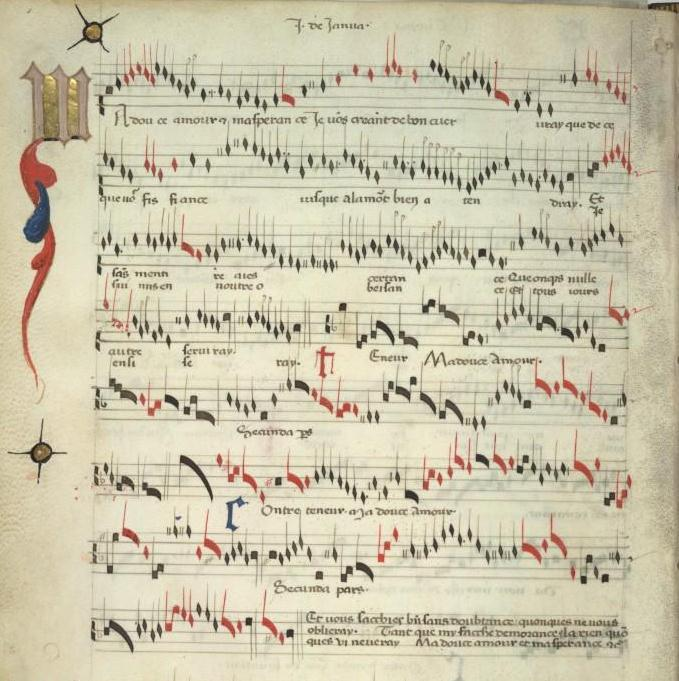
Virelai de Johannes Janua Ma douce amour, Manuscrito de Módena, BE α. 5,24.

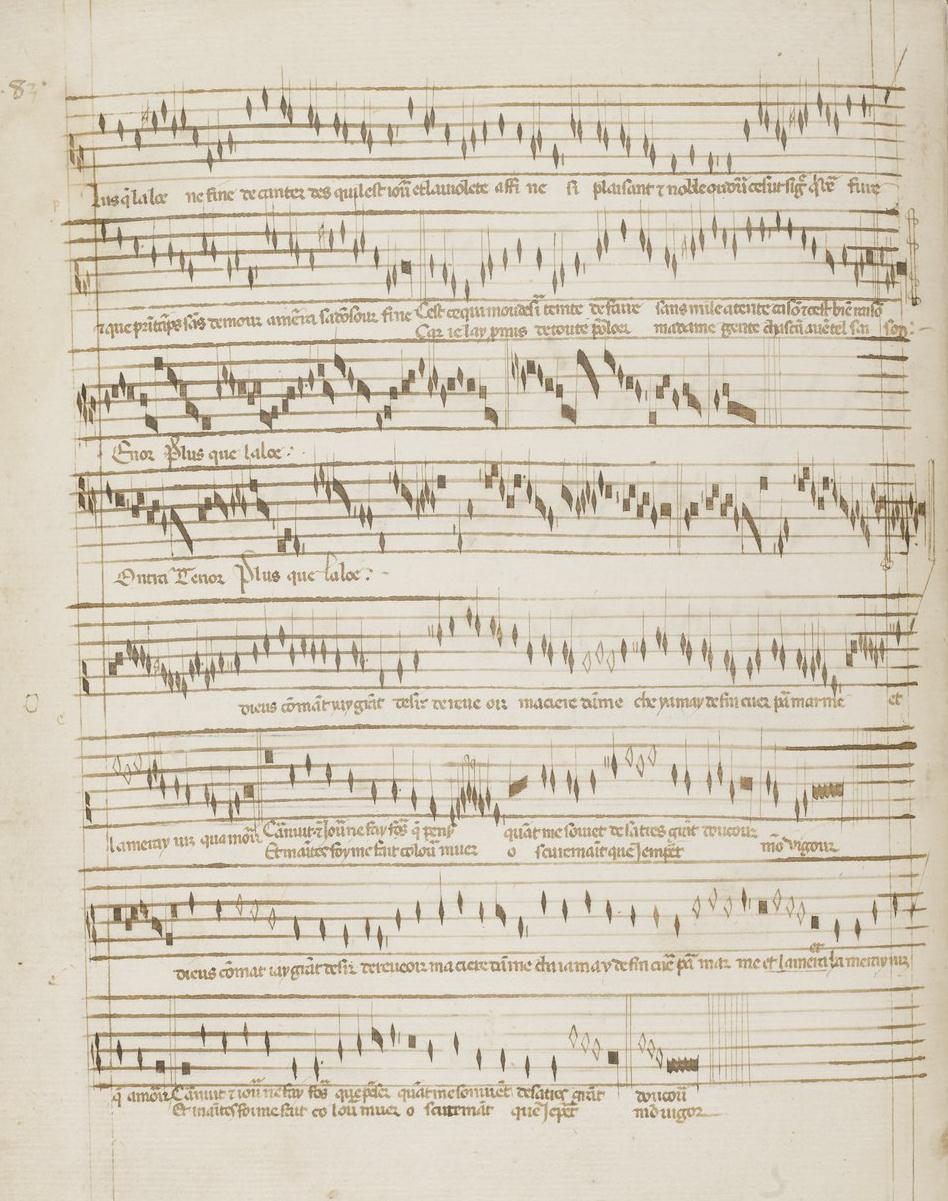
Virelais anónimos Puis que l'aloë ne fine & E Dieus! commant j'ay grant desir, Codex Reina.

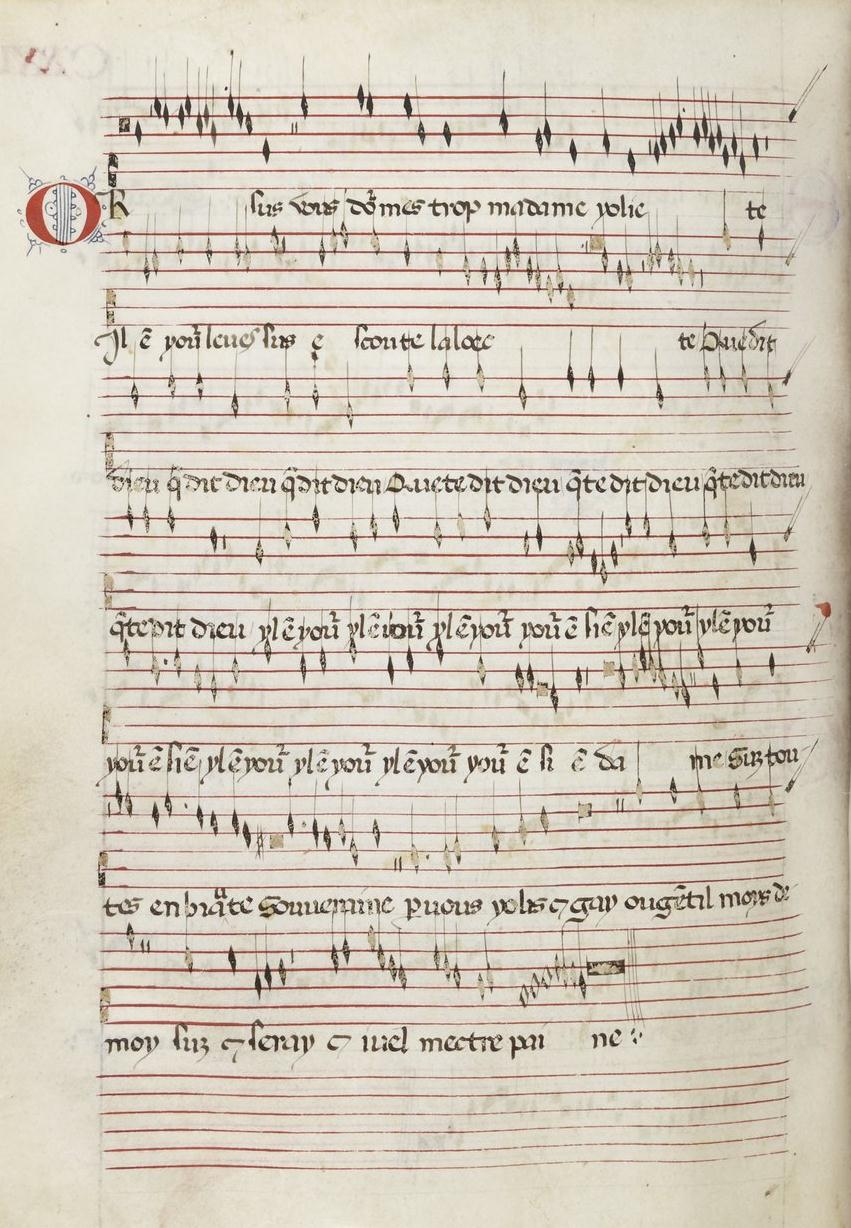
Virelai anónimo Or sus, vous dormés trop, Paris, BnF 568.

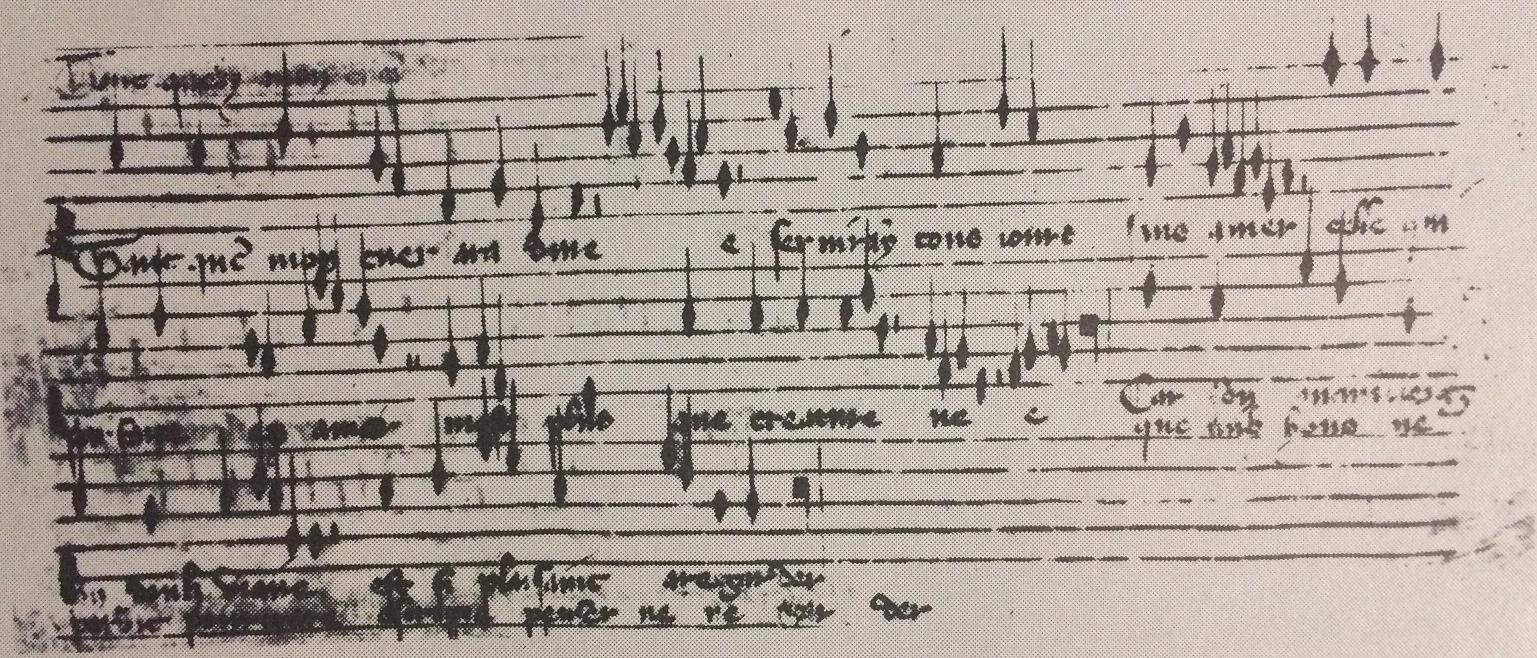
Virelai anónimo Tant qu'en mon cuer - Sur l'erbette, Codex Ivrea, Biblioteca Capitolare 115.

1. Tres nouble dame (Anthonello da Caserta)
2. Que pena major (Bartholomeus de Bononia)
3. En ce gracïeux tamps (Jacob Senleches)
4. Tel me voit (Jacob Senleches)
5. S'en vous por moy (J. Alanus)
6. Ma douce amour (Johannes de Janua)
7. Belle sans per (Matheus de Perusio)
8. Dame que j'aym (Matheus de Perusio)
9. Dame souvrayne (Matheus de Perusio)
10. Helas Avril (Matheus de Perusio)
11. Heylas, que feray je (Matheus de Perusio)
12. Ne me chaut (Matheus de Perusio)
13. Plus onques dame (Matheus de Perusio ?)
14. Puisque je sui (Matheus de Perusio)
15. Sofrir m'estuet (Paolo Tenorista)
16. A qui fortune (Philippot de Caserta ?)
17. Adeu, mon cuer
18. Au tamps que je soloye amer
19. Bene puis siderer
20. Besier e acoler
21. Bobik blazen
22. C'estoit ma douce
23. Combien que
24. Contre le tenps - He ! Mari, mari !
25. Dame, par le dolz plaisir
26. Donne moy de ton pain - Alons commenchier - J'oÿ les cles
27. D'une dragme de confort
28. E Dieus, commant
29. En gage de retourner
30. En tiés, en latim
31. a) Et je ferai - 31.b) Je comence - Et je feray - Soules viex (motete)
32. Fait fut pour vous
33. Fist on, dame
34. Ja falla
35. Je languis d'amere mort
36. Je la remiray
37. Jet fort qu'en amour
38. a) Je voy le bon tens - 38. b) [Je voy le bon tens] (intabulation, Codex Reina)
39. Kere dame chi m'otry
40. La cornailhe guilhat
41. La grant biauté
42. Dame, voiés
43. Mais qu'il vous viengne
44. Mort pourquoy
45. Nulle pitié ma dame
46. Onques ne fu
47. Or m'assaut Paour
48. a) Or sus, vous dormés trop - 48. b) [Or sus, vous dormés trop] (intabulation, Codex Faenza)
49. Par mon serement
50. Petit guerredon
51. Plus que l'aloe
52. Pour l'amour
53. Pour vous reveoir
54. Prenés l'abre, Peyronelle
55. Puisqu' autrement
56. Que puet faire
57. Rescoés ! Rescoés
58. S'amours me het
59. Sans mal penser
60. a) Soit tart tempre (four-part) - 60. b) Soit tart tempre (three-part)
61. Tant plus vos voye
62. Tant qu'en mon cuer - Sur l'erbette
63. Tres dolz et loyauls
64. Tres douche, Plasant - Reconforte toy
65. Trop me deplaist
66. Va t'en, mon cuer
67. Venés a nueches - Vecche l'ermite
68. Par maintes fois (Vaillant) (four-part) (appendix)

### vol. XXII - ed. Gordon K. Greene: Música Secular Francesa, Parte 5:Rondeauxy piezas misceláneas. 1989

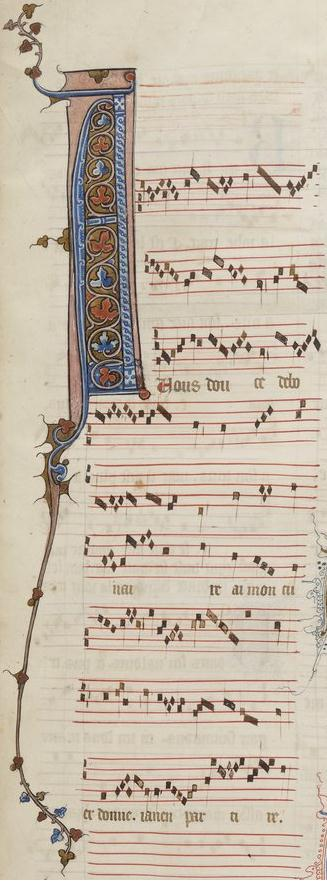
Rondeau a 3 voces de Jehan de Lescurel A vous, douce debonaire, BnF 146.

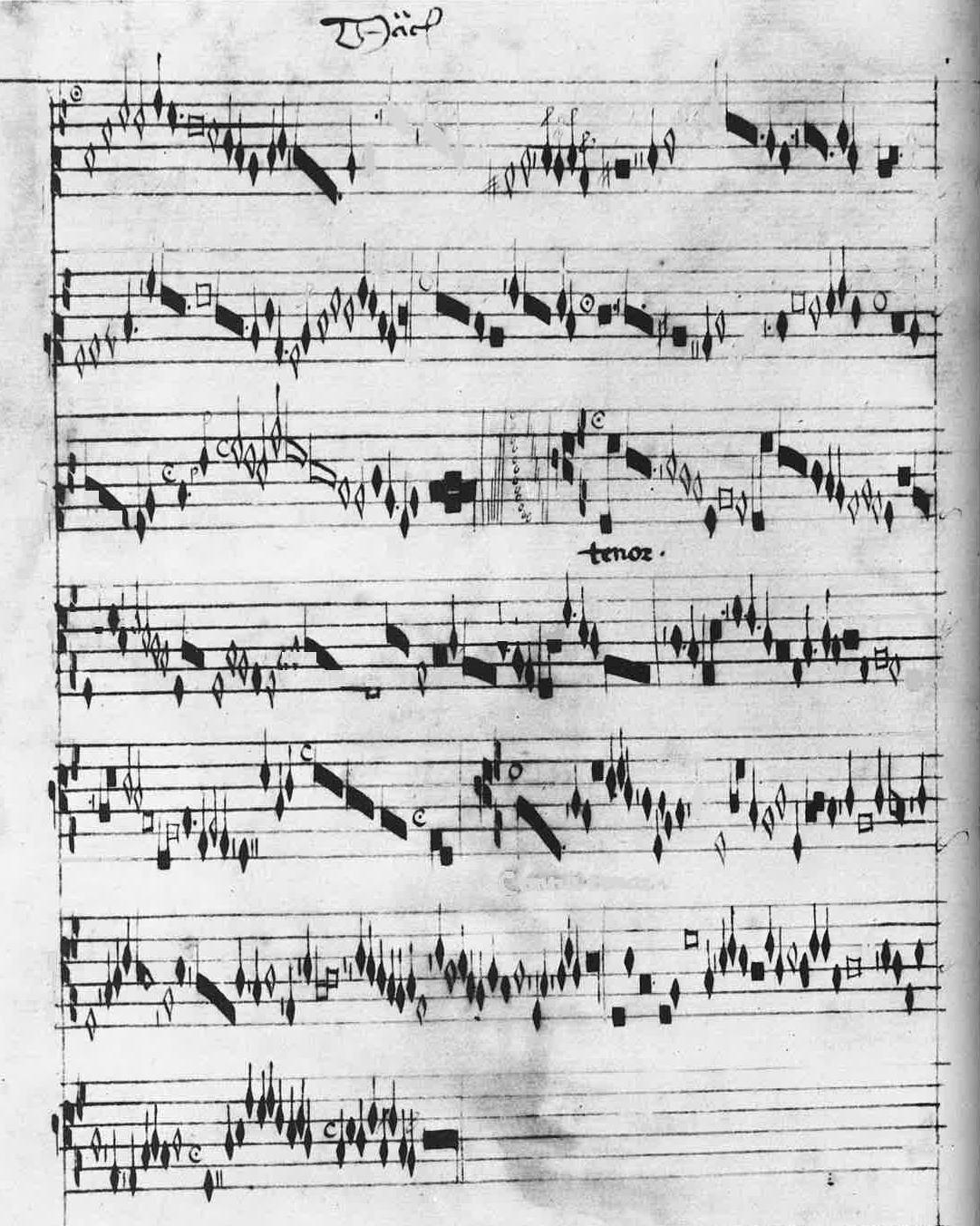
Rondeau sin texto de Matheus de Perusio, a veces atribuido erróneamente a "Marcus?", Florencia, Biblioteca Nazionale Centrale, Panciatichiano 26.

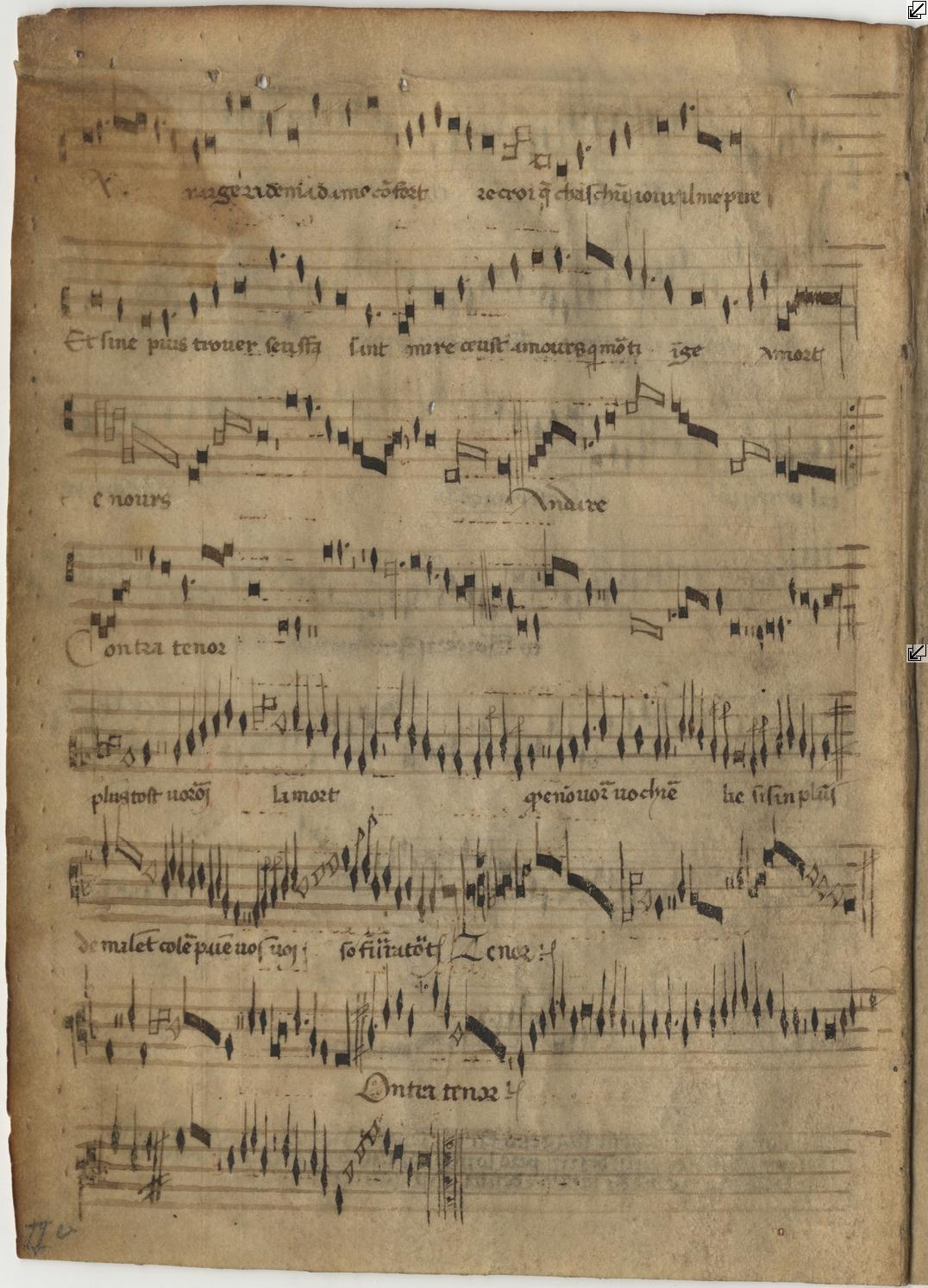
Rondeaux anónimos Avrai ge ja de ma dame & Plus tost vorroie la mort, Pistoia B.3.5.

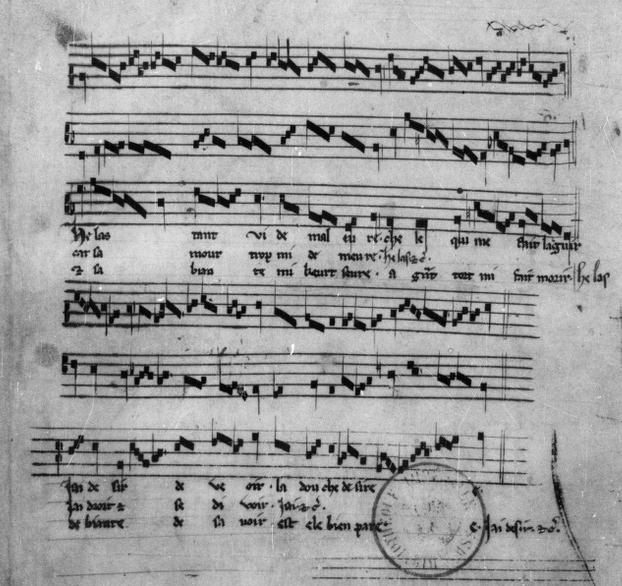
Rondeaux anónimos Hélas, tant vi de mal eure & J'ai desir de veoir, BnF, Picardie 67.

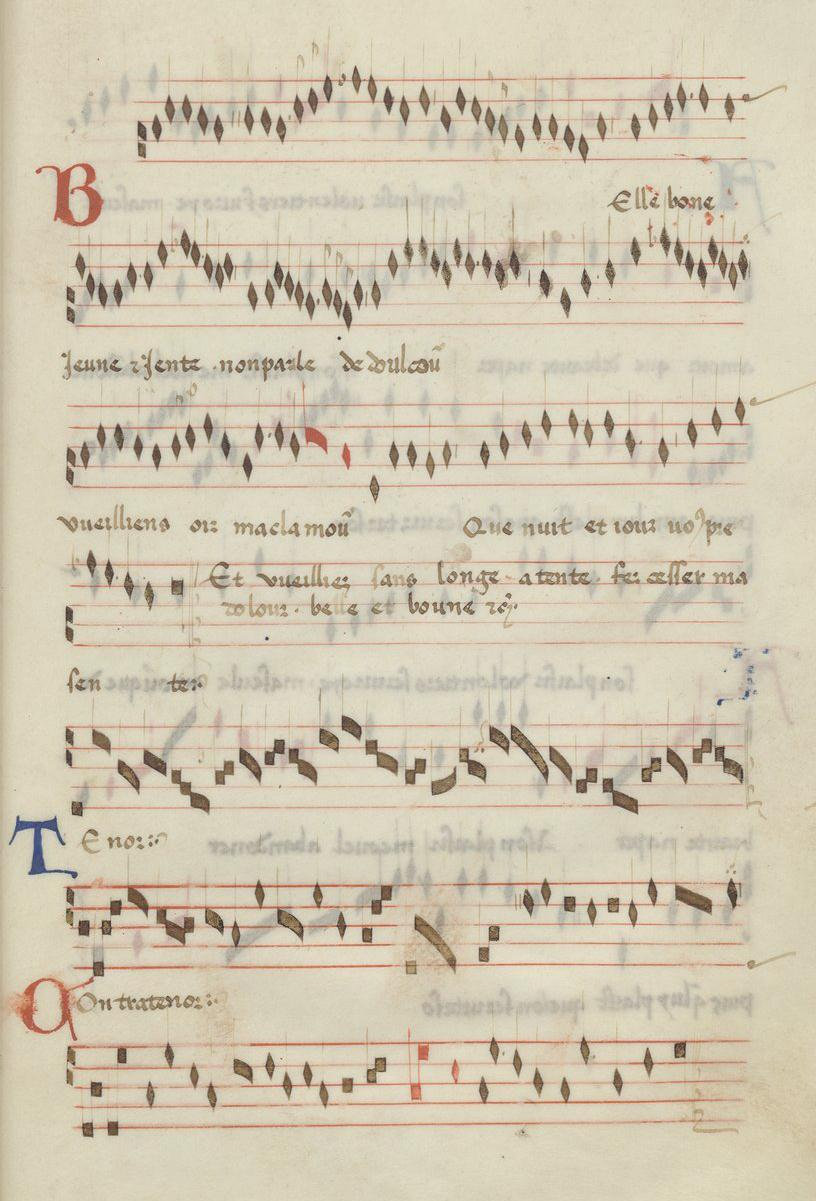
Rondeau anónimo Belle, bone, jeune, París: BnF 4917.

#### Rondeaux
1. Dame d'onour c'on ne puet espriyer (Anthonello da Caserta)
2. Dame gentil en qui (Anthonello da Caserta)
3. Des dont que pars de moy (Clericus de Landes)
4. Merci, pour Dieu (Frater Anthonius de Civitate)
5. Je voy ennui de ma dame (Grimache)
6. A vous douce debonaire (Jehan de Lescurel)
7. Or se depart (Martinus Fabri)
8. A qui Fortune (Matheus de Perusio)
9. Dame de honour plesant (Matheus de Perusio)
10. Helas ! merci, merci (Matheus de Perusio)
11. Jusques a tant (Matheus de Perusio)
12. Par vous m'estuet (Matheus de Perusio)
13. Plus liés des liés (Matheus de Perusio)
14. Pour bel acueil (Matheus de Perusio)
15. Pour Dieu vous pri (Matheus de Perusio)
16. Se, pour loyaulment servir (Matheus de Perusio)
17. Trover ne puis (Matheus de Perusio)
18. [...] (Matheus de Perusio)
19. Amis, ton dous vis (P. des Molins)
20. A cuy diray le martire
21. Adieu vous di, tres doulche flour
22. Amours par qui
23. Arai ge ja de ma dame
24. Aylas ! quant je pans
25. Belle, bone, jeune
26. Belle que rose vermeille
27. Combiens qu'il soyt
28. Comben que loyteins
29. Creature
30. Dame playsans
31. En esperant que de vous
32. En tes douz flans
33. a) Esperance, ki en mon quer - 33. b) Asperance (intabulation, Ms. Groningen)[8]
34. Espoirs me fuit
35. Faus semblaunt
36. Fortune
37. Helas, tant vi de maleure
38. Hors sui je bien
39. Hunbles regars
40. Il vient bien sans appeller
41. Ja plus tost vorroie la mort
42. J'ay mis ce rondelet
43. J'ai desir de veoir
44. Je prins conget d'Amours
45. Je suy, ma dame
46. Je suys tousjours
47. a) Jour a jour la vie - 47. b) Cristus rex pacificus - 47. c) Stand auff, Maredl (Oswald von Wolkenstein) - 47. d) Jour mour lanie (intabulation, Codex Faenza)
48. La grand doulçour
49. La grant beauté de vous
50. Le dieus d'amours
51. Le souvenir de vous
52. Letificans tristantes
53. Mal vi loyauté
54. Mon bel amy, corteus e gratieux
55. Mon bel amy, mon confort et ma joye
56. Or tam va
57. Par ton refuis vif
58. Par un regart
59. a) Passerose de biauté (canon) - 59. b) Passerose de biauté (mensuration canon)
60. Passerose, flours excellente
61. Pour vous servir
62. Puis qu'ainsy est qu'ay
63. Quant si loing suy
64. Que demande vray amoureus
65. Quiconques veult d'amours joir
66. Qui contre fortune
67. Renouveler me feist
68. Rose sans per
69. Sans jamais faire
70. S'en may est foy
71. S'Espoir n'estoit
72. Simple regart en toutes
73. Soiez liez
74. Souviengne vous d'estriner
75. Tes doulz regard amoreus
76. a) Tres douls amis - 76. b) Tres douls amis
77. Vos estes celle

#### Miscelánea

##### Ballades
1. Cheulz qui volent retourner
2. Der vasten avours
3. En wyflic beild ghestadt
4. Le firmament
5. T'singhen van der Nachtegale

##### Virelais
1. En nuit / Mais d'un regart
2. Mon tres douls coer
3. ... Ne me porroit

##### Chansons
1. He, hula, hu !
2. Ho, ho, ho !

##### Appendix
1. Empris domoyrs (intabulation, Ms. Groningen)[8]

### vol. XXIII A - ed. Giulio Cattin, Francesco Facchin: Música Sacra Francesa, Parte 1. 1989

#### Arreglos del Ordinario de la Misa

##### Misa de la Sorbona(Johannes Lambuleti?)
1. Kyrie: Expurgator scelerum [Rex genitor] (incompleto)
2. Gloria (incompleto)
3. Credo
4. Sanctus: Salva nos (incompleto)
5. Agnus Dei (incompleto)
6. Benedicamus Domino

##### Misa de Apt
1. Kyrie: Jhesu dulcissime (De Fronciaco)
2. Gloria (Depansis) [Sortes ?]
3. Sanctus (Fleurie)
4. Agnus Dei

##### Misa (tres movimientos relacionados)
1. Kyrie (incompleto)
2. Credo
3. Sanctus

##### Otros arreglos
1. Kyrie: Rex angelorum - Clemens pater
2. a) Kyrie: Humano generi - 2. b) idem
3. Kyrie
4. Kyrie: Principium effectivum
5. Kyrie (Chipre)
6. Kyrie (Perrinet)
7. Kyrie: O sacra Virgo beata
8. Kyrie (Guymont)
9. Kyrie: Summe clementissime (Johannes Graneti)
10. Kyrie: Rex immense maiestatis - Dulcis potens
11. Kyrie: Ave desiderii - In partu mirabili
12. Kyrie
13. Kyrie: O Virgo sacrata Maria
14. Gloria: Qui sonitu melodie
15. Gloria, Chassa [anónimo ?]
16. Gloria (Loys ?)
17. Gloria (Baralipton) [anónimo ?]
18. Gloria (Peliso)
19. Gloria (Susay)
20. Gloria (Baude Cordier)
21. Gloria: Clemens Deux artifex
22. Gloria
23. Gloria
24. Gloria: Et verus homo Deus
25. Gloria: Spiritus et alme
26. Gloria: Spiritus et alme (incompleto)
27. Gloria: [...] Semper flos amenissimus (incompleto)
28. Gloria
29. Gloria: Spiritus et alme (Henricus Hesseman) [de Argentorato]
30. Gloria (Richart)
31. Gloria (Bosquet)
32. Gloria (Bosquet) [Nicolao de Capoa]
33. Gloria (incompleto)
34. Gloria (incompleto)
35. Gloria (incompleto)

### vol. XXIII B - ed. Giulio Cattin, Francesco Facchin: Música Sacra Francesa, Parte 2. 1991

#### Arreglos del Ordinario de la Misa
1. Credo (Orles)
2. Credo
3. Credo (Bonbarde) [Perrinet ?]
4. Credo (Jacobus Murrin)
5. Credo (Tapissier)
6. Credo (Tailhandier)
7. Credo
8. Credo (Pellison)
9. Credo
10. Credo
11. Credo
12. Credo
13. Credo (Tenor Guayrinet)
14. Credo (Cameraco)
15. Credo (incompleto)
16. Credo: Patrem ab eterno (incompleto)
17. Credo (incompleto)
18. Sanctus (Tapissier)
19. Sanctus
20. Sanctus: Sanans fragilia - Salva nos
21. Sanctus
22. Sanctus: Summa tua gloria (Heinricus de Libero Castro)
23. Sanctus (Egidius de Thenis)
24. Sanctus
25. Agnus Dei (Heinricus de Libero Castro)
26. Agnus Dei
27. Benedicamus Domino: Uni Deo (incompleto)

#### Himnos
1. Christe redemptor omnium, conserva tuos famulos
2. Conditor alme siderum
3. Sanctorum meritis inclita gaudia
4. Veni Creator Spiritus
5. Ave maris stella
6. Jhesu, corona virginum
7. Deus tuorum militum
8. a) Iste confessor Domini sacratus / Orbis exultans; Ut que laxis - 8. b) idem
9. Jhesu nostra redemptio
10. Ut queant laxis

#### Miscelánea
1. Ave regina celorum (antífona)
2. Est hic panis gloriosus (secuencia)
3. Juste judex
4. Stella es Maria (Heinricus Hessman de Argentorato)
5. Virgo dulcis atque pia (Heinricus de Libero Castro)
6. O quam pulchra puella (contrafactum: Min herze) (Magister Alanus)
7. Lux jocunda refovet (contrafactum: S'en vous pour moy) (Alanus)

#### Llibre Vermell
1. O virgo splendens (caça)
2. Stella splendens (ad trepudium rotundum)
3. Laudemus virginem (caça)
4. Splendens ceptigera (caça)
5. Los set gotxs recomptarem (ballada)
6. Cuncti simus (ball redon)
7. Polorum regina (ball redon)
8. Mariam matrem virginem (virelai)
9. Inperayritz - Verges ses par (virelai)
10. Ad mortem festinamus

#### Fragmentos
1. Kyrie: Sol iusticiae
2. Kyrie
3. Kyrie: Sol precelse deitatis - Lux paterne claritatis
4. Kyrie
5. Gloria
6. Gloria
7. Gloria: Armonizabit ... cum regali precio
8. Gloria
9. Gloria
10. Gloria
11. Gloria
12. Gloria
13. Gloria: Spiritus et alme
14. Gloria: [Armonizabit] qui supra
15. Gloria
16. Gloria
17. Credo (Johannes Alamani)
18. Credo
19. Credo (Lampens)
20. Credo
21. Sanctus: Sacrosanctus Pater - Miro gaudio
22. Sanctus
23. Sanctus
24. Agnus Dei
25. Agnus Dei
26. O Maria via vite (sequence)

#### Appendix
1. Credo (monophonic)
2. Credo (monophonic)
3. Gloria
4. Gloria
5. Gloria
6. Credo

### vol. XXIV - ed. Margaret Bent, Anne Hallmark: Obras completas deJohannes Ciconia. 1985

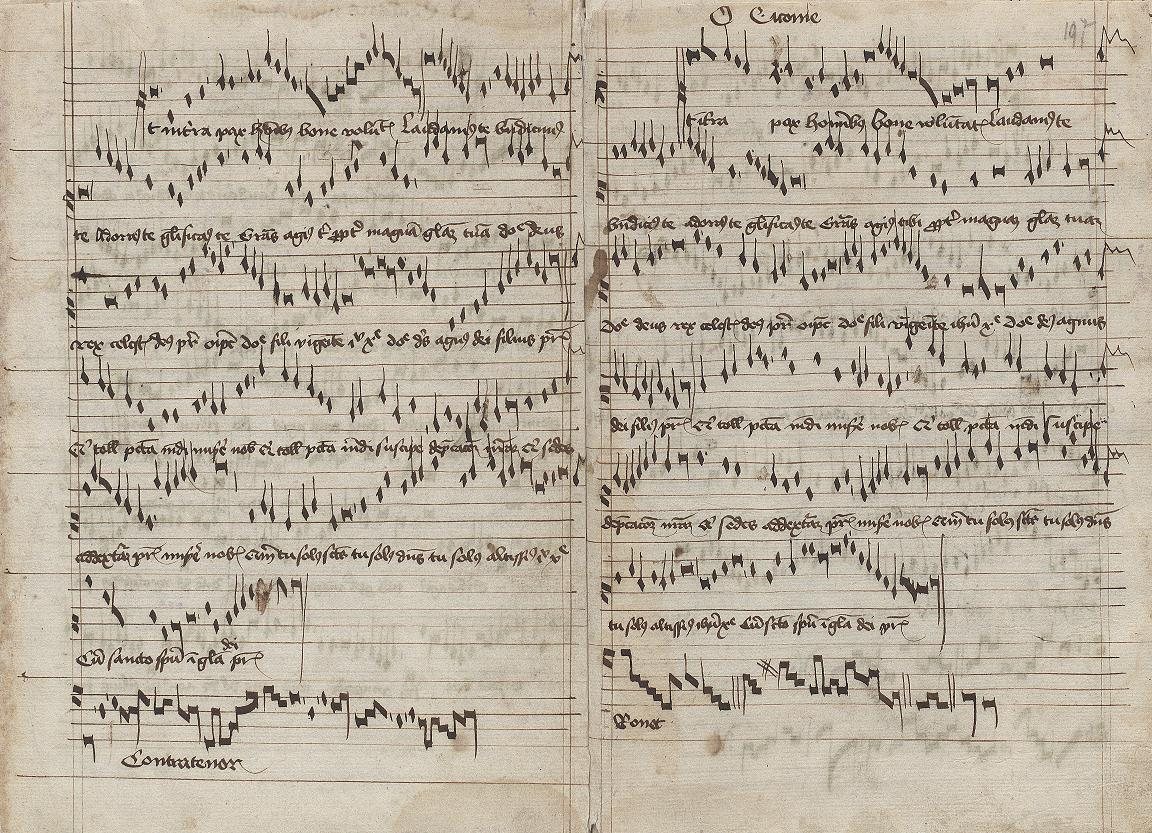
Gloria de Johannes Ciconia, Varsovia, National Library III. 8054 (olim Krasinski 52).

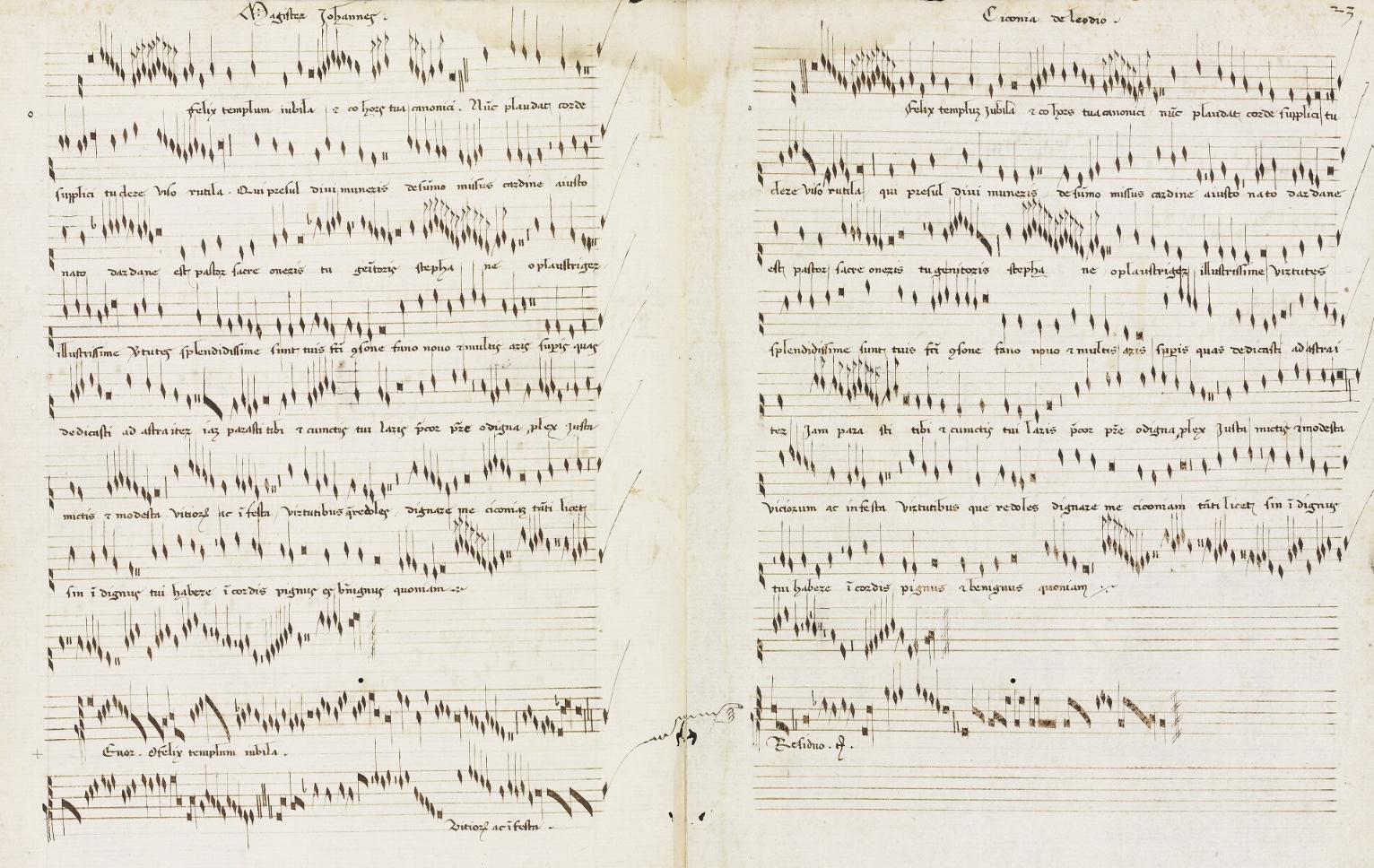
Motete O felix templum jubila de Johannes Ciconia, Oxford, Bodleian Library, MS. Canon. Misc. 213.

#### Arreglos del Ordinario de la Misa
1. Gloria
2. Credo
3. Gloria
4. Credo
5. Gloria: Spiritus et Alme
6. Gloria: Spiritus et Alme
7. Gloria: Suscipe, Trinitas
8. Gloria
9. Gloria
10. Credo
11. Credo (opus dubium)

#### Motetes

##### Motetes no isorrítmicos
1. O felix templum jubila
2. O Padua, sidus preclarum
3. Venecie, mundi splendor - Michael, qui Stena domus
4. O virum omnimoda - O lux et decus - O beate Nicholae

##### Motetes isorrítmicos

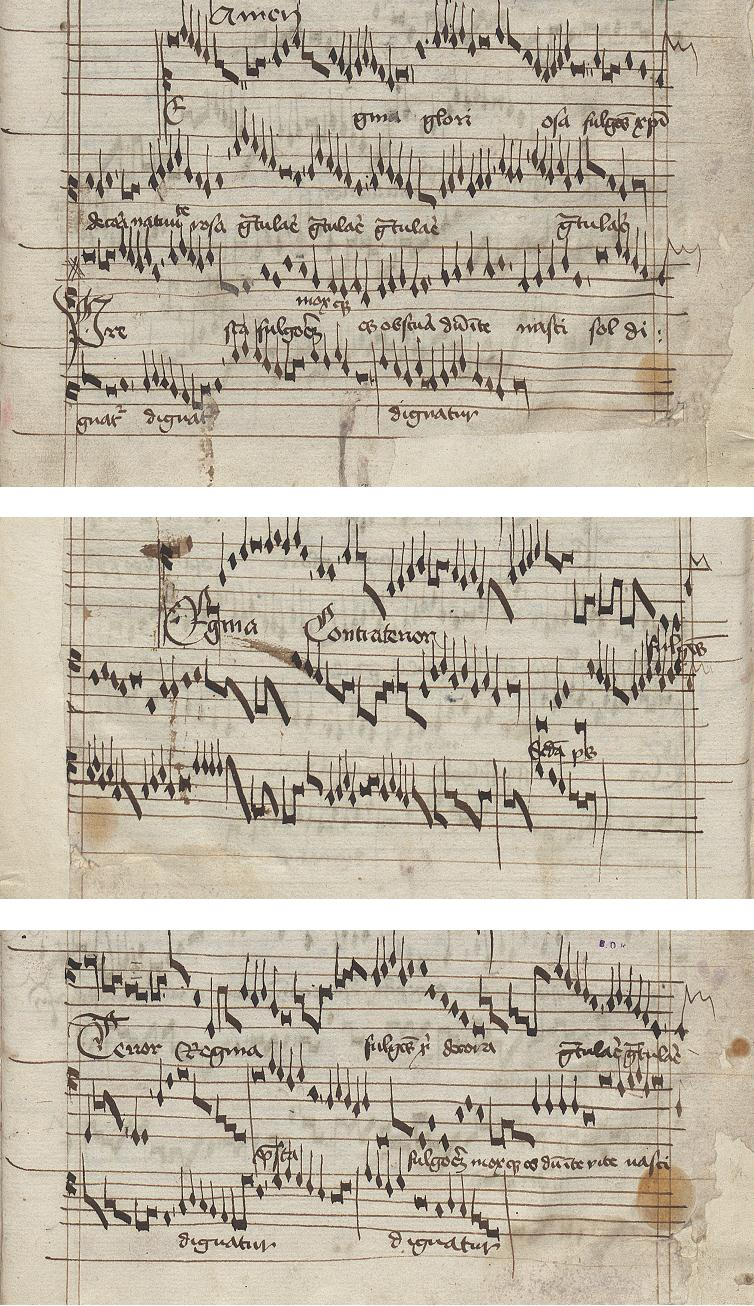
Motete Regina gloriosa de Johannes Ciconia, Varsovia, National Library III. 8054 (olim Krasinski 52).

1. Albane, misse celitus - Albane, doctor maxime
2. Doctorum principem - Melodia suavissima - Vir mitis
3. Petrum Marcello Venetum - O Petre, antistes inclite
4. Ut te per omnes celitus - Ingens alumnus Padue
5. Padu... serenans (incompleto, opus dubium)
6. O proles Hispanie (incompleto, opus dubium)

#### Contrafactaen latín
1. O beatum incendium
2. O Petre, Christi discipule
3. Regina gloriosa (opus dubium)

#### Obras seculares

##### Madrigali
1. Caçando un giorno
2. I cani sono fuora
3. Per quella strada lactea
4. Una panthera

##### Ballate
1. Con lagreme bagnandome
2. Dolçe fortuna
3. La fiamma del to amor
4. Chi nel servir antico

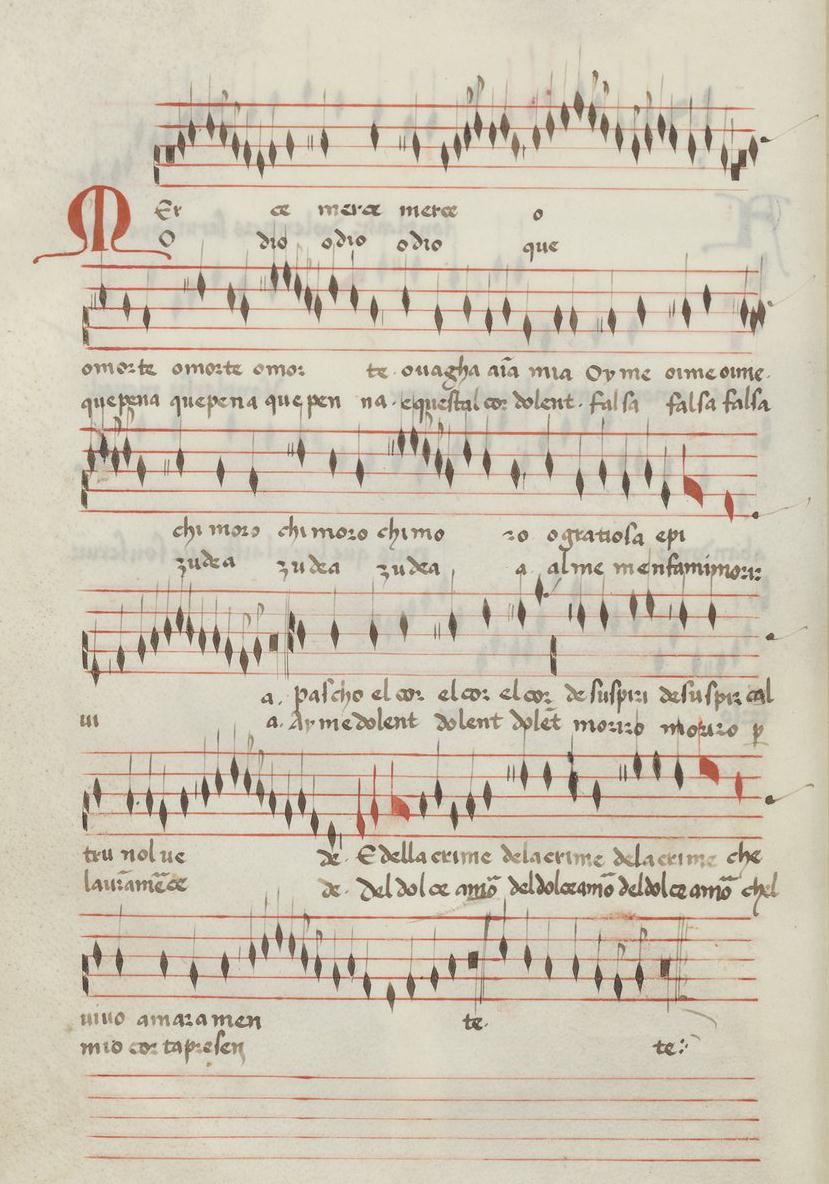
Ballata Merçé, o morte de Johannes Ciconia, Bnf 4917.

5. a) Ligiadra donna  5. b) Ligiadra donna
6. O Rosa Bella
7. Ben che da vui (incompleto)
8. Io crido amor (incompleto)
9. Amor, per ti sempre (incompleto, opus dubium)
10. Chi vole amar (opus dubium)
11. a) Merçé, o morte  11. b) Merçé, o morte (opus dubium)
12. Non credo, donna (opus dubium)
13. Poy che morir (opus dubium)
14. Deduto sey (opus dubium)
15. Gli atti col dançar

##### Virelais
1. Aler m'en veus
2. Sus une fontayne

##### Cánones
1. Quod jactatur
2. Le ray au soleyl (opus dubium)

#### Appendix
1. Con lagre bagnandome (5 intabulationes)
2. Deduto sey (intabulation)

## Recepción
La obra recibió una acogida favorable por parte de la crítica.
David Fallows, escribiendo sobre la colección en la publicación Early Music, hizo esta declaración:

«Este hermoso conjunto seguramente constituirá uno de los mayores logros de la musicología en la segunda mitad de nuestro siglo.»